# Basílica de São Pedro
A Basílica de São Pedro (em latim: Basilica Sancti Petri, em italiano Basilica di San Pietro) é uma basílica do Alto Renascimento italiano, localizada no Estado do Vaticano, um microestado independente enclavado na cidade de Roma, Itália. Trata-se do maior e mais importante edifício religioso do catolicismo e um dos locais cristãos mais visitados do mundo. Cobre uma área de 23 000 m² ou 2,3 hectares (5,7 acres) e pode albergar mais de 60 mil devotos (mais de cem vezes a população do Vaticano). É o edifício com o interior mais proeminente do Vaticano, sendo a sua cúpula uma característica dominante do horizonte de Roma, adornado com 340 estátuas de santos, mártires e anjos. Situada na Praça de São Pedro, a sua construção recebeu contribuições de alguns dos maiores artistas da história da humanidade, tais como Bramante, Michelângelo, Rafael e Bernini.
Especificamente classificada pela UNESCO, catalogada e preservada como Património Mundial da Humanidade, a Basílica de São Pedro foi considerada o maior projecto arquitectónico da sua época e continua a ser um dos monumentos mais visitados e celebrados do mundo. Foi provado que sob o altar da basílica está enterrado São Pedro (de onde provém o nome da basílica) um dos doze apóstolos de Jesus e o primeiro Papa e, portanto, o primeiro na linha da sucessão papal. Por esta razão, muitos Papas, começando com os primeiros, têm sido enterrados neste local. Sempre existiu um templo dedicado a São Pedro em seu túmulo, inicialmente extremamente simples, com o passar do tempo, os devotos foram aumentando o santuário, culminando na atual basílica. A construção do atual edifício, no local da antiga basílica erguida pelo imperador Constantino, foi inicialmente planeada no século XV pelo Papa Nicolau V e depois pelo Papa Júlio II para substituir a antiga; teve início em 18 de abril de 1506 e foi concluída em 18 de novembro de 1626, sendo consagrada imediatamente pelo Papa Urbano VIII. A basílica é um famoso local de peregrinação, pelas suas funções litúrgicas e associações históricas e uma das sete igrejas de peregrinação de Roma. Foi projectada principalmente por Donato Bramante, Miguel Ângelo, e Carlo Maderno, com a praça e escultura de Gian Lorenzo Bernini, a Basílica de São Pedro é uma das obras mais conceituadas da arquitetura italiana renascentista.
A Basílica de São Pedro é uma das basílicas papais (anteriormente denominadas "basílicas patriarcais") de Roma, e uma das quatro basílicas maiores de Roma, sendo as outras (todas também Basílicas Papais) a Arquibasílica de São João de Latrão, Santa Maria Maior e São Paulo Extramuros. Contrariamente à crença popular, São Pedro não é uma catedral, uma vez que não é a sede de um bispo. Embora a Basílica de São Pedro não seja a sede oficial do Papado (que fica na Arquibasílica de São João de Latrão), certamente é a principal igreja que conta com a participação do Papa, pois a maioria das cerimónias papais são lá realizadas devido às suas dimensões, à proximidade com a residência do Papa e à localização privilegiada no Vaticano. A classificação de basílica maior confere à Basílica de São Pedro precedência sobre todas as basílicas menores em todo o mundo. No entanto, ao contrário de todas as outras Basílicas Maiores Papais, encontra-se dentro do território, e por conseguinte de jurisdição soberana, do Estado da Cidade do Vaticano, e não da Itália.

## Localização e aspecto geral
A Basílica de São Pedro é uma igreja do estilo renascentista localizada em Roma a oeste do Rio Tibre, perto da colina Janículo e do Mausoléu de Adriano. É através da Praça de São Pedro que a basílica é abordada, onde se destacam duas estátuas de 5,55 metros de altura dos apóstolos do século I Pedro e Paulo. A sua cúpula domina o horizonte de Roma, elevando-se a uma altura de 136,57 metros. Apesar dos primeiros projectos desenvolvidos repercutirem para uma estrutura de planta centralizada, o que é ainda evidenciado na sua arquitectura, a basílica é cruciforme, com uma alongada nave de cruz latina. O espaço central é dominado tanto no interior como no exterior, por um dos maiores domos do mundo. A entrada é feita através de um nártex, que se estende por toda a frente do edifício.
O interior abarca dimensões descomunais quando comparado com outras igrejas. Um autor escreveu: "Gradualmente, a basílica alvorece sobre nós - enquanto observamos as pessoas aproximarem-se para este ou aquele monumento, estranhamente elas parecem encolher, pois elas são, evidentemente, ofuscadas pelo tamanho de toda a construção. Esta (basílica) por sua vez, esmaga-nos".
A basílica em planta de cruz latina, possui três naves totalmente abobadadas, com pilares de apoio às abóbadas de berço. A nave principal é a mais alta de todas as igrejas. Estas são enquadradas por amplos corredores completados por um número de capelas a eles adjacentes. Em torno da cúpula existem também capelas, entre as quais fazem parte o Batistério, a capela da Apresentação de Nossa Senhora, a Capela Sistina, a capela do Papa Clemente I com o altar do Papa Gregório I, a Sacristia no transepto esquerdo com altares da Crucificação de São Pedro, São José e São Tomé, o altar do Sagrado Coração de Jesus, a capela de Madonna de Colona, o altar de São Pedro e o Paralítico, a abside com a cátedra de São Pedro, o altar de Miguel Arcanjo, o altar de Navicella; no transepto direito, com altares de Erasmo de Formia, Santos Processo e Martiniano, e de Venceslau I, o altar de São Basílio, a capela Gregoriana, com o altar de Nossa Senhora do Socorro, a capela maior do Santíssimo Sacramento, a capela de São Sebastião e a Capela de Pietà. No coração da basílica, sob o altar-mor, está a Capela da Confissão, em referência à confissão de fé de São Pedro, que levou ao seu martírio. Duas escadarias curvas em mármore conduzem-nos a esta capela subterrânea ao nível da igreja constantiniana, onde logo acima se situa o túmulo de São Pedro. O Papa Gregório XVI concedeu um "privilégio perpétuo" em 1836, autorizando qualquer padre católico a celebrar a missa no altar da capela.
Todo o interior da basílica está ricamente decorado com mármore, relevos, esculturas arquitectónicas, retábulos e ornamentos com acabamentos a ouro. A basílica contém um grande número de túmulos não só de papas como também de outras notáveis personalidades, muitos dos quais são considerados verdadeiras obras de arte reconhecidas mundialmente. Existem também uma série de esculturas em nichos e capelas, incluindo a Pietà de Miguel Ângelo. No entanto, a característica central é o baldaquino sobre o Altar Papal, projetado por Gian Lorenzo Bernini. O santuário culmina num conjunto escultural, também de Bernini que contém a simbólica Cátedra de São Pedro.
| 1 | Basílica de São Pedro |
| 2 | San Pellegrino        |
| 3 | Sant'Anna             |

| 4 | Santo Stefano degli Abissini              |
| 5 | Santa Maria della Pietà                   |
| 6 | Santi Martino e Sebastiano degli Svizzeri |

| 7 | San Salvatore in Ossibus |

| 1 | Basílica de São Pedro |
| 2 | San Pellegrino        |
| 3 | Sant'Anna             |

| 4 | Santo Stefano degli Abissini              |
| 5 | Santa Maria della Pietà                   |
| 6 | Santi Martino e Sebastiano degli Svizzeri |

| 7 | San Salvatore in Ossibus |

| 9 | Santo Stefano degli Ungheresi |

| 10 | Santa Marta |

| 9 | Santo Stefano degli Ungheresi |

| 10 | Santa Marta |

## História

### No Império Romano

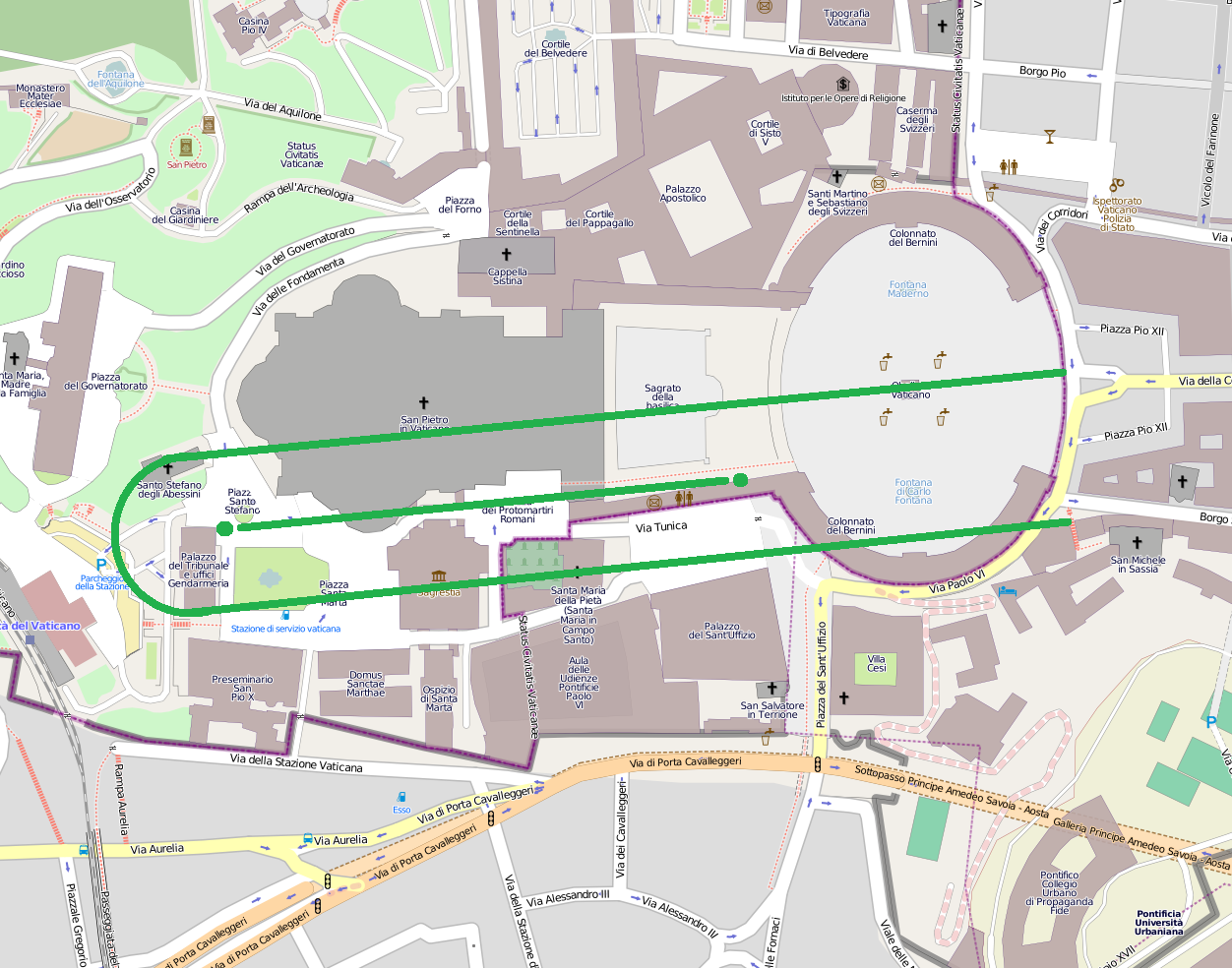
Planta do Circo de Nero, em comparação com a basílica de constantiniana e a basílica atual.

No início do Império Romano, pouco antes do nascimento de Jesus, o local era ocupado com algumas construções residenciais, erguidas em torno dos jardins imperiais da propriedade de Agripina Maior. O seu filho, Calígula (37-41 d.C.), construiu nesse local um circo privado, o Circo de Nero, cujo obelisco egípcio permanece ainda como um dos poucos monumentos comemorativos deixados daquela época. Neste circo e nos jardins a ele adjacentes, tiveram lugar os martírios de vários cristãos em Roma no templo do então imperador Nero (54-68). Um espaço imemorial que coloca o martírio do Apóstolo São Pedro personificado no recinto - entre os dois terminais (duas "metas") da "spina", onde no seu centro foi acrescentado o Obelisco do Vaticano.
A transformação de Roma de uma cidade pagã numa cidade cristã foi um processo lento, mas constante. De acordo com a tradição antiga, Pedro veio pela primeira vez para Roma em 42 a.C., e quando São Paulo chegou por volta de 60 d.C. os cristãos tornaram-se numerosos. O horror causado pelas terríveis perseguições que começaram sob Nero e atingiram o seu auge durante os últimos anos de Diocleciano tenderam a aumentar consideravelmente as conversões. Por fim, estabilizaram-se com Constantino, que simpatizou com os cristãos e suprimiu toda a violência contra eles.
Um sinal do fim do paganismo na Cidade Imperial pode ser visto no Arco de Constantino. Este arco foi erguido para celebrar a vitória de Constantino sobre Magêncio 312 a.C. perto da Ponte Mílvia. No ático foi gravada a primeira proclamação oficial do nome do Verdadeiro Deus. O SPQR dedicou este arco triunfal a Constantino, por instinctu divinitatis (por "Vontade de Deus"), e pela sua própria virtude, libertou o país do tirano (Magêncio) e da sua facção. Constantino presenteou o Palácio de Latrão ao Papa S. Melquíades. Mais tarde, em 324, sob o Papa Silvestre I, foi demolida uma parte do palácio e erguida a grande Basílica.
De acordo com a tradição católica, descrita nos livros apócrifos (como os Atos de Pedro), o apóstolo foi crucificado por volta do ano 65 d.C.. Pedro foi crucificado de cabeça para baixo como gesto de humildade perante Cristo, uma vez que não se considerava digno de morrer como o Filho de Deus. No entanto, outra versão afirma que este gesto pode ter sido de uma crueldade adicional infligida deliberadamente pelos romanos.

### Túmulo de São Pedro

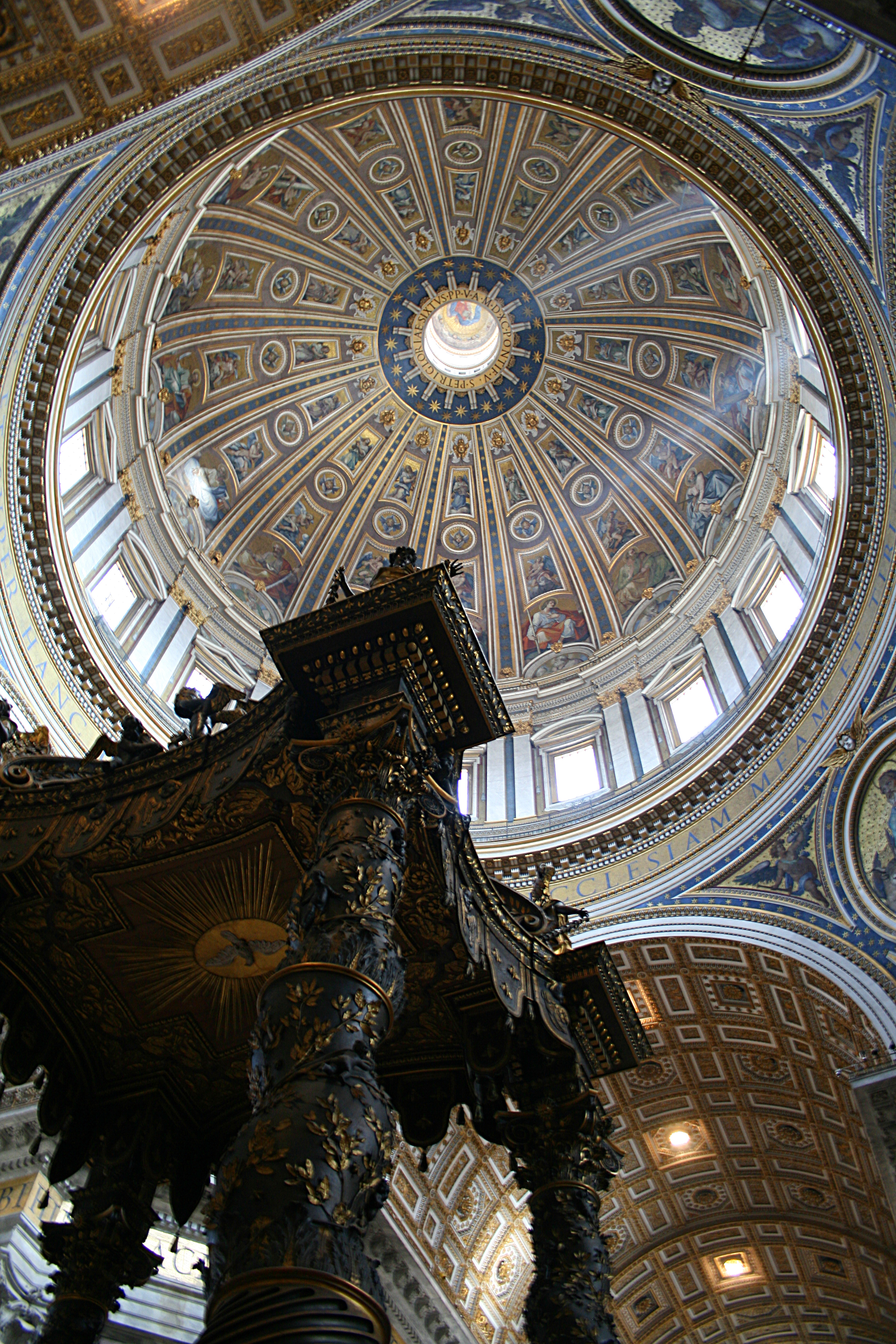
Cúpula da Basílica de São Pedro sobre o baldaquino

Depois da crucificação e ressurreição de Jesus, na primeira metade do primeiro século da era cristã, está registado no livro bíblico Atos dos Apóstolos, que um de seus doze discípulos, conhecido como Simão Pedro, um pescador da Galileia, assumiu a liderança entre os seguidores de Jesus, exercendo um papel importante na fundação da Igreja Cristã. O nome é Pedro, "Petrus" em latim e "Πέτρος" (Petros) em grego, decorrente de "petra", que significa "pedra" ou "rocha" em grego, e é a tradução literal do aramaico "Kepa", o nome dado a Simão por Jesus (ver João 1:42, e Mateus 16:18). Pedro depois de um ministério com cerca de trinta anos, viajou para Roma e evangelizou grande parte da população romana. A tradição católica afirma que Pedro, após um ministério de trinta e quatro anos, Pedro viajou para Roma e juntamente com Paulo em 13 de outubro  64 d.C, foi executado durante o reinado do imperador romano Nero e, de acordo com Jerônimo, crucificado de cabeça para baixo a seu próprio pedido, por se considerar indigno de morrer da mesma forma que Jesus. A crucificação deu-se perto do obelisco egípcio no Circo de Nero.
Os restos mortais de São Pedro foram enterrados fora do circo, na colina do Vaticano, do lado oposto da Via Cornélia, a menos de 150 metros do local da sua morte. O seu túmulo foi inicialmente marcado apenas com uma pedra vermelha, símbolo do seu nome. A vias Cornélia era uma estrada romana que seguia num sentido leste-oeste ao longo da parede norte do Circo de Nero ao longo da parede norte do Circo, em terras agora cobertas pelas partes sul da Basílica e da Praça de São Pedro. Um santuário ou "cella memoriae" foi construído neste local alguns anos mais tarde. Quase trezentos anos depois, a Antiga Basílica de São Pedro foi construída neste sítio.
A partir dos anos 1950, intensificaram-se as escavações no subsolo da basílica, após extenuantes e cuidadosos trabalhos, inclusive com a remoção de toneladas de terra correspondente do corte da colina Vaticana que serviu para a terraplenagem da construção da primeira basílica na época de Constantino. A equipe chefiada pela arqueóloga italiana Margherita Guarducci encontrou o que seria uma necrópole atribuída a São Pedro, e inclusive uma parede onde foi inscrita a expressão Petrós Ení, que, em grego, significa "Pedro está aqui".
Também foram encontrados, num nicho, fragmentos de ossos de um homem robusto e idoso, entre 60 e 70 anos de idade, envoltos em restos de tecido púrpura com fios de ouro que se acredita, com muita probabilidade, pertencerem a São Pedro. A data real do martírio, de acordo com um cruzamento de datas feito pela arqueóloga, seria 13 de outubro de 64 d.C. e não 29 de junho, data em que se comemorava o translado dos restos mortais de São Pedro e São Paulo para a estada dos mesmos nas Catacumbas de São Sebastião durante a perseguição do imperador romano Valeriano em 257.

### Antiga Basílica de São Pedro

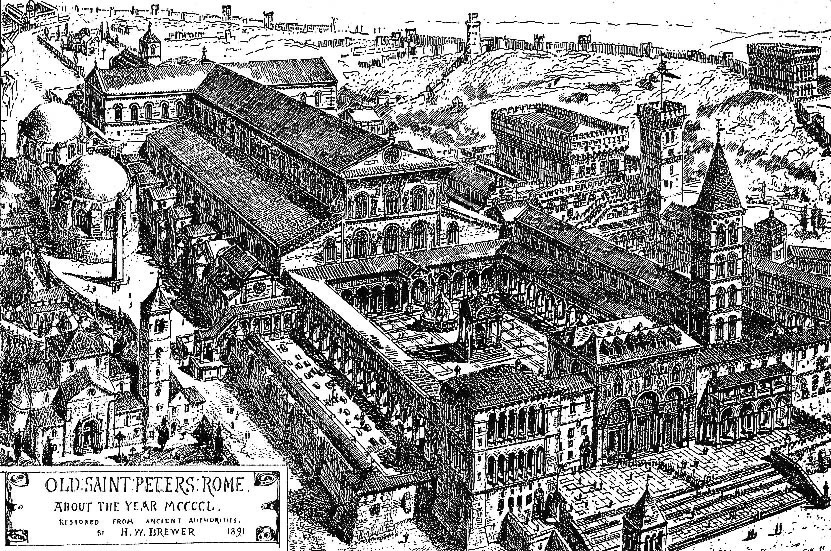
As traseiras da basílica vistas do exterior, como eram vistas até 1450

A antiga basílica era propriedade conjunta do Imperador Constantino I e do Papa Silvestre I. O imperador Constantino entre 326 d.C. e 333 d.C. ·  ordenou a construção da Antiga Basílica de São Pedro. Exigiu a demolição do circo de Calígula e Nero ou Circo Vaticano que se estendia pela parte sul do local. Constantino decidiu remover os túmulos da necrópole pagã alinhados ao longo de um caminho, por a tradição ali fixar o túmulo de São Pedro. O imperador pensou assim em construir o altar da sua basílica paleocristã acima deste túmulo, tornando o edifício uma basílica cemitério com o chão aberto para permitir a descida dos sarcófagos. A basílica foi consagrada em 18 de novembro de 326 pelo Papa Silvestre I. Desta basílica nada restou, porém, através de descobertas arqueológicas, descrições de peregrinos e desenhos antigos, os especialistas obtiveram as noções básicas da sua estrutura. Como em quase todas as igrejas da antiguidade, seguiu-se o modelo da basílica cívica romana: um salão retangular, dividido em nave central e naves laterais, que oferecia espaço bastante para a congregação dos fiéis. As cerimónias no altar eram realizadas na abside ao fim da nave central, bem visíveis a todos. Um fresco do século XVI na igreja de San Martino ai Monti deu-nos uma ideia aproximada da aparência interior, com a sua cobertura em madeira, porém é totalmente desconhecido quais estátuas ou pinturas que a ela pertenceram.
A basílica foi um dos principais locais de peregrinação na Idade Média. O coração da basílica era o altar da "Confissão de São Pedro" cuja abertura, a fenestella confessionis, permitia aos peregrinos ver as relíquias do apóstolo.
Em Agosto de 846, durante o saque de Roma, a basílica foi profanada pelos sarracenos. O Papa Leão IV mandou construir então a cidade Leonina de 848 a 852 para defender a basílica contra as incursões muçulmanas. Todavia, tais esforços não impediram que a cidade fosse saqueada pelos normandos em 1084.
A basílica atual, com um estilo renascentista e barroco, foi erguida sobre a antiga, o que exigiu que o edifício fosse orientado para oeste, mas também que a necrópole antiga fosse aterrada, sendo construídas muralhas de suporte para criar uma enorme base que servisse como alicerce. Na plataforma, construiu-se então a basílica, com nave central e quatro naves laterais, ricamente adornada com frescos e mosaicos, e um grande átrio dianteiro, demarcado com colunas. Várias vezes alterado e restaurado, o edifício de Constantino, conhecido por velha igreja de São Pedro, sobreviveu até ao início do século XVI.

### Plano de reconstrução
No final do século XV, após o papado de Avignon, a basílica paleocristã encontrava-se bastante deteriorada, com sérios riscos de desabar. A eleição de Nicolau V trouxe uma nova vida a Roma e é considerada a origem do Renascimento. Parte da revitalização de Roma foi restabelecer a Igreja e a fé no cristianismo. Nicolau V foi o primeiro papa a considerar uma reconstrução ou pelo menos realizar radicais intervenções na estrutura em 1452. Assim, o trabalho foi encomendado a Leon Battista Alberti e Bernardo Rossellino (ambos arquitectos), que se encarregaram de projetar as modificações mais importantes a cumprir. No seu projecto, Rossellino manteve o corpo longitudinal das cinco naves com cobertura ababadada e renovou o transepto, com a construção de uma abside mais ampla à qual acrescentou um coro. Esta nova intersecção entre o transepto e a abside seria coberta por uma cúpula. Todavia, estes projetos, devido à morte do papa em 1455, nunca foram concretizados. Mas viriam a influenciar o projecto futuro de Donato Bramante, que proporia demolir a estrutura antiga. O trabalho foi interrompido três anos depois da morte do Papa, quando as paredes apenas haviam alcançado um metro de altura. Entretanto, o papa ordenou a demolição do Coliseu de Roma e, até ao momento da sua morte, 2 522 carradas de pedra tinham sido transportadas para uso do novo edifício.
Cinquenta anos depois, em 1505, sob orientação do Papa Júlio II, as obras foram retomadas, com o propósito de que o novo edifício fosse um marco importante e apropriado para acomodar o seu túmulo. O papa pretendia com a obra "engrandecer-se a si mesmo nos ideais do povo". Uma vez que nas estruturas existentes as suas paredes estavam fora de prumo e a integridade estrutural debilitada, foi então celebrado um concurso para o projecto, existindo actualmente vários dos desenhos na época elaborados, na Galleria degli Uffizi, em Florença. No pontificado de Júlio II (1503 a 1513) decidiu-se afinal derrubar a igreja velha e em 18 de abril de 1506, Bramante recebeu o encargo de desenhar a nova basílica. Os seus planos eram de um edifício centralmente planificado, com um domo inscrito sobre o centro de cruz grega, forma que correspondia aos ideais da Renascença pela semelhante relação com um mausoléu da antiguidade. Uma sucessão de papas e arquitectos nos 120 anos seguintes participariam da construção que culminou no edifício atual. Iniciada por Júlio II, continuou através dos pontificados do Papa Leão X (1513-1521), Papa Adriano VI (1522-1523). Papa Clemente VII (1523-1534), Papa Paulo III (1534-1549), Papa Júlio III (1550-1555) , Papa Marcelo II (1555), Paulo IV (1555-1559), Papa Pio IV (1559-1565), Papa Pio V (santo) (1565-1572), Papa Gregório XIII (1572-1585), Papa Sisto V (1585-1590), Papa Urbano VII (1590), Papa Gregório XIV (1590-1591), Papa Inocêncio IX (1591), Papa Clemente VIII (1592-1605), Papa Leão XI (1605), Papa Paulo V (1605-1621), Papa Gregório XV (1621-1623), Papa Urbano VIII (1623-1644) e Papa Inocêncio X (1644-1655).

### Renascença

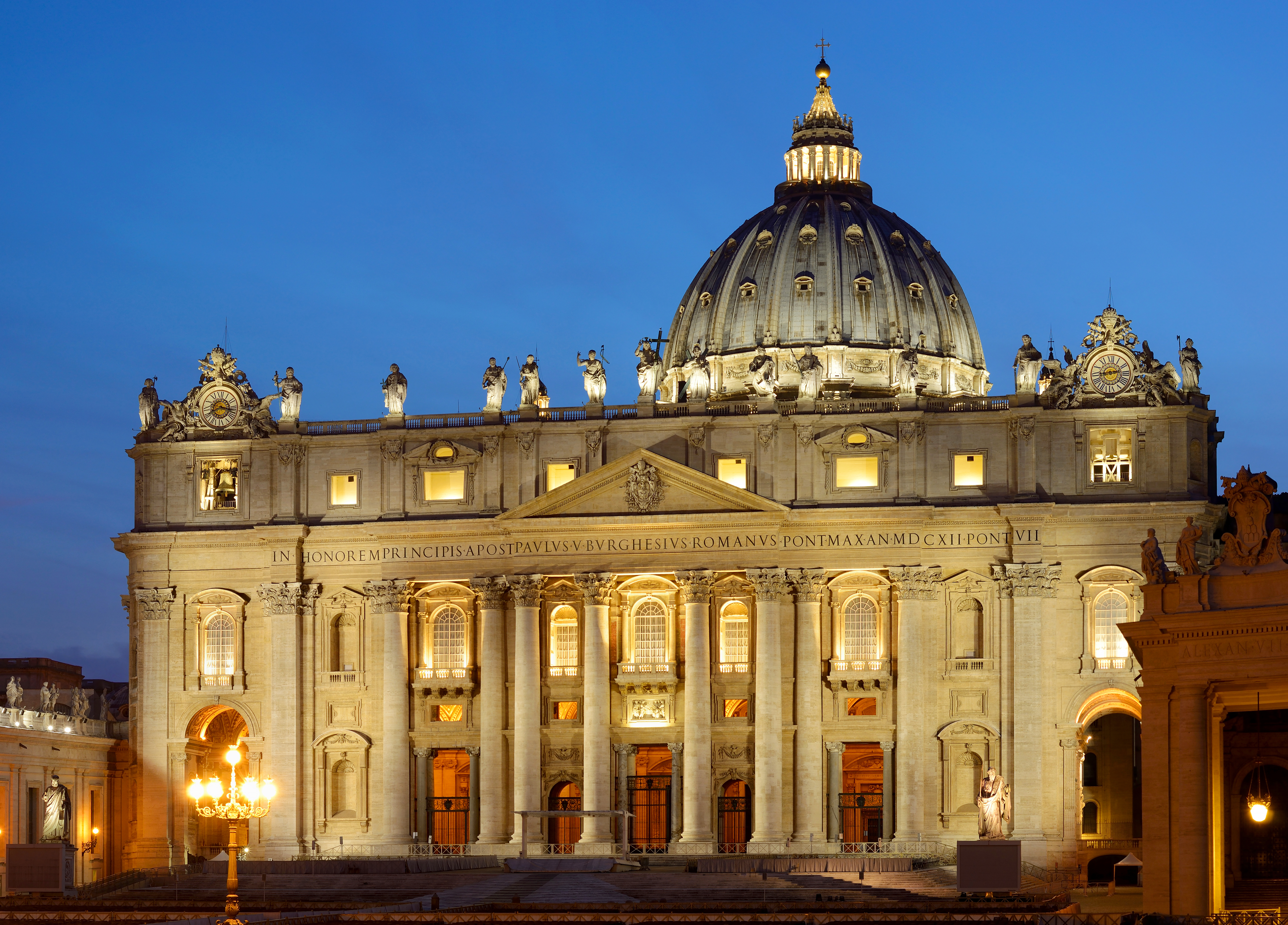
Fachada da Basílica ao fim da tarde

Um método utilizado para financiar a construção da Basílica de São Pedro foi a concessão de indulgências em troca de contribuições daqueles que com esmolas ajudaram na reconstrução da basílica. O grande promotor deste método de angariação de fundos foi Alberto de Mainz, que se viu forçado a liquidar as dívidas à Cúria Romana, contribuindo para o programa de reconstrução. Para facilitar, Alberto nomeou o alemão Johann Tetzel, pregador da Ordem dos dominicanos, cuja arte de propaganda e venda de indulgências motivou um avultado escândalo. O agressivo marketing de Johann Tetzel em promover esta causa foi mal encarado por alguns eclesiásticos, até que um padre alemão agostiniano, Martinho Lutero, escreveu ao arcebispo Alberto, argumentando contra essa "venda de indulgências", incluindo porém a sua "disputa de Martinho Lutero sobre o poder e eficácia das indulgências", que veio a ser conhecido pelas "95 Teses" (Tetzel seria inclusive punido por Leão X pelos seus sermões, que iam muito além dos ensinamentos reais sobre as indulgências). Embora Lutero não negasse o direito do Papa ou da Igreja de conceder perdões e penitências, exigia no entanto, a correção de abusos na prática. Isto tornou-se um factor importante para o início da Reforma Protestante, com o nascimento do protestantismo.
Um século mais tarde o edifício ainda não estava completado. A Bramante sucederam, como arquitectos, Rafael, Giovanni Giocondo, Giuliano da Sangallo, Baldassare Peruzzi, Antonio da Sangallo. O Papa Paulo III (pontificado de 1534-1549) em 1546 entregou a direção dos trabalhos a Miguel Ângelo. Este, aos 72 anos, deixou-se fascinar pela cúpula, concentrando nela os seus valorosos esforços, apesar que não ter conseguido completá-la antes de sua morte em 1564. O zimbório é visível de toda a cidade de Roma, dominando seus céus, e tem diâmetro de 42 metros, ligeiramente menor ao domo do Panteão, contudo é mais imponente por ser significativamente mais alto, com 132,5 m. Graças seu desenhos e a um modelo em madeira, o seu sucessor, Giacomo della Porta, foi capaz de terminar a cúpula com ligeiras modificações. O modelo segue o da famosa cúpula que Brunelleschi ergueu na catedral de Florença, que cria impressão de grande imponência. A diferença é que, ao contrário do que Miguel Ângelo havia planeado, não se trata de uma cúpula semicircular, mas afunilada o que cria um movimento de impulso para cima até culminar na lanterna cujas janelas, inseridas em fendas entre duas colunas, deixam a luz inundar o seu interior. Terminada em 1590, ainda é uma das maravilhas da arquitectura ocidental. Vignola, Pirro Ligorio, Giacomo della Porta continuaram entretanto os trabalhos na basílica. Pirro Ligorio foi designado sucessor de Miguel Ângelo, rapidamente destituído do cargo, pelo facto de ter tentado alterar o projecto de Miguel Ângelo. Após a sua saída, Vignola assumiu a responsabilidade até à sua morte, em julho de 1573, quando Giacomo della Porta, em colaboração com Domenico Fontana, se encarregou do término da construção da cúpula e do lanternim, encerrando a obra em 1590.

## Construção
Durante o exílio dos papas em Avinhão, de 1309 a 1377, a igreja ficou bastante deteriorada e perdeu-se grande parte de sua magnificência. O desejo de uma igreja de grandiosidade apropriada para servir à cristandade, assim como a transferência da residência papal para o Vaticano, fez nascer planos de uma igreja nova. Sob o papado de Nicolau V (pontificado de 1447 a 1455) os trabalhos tiveram início num coro novo e no transepto, mas foram logo abandonados por falta de recursos. O Papa Júlio II propôs dar continuidade às obras iniciadas por Nicolau V, contudo, em 1505, decidiu construir uma nova basílica segundo a nova estética renascentista.
A construção do atual edifício teve início a 18 de abril de 1506. O projecto foi incumbido ao arquitecto Donato di Angelo di Pascuccio, que acabava de chegar de Milão, depois deste ganhar confiança do papa que o escolheu em detrimento de Giuliano da Sangallo. O projecto consistia num edifício com planta de cruz grega inscrita num quadrado e coberta por cinco cúpulas – onde a central seria a de maior dimensão em relação às abobadas das extremidades - e apoiada em quatro grades pilares inspirados na Basílica de São Marcos, seguindo o padrão da planta centralizada típica do Renascimento. A cúpula central, inspirada no Panteão de Agripa, situava-se acima do cruzeiro e as restantes nos quatro cantos da planta de cruz grega inscrita. Este conceito do projecto foi expresso numa medalha cunhada por Caradosso para comemorar a colocação da primeira pedra do templo a 18 de abril de 1506.
Os trabalhos começaram com a demolição da basílica paleocristã. Isto foi bastante criticado dentro e fora da igreja por personalidades como Erasmo de Roterdão e Miguel Ângelo. Bramante foi apelidado de "maestro ruinoso” e Andrea Garner zombou dele na sátira Scimmia ("Macaco"), publicada em Milão em 1517, onde apresenta como crítica o falecido arquitecto ante a São Pedro. O diálogo satírico, impresso em Milão por Gottardo Da Ponte, representa um documento importante para a compreensão do significado histórico das escolhas arquitetónicas feitas por Júlio II e Bramante na demolição da antiga Basílica de São Pedro para reconstruir o grandioso monumento, despertando grande controvérsia tanto dentro da Igreja quanto entre intelectuais europeus como Erasmo de Roterdão, tornando-se um dos temas da Reforma Protestante. A história fala de pessoas ilustres falecidas às portas do Céu. Bramante encontra-se diante de São Pedro que o repreende pela demolição da venerável igreja e o arquitecto responde com a proposta de reconstruir todo o Paraíso, ameaçando, caso contrário, ir para o Inferno. O diálogo, escrito segundo o modelo de Luciano de Samósata, permite a Guarna formular um juízo severo sobre a Cúria Romana, sobre o sistema de indulgências e sobre o caríssimo projecto de construção iniciado por Júlio II.

### Projecto de Rossellino

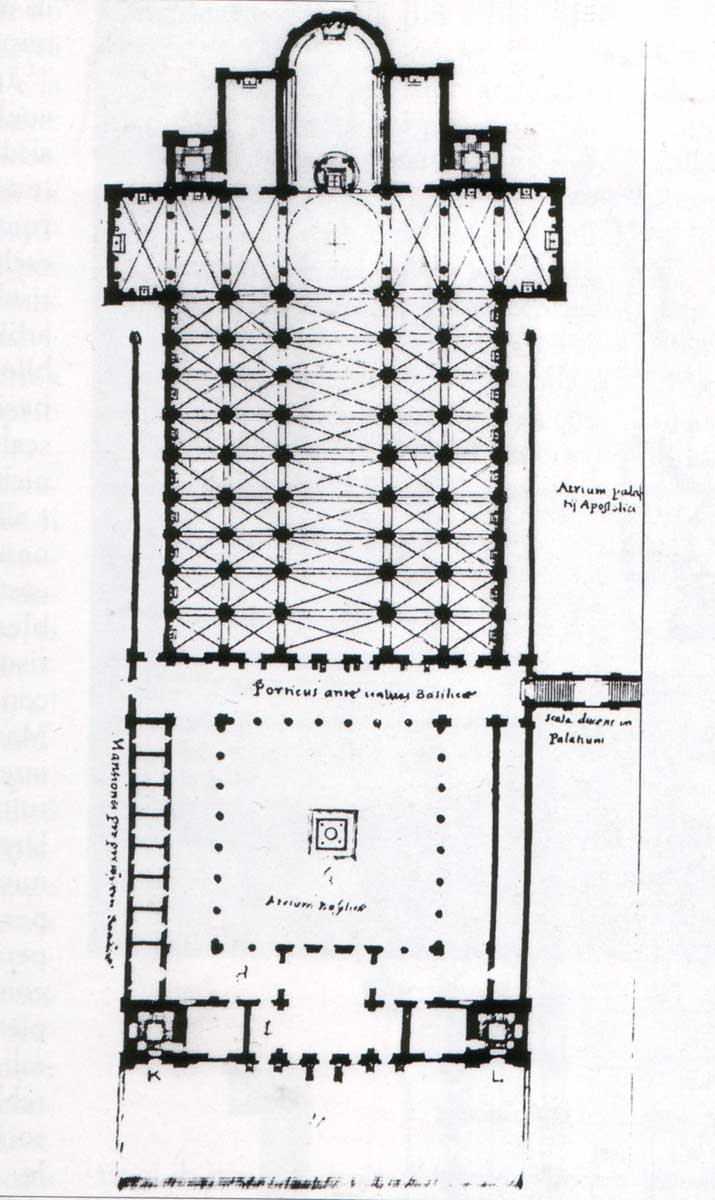
Projecto de Rossellino recriado por Martino Ferrabosco no século XVII.

Sob a coordenação do Papa Nicolau V (1447 - 1455), a basílica constantiniana, depois de resistir a saques e incêndios ocorridos na cidade após a queda do Império Romano do Ocidente, foi submetida a um projecto que visava a completa reconstrução confiada a Bernardo Rossellino. Este concebeu a estruturação de um corpo longitudinal com cinco naves cobertas por tectos abobadados sobre pilares incorporados nas antigas colunas. A abside foi restaurada com a expansão do transepto e a adição de um coro que se deu pela continuidade da nave e sua intersecção com o transepto, coberta por uma cúpula sobre o cruzeiro. Esta configuração teve de certo modo, influência sobre o futuro projecto de Bramante que visava uma completa reconstrução do edifício. Este, por sua vez, veio a fazer uso de algumas partes do que já tinha sido construído para concepção do seu novo projecto. A obra teve início por volta de 1450. Entretanto, com a morte do papa, o projecto estagnou, e manteve-se suspenso durante os pontificados seguintes. A retomada parcial da construção teve lugar entre 1470 e 1471 sob a direção de Giuliano da Sangallo, que elaborou um projecto de reestruturação para o Papa Paulo II, o qual acabou por não ter continuidade. Em 1505 as fundações da abside e as paredes do coro foram erguidas a uma altura de 1,75 m.

### Projecto Bramante
Dentro de um clima cultural de pleno renascimento do qual a igreja fez parte, a construção de um nova e colossal basílica foi retomada em 1506 por decreto de Júlio II, dando continuidade ao trabalho iniciado por Nicolau V. Isto motivou o surgimento de um grande número de propostas de vários arquitectos de renome. Em 1505, o projecto de Donato Bramante foi o escolhido para a construção da futura basílica, tomando então início em 1506. No início do século XVI, confiado o projeto ao arquiteto Donato Bramante, não nos chegou um único projeto definitivo para a basílica, mas acredita-se que as suas ideias originais incluíam uma planta revolucionária em forma de cruz grega (uma referência ideal aos primeiros martírios do cristianismo), caracterizada por uma grande cúpula hemisférica colocada no centro do complexo. O pontífice consultou os principais artistas da época, como Giovanni Giocondo que enviou de Veneza um projecto com planta de cruz inscrita com cinco cúpulas inspirado na Basílica de São Marcos. Entretanto, o trabalho foi incumbido a Bramante, que acabara de chegar de Milão. O seu projecto superou, inclusive, o de Giuliano da Sangallo, reforçando o lugar enquanto arquitecto mais influente do alto renascimento.

Planta de Bramante

O debate repercutiu em polémicas e rivalidades no decorrer de 1505. A ideia de construir um edifício com planta centralizada era compartilhada e defendida pelos arquitectos e intelectuais da Cúria, incluindo o neoplatónico Egídio de Viterbo. Bramante não deixou um único projecto final da basílica, porém a opinião de que as suas ideias originais proporcionaram um sistema revolucionário de cruz grega, que se caracterizava por uma grande cúpula hemisférica ao centro do complexo arquitectónico, era consensual. Esta configuração pode ser confirmada segundo uma imagem impressa numa moeda de Cristoforo Foppa, cunhada em comemoração da colocação da primeira pedra do templo, a 18 de abril de 1506 e, especialmente, como símbolo do próprio projecto, onde a busca pelo perfeito equilíbrio entre as partes levaram o arquitecto a omitir a revelação eminente do altar-mor, um sinal claro de que os ideais do Renascimento foram congregados no projecto do interior da igreja. A aceitação deste projecto foi um momento crucial para a evolução da arquitectura renascentista, actuando como resultado de vários estudos e experiências conceptuais e pensamentos como confluência de múltiplas referências da arquitectura. A grande cúpula inspirada no Panteão de Agripa, seria construída com a utilização de conglomerados, que em geral, todos os projectos de referência da arquitectura romana se caracterizam por possuir paredes de alvenaria com massas plásticas (cimento e pedras), capazes de articular o espaço num sentido dinâmico o suficiente para a configuração deste tipo de coberturas.
A aplicação de estudos teóricos de Francesco di Giorgio, Filarete e, principalmente, de Leonardo da Vinci, sobre igrejas de planta centralizada, foi de extrema importância para a construção da Igreja, cujos resultados foram claramente inspirados na planta octogonal da Basílica de Santa Maria del Fiore. Outras referências que influenciaram o modelo da basílica fundamentaram-se na arquitectura renascentista de Florença, em particular de Giuliano da Sangallo, que já havia empregue a planta de cruz grega e até mesmo proposto um projecto com planta centralizada para a Basílica de São Pedro.
No entanto, nem todos os projectos realizados por Bramante indicaram soluções perfeitas com um projecto de planta de cruz grega, o que sugere que a configuração final da basílica estava ainda em aberto. Com tudo isto, Bramante não pôde presenciar o avanço da obra uma vez que morreria em 1514 quando apenas tinham sido construídos pouco mais do que quatro grandes pilares que sustentariam a cúpula central. O projeto de Bramante uniu ideias antigas a um novo repertório que havia aparecido recentemente. "Bramante fundiu a força expressiva da arquitetura da Antiguidade com a tradição da liturgia cristã e dos edifícios memoriais, e o resultado foi uma forma que permaneceu como o ideal de construção eclesiástica até a era do classicismo".

### Projectos de Rafael Sanzio e Antonio Cordiani

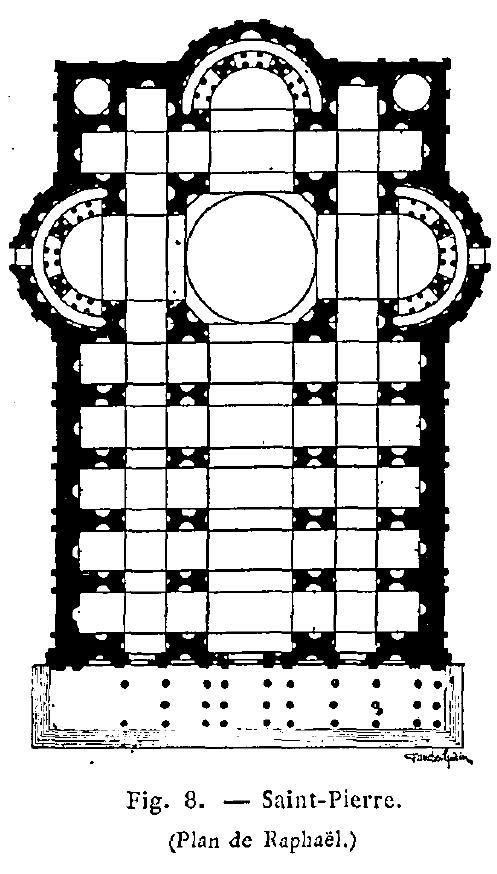
Planta de Rafael

A partir de 1514, Rafael Sanzio, Giovanni Giocondo e Antonio Cordiani assumiram a direcção da obra ao lado de Baldassare Peruzzi, após a morte de Rafael em 1520. Assim, a planta de Bramante foi alterada, optando-se por desenhos inspirados na tradicional planta basilical de cruz latina com um corpo longitudinal de três naves. Rafael dedicou-se à construção de São Pedro com entusiasmo, mas também com certo temor, como se pode ler na correspondência daqueles anos, devido à extensão do seu entusiasmo que buscava igualar a perfeição dos antigos. Não é por acaso que mandou Fabio Calvo fazer uma tradução do De architectura de Vitrúvio, inédita na altura, para poder estudar o tratado diretamente e utilizá-lo no estudo sistemático dos monumentos romanos. Antonio Sangallo, em 1546, apresentou um dispendioso modelo de madeira - o qual se encontra armazenado na basílica - onde sistematizava todas as ideias tidas anteriormente para o projecto. Antonio defendeu a planta centralizada concebida por Peruzzi, a qual era coberta por uma enorme cúpula, maior do que a planeada por Bramante em que um tambor duplo apoiaria o domo. O conjunto foi ladeado por duas altas torres sineiras.

### Peruzzi
Em 1520, Rafael morre com 37 anos de idade. O seu sucessor, Baldassare Peruzzi, manteve as alterações propostas por Rafael para o modelo interior com três absides principais, porém interveio com outras modificações, aproximando-se à planta de cruz grega, servido com outros detalhes empregues na planta de Bramante. Em 1527, Roma foi saqueada pelo imperador Carlos I. Peruzzi morreu em 1536 antes da conclusão do seu projecto.

### Antonio da Sangallo, o Jovem
Posteriormente, Antonio Cordiani, apresentou um projecto que combinava os modelos de Peruzzi, Rafael e Bramante, dinamizando a perspectiva do edifício com uma nave reduzida em proporção com a frente da enorme fachada ornamentada com duas torres colossais que acompanha a imensa cúpula que a elas precede. Comparativamente com a cúpula de Bramante, esta apresentava uma estrutura mais complexa assim com a sua decoração, escorada com nervuras exteriores. O saque de Roma em 1527, fez com que houvesse um exodo artístico de Roma, e todas as construções, inclusive a basílica de São Pedro, foram praticamente paralisadas. As atividades de construção retornaram com o pontificado de Paulo III (1534-1549), quando ocorreu um novo florescimento artístico. Florença e o norte de Itália, ditavam então os estilos dos novos edifícios, entre 1540 e 1550, que se diferenciaram totalmente do estilo de Bramante e Rafael.
Em 1539, foi encomendada uma maquete em madeira do "novo" projecto para a basílica, considerado o maior modelo renascentista italiano existente na atualidade. Construído por Antonio Labacco, durante mais de sete anos, encontra-se atualmente dentro da Basílica, em Roma. Paulo III confiou a empreitada a António da Sangallo, o Jovem, que o nomeou superintendente perpétuo da construção da basílica. Sangallo retornou à planta de Bramante e ergueu um muro divisório entre a área da nova basílica e a parte oriental da antiga, que ainda estava em uso. Como Bramante, Sangallo propôs uma complexa e grandiosa lanterna sobreposta à cúpula. O trabalho mais significativo deu-se sobre os pilares centrais de sustentação do tambor que suportava a cúpula, considerando a reduzida resistência dos anteriores. Com a morte de Sangallo (1546), Paulo III delegou Miguel Ângelo como arquiteto-chefe, cargo que ocupou sob Júlio III e Pio IV.
| “ | Ao se afastar do projeto de Bramante, Sangallo estava a afastar-se da verdade. A primeira coisa que a planta de Sangallo faz com aquele anel de capelas no exterior, é privar o projecto de Bramante de toda a luz; não tinha luz própria. Os seus numerosos esconderijos, acima e abaixo, todos escuros, prestam-se a inúmeras trapaças: como fornecer abrigo para bandidos, para cunhar dinheiro, raptar freiras e outras malandragens, de modo que à noite, quando a igreja está para ser fechada, seriam necessários vinte e cinco homens para procurar aqueles que estão escondidos lá dentro, e devido à sua construção peculiar, eles seriam difíceis de encontrar Esta passagem é certamente um comentário esclarecedor sobre os perigos cotidianos da vida renascentista, mesmo dentro da Basílica de São Pedro. Prosseguindo, reclama sobre o amplo deambulatório proposto por Sangallo, com a sua concatenação de pequenas capelas e vestíbulo projetando-se do lado norte da igreja, envolveria a destruição da Capela Paulina e possivelmente também da Capela Sistina. | ” |
| — Miguel Ângelo, 1555, numa carta a Bartolomeo Ammannati, elogiando Bramante, continha uma crítica direta a Sangallo (texto adaptado) | |   |

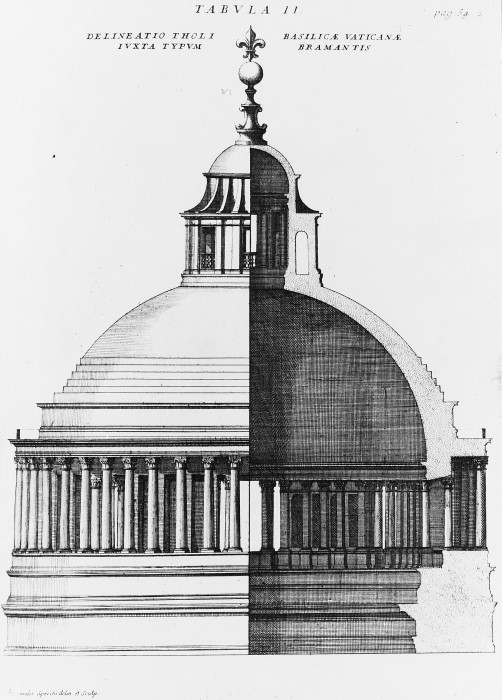
Cúpula de Bramante
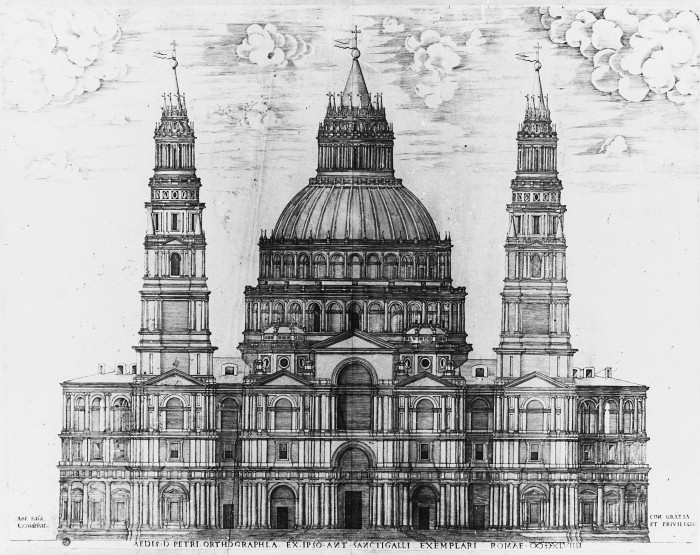
O projecto de Sangallo
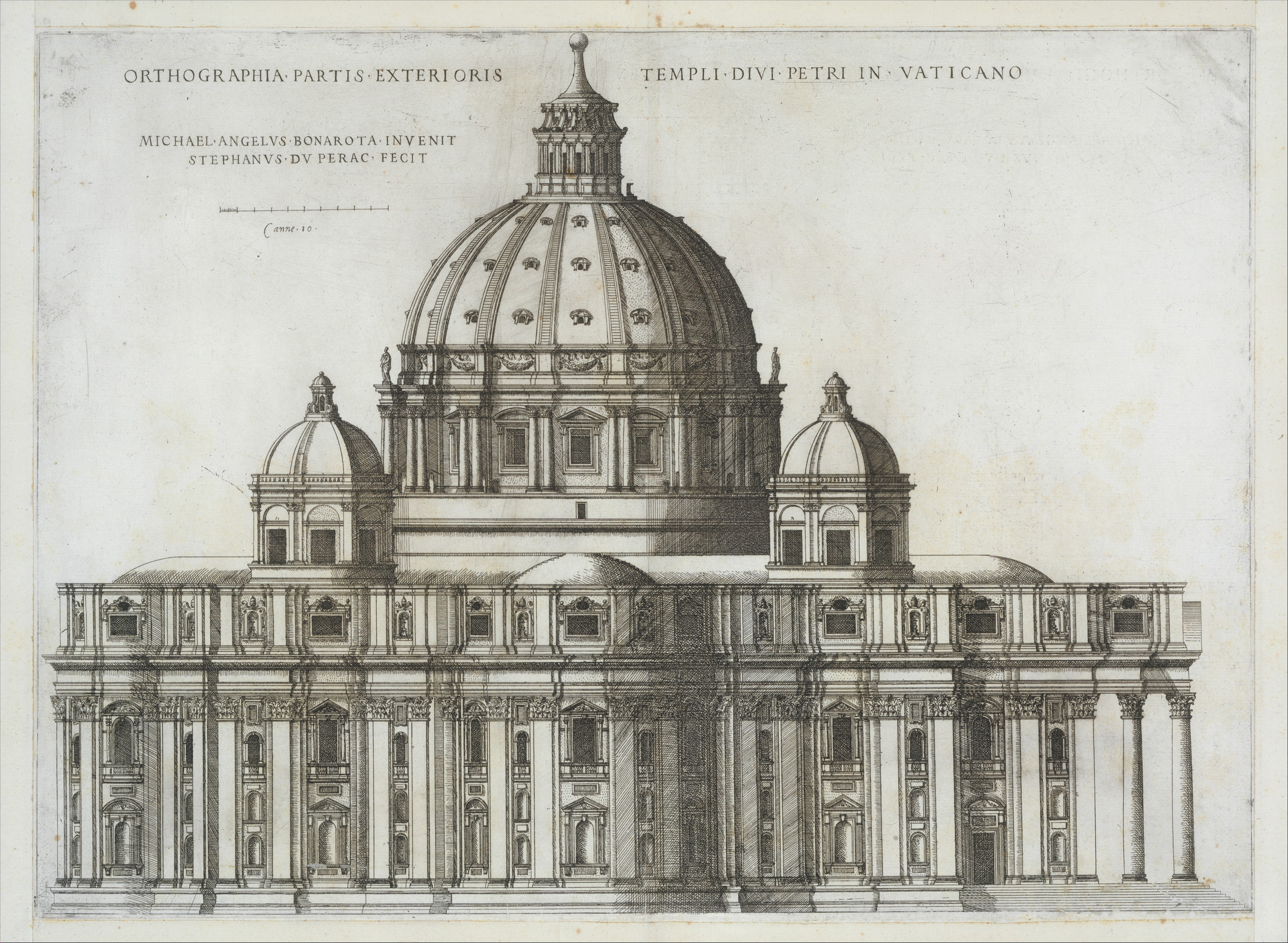
A gravura de Stefan du Pérac foi publicada em 1569, cinco anos após a morte de Miguel Ângelo. Esta gravura mostra a extremidade do presbitério do edifício praticamente como foi construída, só que a cúpula nesta imagem é completamente semicircular, e não ovoide.

### Projecto de Miguel Ângelo

Projecto de Miguel Ângelo

Após a morte de Sangallo, em 1546, o papa Paulo III confiou a direcção das obras a Miguel Ângelo Buonarroti a 1 de janeiro de 1547, que assumiu a ideia da planta de Bramante de cruz grega. Miguel Ângelo foi considerado o principal autor da basílica tal qual a conhecemos e o principal arquitecto com o qual o projecto foi acabado.
A história do projecto de Miguel Ângelo foi documentada por uma série de manuscritos, desenhos do próprio artista e de outros testemunhos contemporâneos, como Giorgio Vasari. Porém, as informações obtidas são muitas vezes contraditórias entre si. O principal motivo reside no facto de Miguel Ângelo nunca ter elaborado um projecto final para a basílica do Vaticano. No entanto, após a morte de Miguel Ângelo, foram impressas várias gravuras numa tentativa de recuperar uma visão geral do projecto concebido pelo artista toscano, entre os quais o trabalho de Stephen Duperac, que imediatamente se estabeleceu como o mais amplamente utilizado e aceito pelos vários pesquisadores.
Considerando as principais ideias dos arquitectos anteriores, Miguel Ângelo reconheceu a qualidade do projecto original de Bramante e, sem destruir as suas características centrais de Donato del Pasciuccio, corrigiu e aperfeiçoou alguns dos problemas estruturais da basílica. Voltado para uma planta centralizada, enfatizou o impacto da cúpula e anulou, contudo, a perfeita simetria projetada por Bramante, com a projeção de uma antecâmara (pronau) a leste do complexo. Esta escolha levou à rejeição da ideia de Antonio da Sangallo e do seu dispendioso projecto, considerando a facto deste possuir poucas entradas de luz e ser esteticamente pobre. Algumas críticas impuseram-se pelos defensores do modelo de Sangallo, principalmente por Nanni di Baccio Bigio que aspirava dirigir a construção, argumentando que o custo para mais demolições não se justificaria. Por forma a evitar que o seu projecto fosse alterado após a sua morte, Miguel Ângelo começou a construção em diferentes partes da basílica (com excepção da fachada, onde havia ainda indícios da antiga igreja), de modo a forçar os seus sucessores a darem continuidade à obra de acordo com a sua concepção.
Miguel Ângelo opondo-se aos ideais do renascimento, quebrou a força e o dramatismo pelo seu génio artístico com que encarou a obra. Inicialmente, projectou uma fachada com colunas encimadas por um ático, proporcionando uma orientação a todo o edifício e então, após demolir partes da construção erigidas pelos arquitectos antecessores (tal como o deambulatório projetado por Sangalo na extremidade da abside), reforçou o sistema estrutural de apoio à cúpula, progredindo para proporções longe das delicadas colunas de Bramante. Na planta deste último, com uma maior área de implantação, onde a planta seria ladeada por quatro pequenas cruzes nos seus extremos e respectivas coberturas hemisféricas, Miguel Ângelo alterou o projecto num deambulatório quadrado, simplificando assim a concepção do espaço interior. Desta forma, o novo foco do projecto seria a cúpula inspirada na concepção do celebre domo de Filippo Brunelleschi na catedral florentina de Santa Maria del Fiore.
Sob a orientação de Miguel Ângelo, as paredes da abside abraçaram uma imponente monumentalidade. A contribuição mais importante do genial artista italiano foi a grande cúpula que se encontra sobre o altar-mor e onde se pressupõe a localização da tumba do apóstolo São Pedro. A enorme estrutura, apesar do seu peso foi capaz de transmitir a leveza e harmonia pretendidas. Vinte e quatro anos depois da morte de Miguel Ângelo, a cúpula foi concluída segundo o desenho final de Domenico Fontana e Giacomo della Porta que modificaram substancialmente os planos do seu mestre. A grande mudança restaurou um projeto anterior, no qual a cúpula exterior parece elevar-se acima, em vez de assentar diretamente na base. Os mosaicos existentes no interior da obra são de Giuseppe Cesari e representam as diferentes hierarquias de santos na glória celestial, em que o Deus Pai é representado na lanterna central. O organismo resultante efectiva a eliminação da composição da organização tensa e contraditória anterior em prol da representação da cúpula como o símbolo da retomada da estabilidade da Igreja após o Concílio de Trento, reafirmando o seu papel como ponto de convergência para todo o universo católico. O artifício retórico desenvolvido centra-se, simplesmente, na diminuição do contraste entre os direcionamentos verticais e horizontais que causavam o esmagamento da cúpula na composição anterior. As secções dos espigões são substancialmente suavizadas, amenizando o sentimento de elevação vertical em direção ao pesado lanternim. Por outro lado, a altura da cúpula externa é elevada em oito metros, transformando-a num volume levemente ogival, ao mesmo tempo que a altura do lanternim é diminuída, em pouco menos de dois metros. Desta forma, a cúpula torna-se um organismo mais leve; perde o carácter de forma achatada, comprimida, resultante da proposta de Miguel Ângelo. Enquanto a primeira solução parece mais pesada, a segunda parece conseguir "flutuar". Isso pode ser resultado da mudança entre uma e outra solução: a de Miguel Ângelo, a cúpula está numa relação de 5:4 com o lanternim, já a de della Porta, resulta em 3:2.
Um estudo sobre a reutilização de colunas antigas no interior da basílica, recuperadas durante a direção de Miguel Ângelo, mostrou que, com toda a probabilidade, algumas das colunas de granito cinza presentes no transepto e na abside ao fundo são provenientes do Templo de Vénus e Roma. A 7 de dezembro de 2007, foi descoberto nos arquivos do Vaticano um fragmento de um desenho a giz vermelho de uma secção da cúpula da basílica, quase certamente feito por Miguel Ângelo. O desenho mostra uma pequena e detalhada secção desenhada da planta do entablamento acima de duas das colunas do tambor da cúpula. Sabe-se que Miguel Ângelo destruiu a maioria dos seus desenhos antes de sucumbir à morte.

Gravuras do projecto de Miguel Ângelo, por Étienne Dupérac
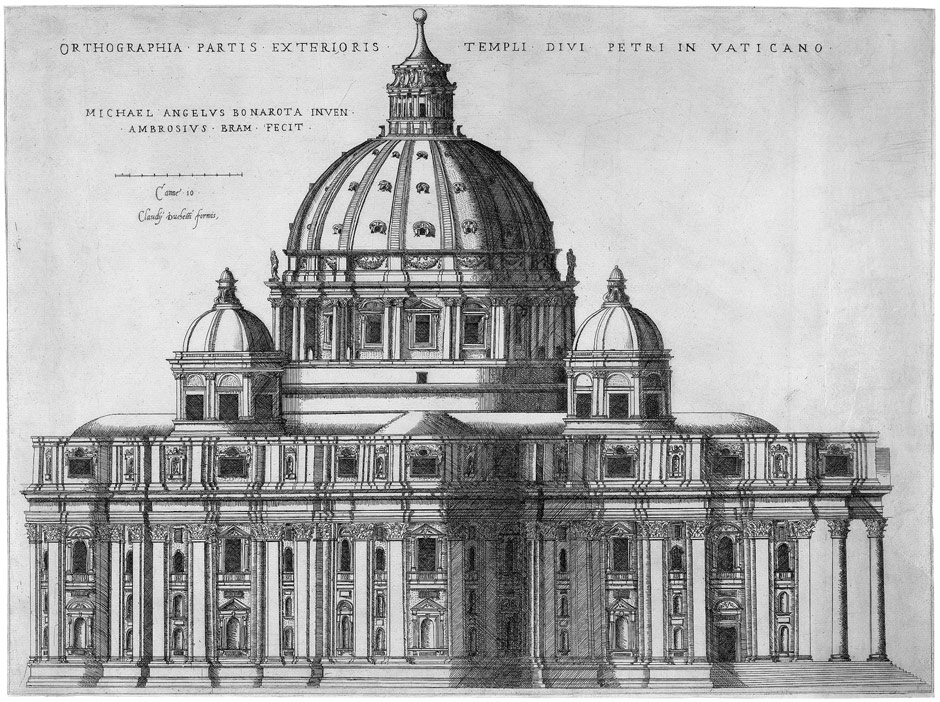
Fachada exterior
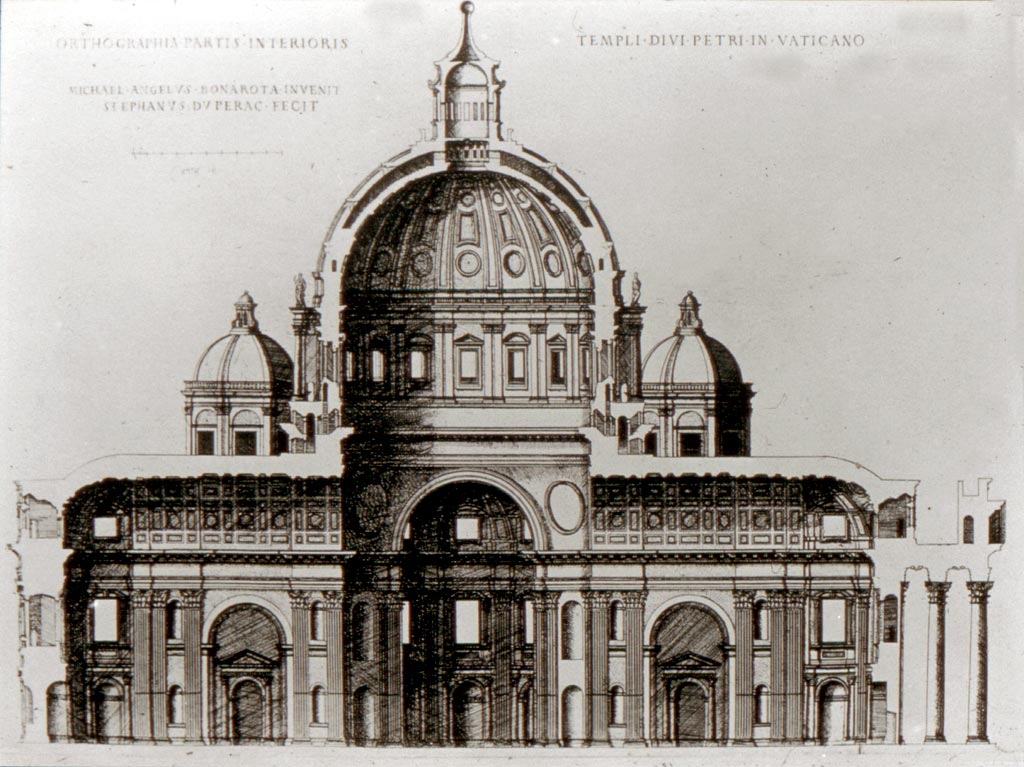
Corte

### Conclusão da obra

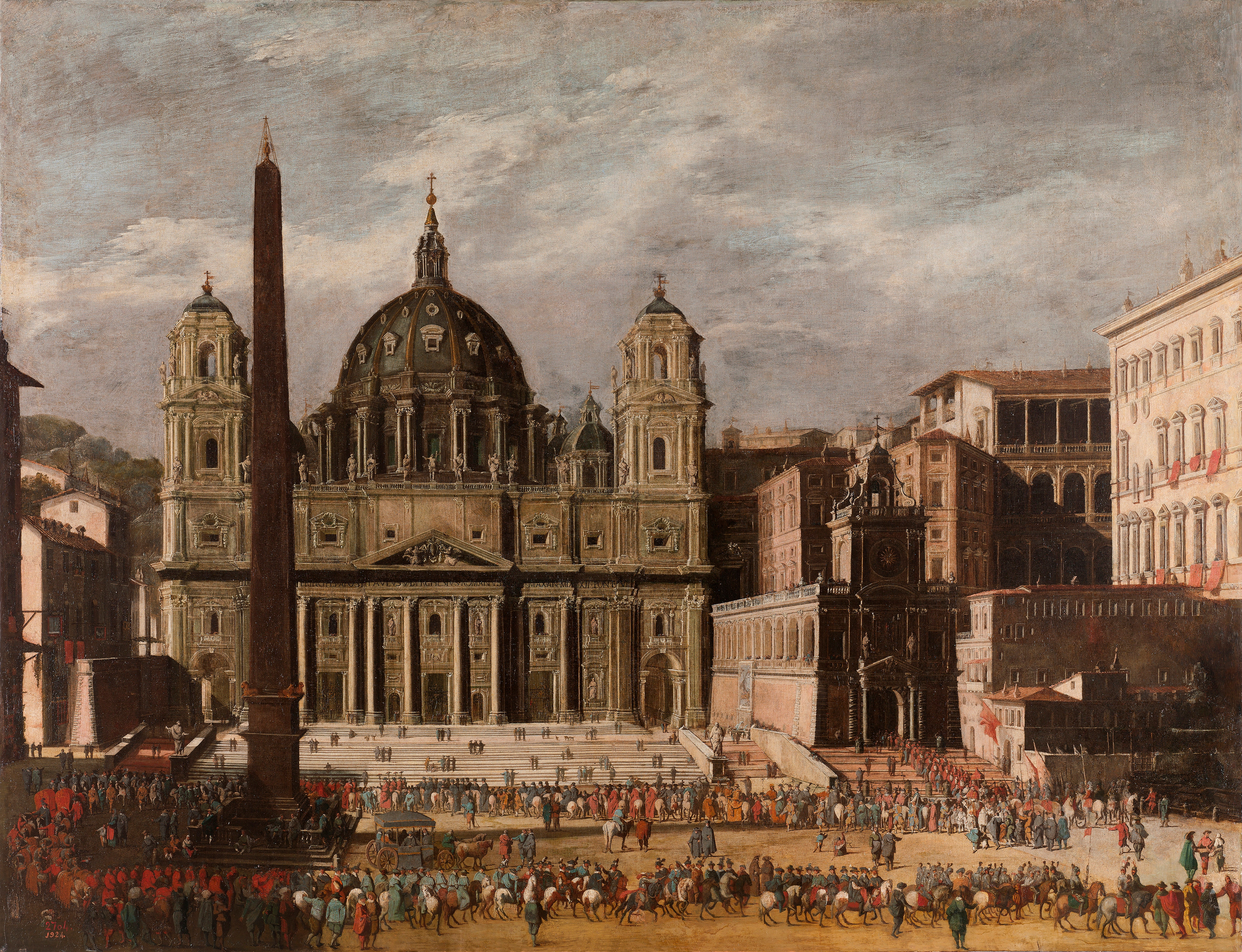
Vista da basílica e praça por Viviano Codazzi numa pintura de 1630. Aparecem duas torres campanário numa recreação fantasiosa a partir de desenhos para a fachada entre os trabalhos de Maderno e a intervenção de Bernini.

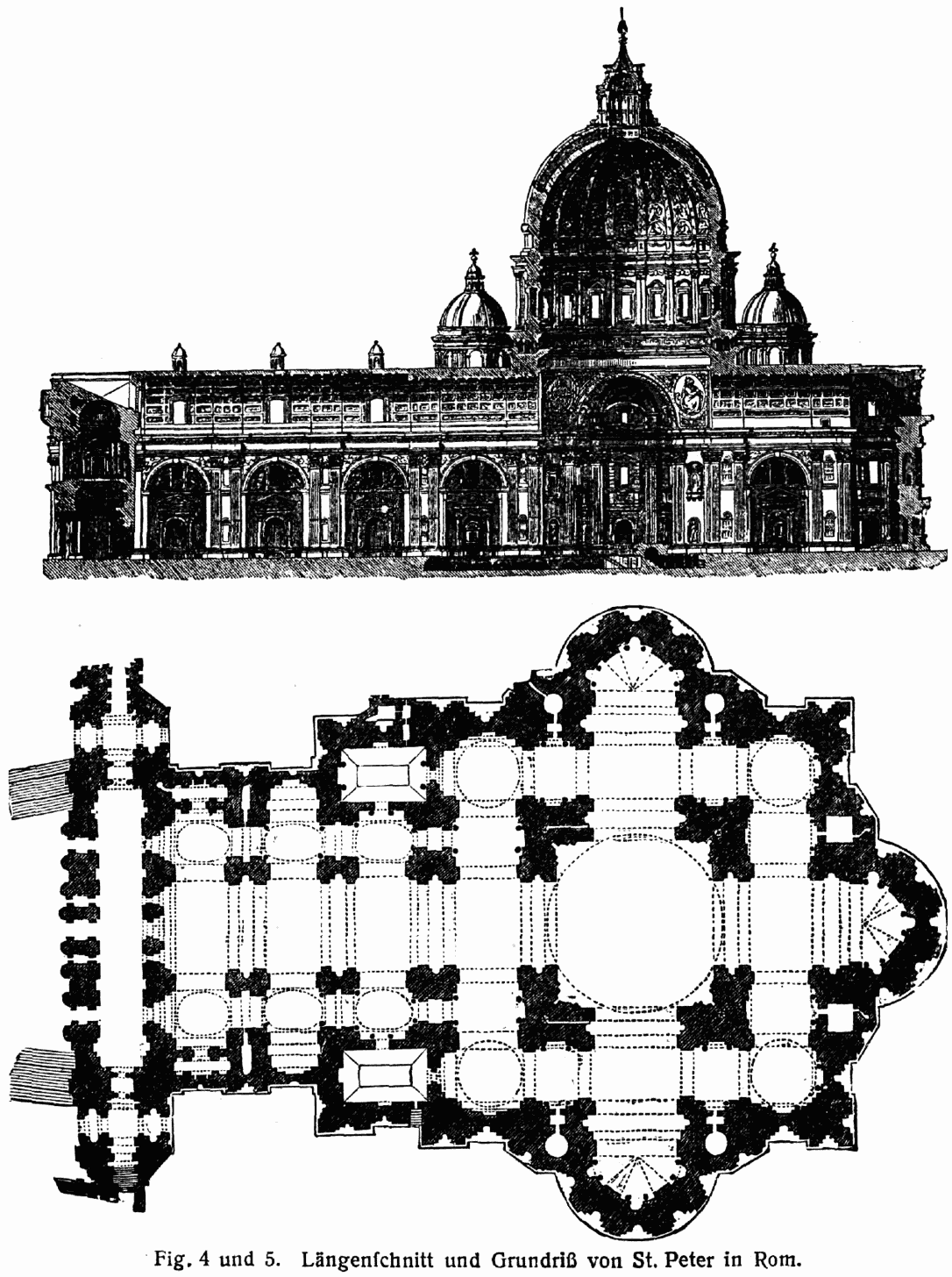
Planta e corte da Basílica de São Pedro, Roma

A configuração actual da basílica em forma de cruz latina foi obra de Carlo Maderno, que durante o pontificado de Paulo V, acrescentou três novas galerias e projectou a fachada, composta por balaustradas e suportada por colossais ordens de colunas coríntias. Apesar dos vários pormenores ainda por arrematar, a basílica deu-se por concluída em 1626 e foi solenemente consagrada pelo Papa Urbano VIII.
Em 1603 o Papa Clemente VIII confiou a gestão do estaleiro a Carlo Maderno, que teve de enfrentar a conclusão da basílica.
As intenções do pontífice eram provavelmente fazer coexistir as naves longitudinais da antiga basílica constantiniana com o corpo central do século XVI, no entanto, com a eleição do Papa Paulo V em 1605 manteve-se a a ideia de concluir a planta central de Miguel Ângelo com um novo corpo longitudinal.
Ciente destes desejos, Maderno elaborou um projeto, talvez o seu primeiro projeto conhecido para a Basílica de São Pedro, que envolveu a inserção de um espaço biaxial justaposto ao existente. O projeto incluía duas grandes capelas, que serviam de ligação entre o deambulatório do século XVI e o corpo longitudinal. A planta assumiu uma forma escalar, estreitando significativamente em direção à fachada da igreja; este último era aberto por um grande átrio, que introduzia mais um eixo transversal na composição.
É provavel que tenha sido anunciado um concurso para a conclusão da basílica, mas não sobreviveram provas documentais  sobre isso. Para além de Maderno, também Flaminio Ponzio, Girolamo Rainaldi, Orazio Torriani, Giovanni Antonio Dosio, Cigoli, Niccolò Branconio e Domenico Fontana participaram, e propostas como as de Fausto Rughesi, Giovanni Paolo Maggi e Martino também foram registadas em diversos enquadramentos.
Entre estes, prevaleceu Carlo Maderno, cujo projeto foi traduzido numa maqueta de madeira entre abril e novembro de 1607. No projeto final, Maderno manteve as capelas de ligação entre a nave e a planta central previstas no seu primeiro desenho, mas eliminou tanto a composição biaxial do braço oriental como o arco triunfal que deveria funcionar como elo de ligação entre a nova nave e o núcleo de Miguel Ângelo; em todo o caso, a distinção entre as partes era realçada por uma ligeira proeminência entre a abóbada de berço do transepto e a da nave; nave que originalmente estava separada do cruzeiro de Miguel Ângelo por alguns degraus e um tipo de piso diferente, precisamente para sublinhar os dois edifícios diferentes.
A obra, criada a partir de 1608, modificou radicalmente o projeto de Miguel Ângelo e atenuou o impacto da cúpula na praça em frente. As arcadas transformaram a igreja numa estrutura de três naves, com profundas capelas inseridas ao longo das paredes do perímetro. No clima da contra-reforma a planta foi assim reconduzida a uma cruz latina; como observado, era uma tipologia capaz de acolher um maior número de fiéis, o que transformava a igreja num "instrumento de culto de massas". As naves laterais eram cobertas por cúpulas ovais, inseridas no corpo da basílica e caracterizadas exteriormente apenas por pequenas lanternas, das quais é também conhecida a proposta de Ferrabosco, nunca concretizada, de as fechar no topo da cobertura por meio de numerosas cúpulas ornamentais de planta octogonal.
Paralelamente à construção da nave, Maderno trabalhou também na fachada, onde retomou a ordem colossal prevista por Miguel Ângelo, reinterpretando-a, no entanto, num único plano prostético, sem o avanço acentuado do pronau central.
Quando a obra estava praticamente concluída, por ordem do Papa Paulo V, foram acrescentados à fachada os corpos dos campanários laterais. No traçado  registado por Matteo Greuter em 1613, Maderno representou aquela que é talvez a fachada definitiva do prolongamento, com as torres sineiras caracterizadas por duas esbeltas edículas, abertas por tímpanos serlianos e encimadas por um coroamento em forma de lanterna. Todavia, a construção das torres sineiras — de que também se conhece um projecto de Ferrabosco — foi interrompida em 1622 e as duas torres, deixadas incompletas no primeiro nível, acabaram por aumentar as dimensões horizontais da fachada, que por isso se apresentava desproporcional e plana, apesar da tentativa, tipicamente barroca, de reforçar a sua plasticidade em correspondência com o eixo central mediante um uso gradual de pilastras, colunas e avancorpos salientes.
Entretanto, em 1611 a bênção papal foi dada pela primeira vez na nova loggia; em 1614 foram realizadas obras na abóbada de berço da nave central, enquanto em 1615 foi demolido o muro divisório que separava a antiga basílica da nova. Paralelamente, foram construídas as abóbadas das capelas laterais e em 1616 foi concluída a Confissão. Paralelamente, numerosos artesãos trabalharam no aparato decorativo, que começou em 1576 com o revestimento em mosaico da Capela Gregoriana e continuou, entre o final do século XVI e o início do século XVII, com a decoração mosaica da grande cúpula e da Capela Clementina. Gian Lorenzo Bernini e os seus assistentes tiveram um papel fundamental na definição do aparato ornamental, trabalhando no octógono sob a cúpula e no revestimento do involucro maderniano.
Gian Lorenzo Bernini, a pedido de Alexandre VII, projectou a grande Praça de São Pedro, assim como as colunatas que a rodeiam. Por todo o perímetro da praça podem ser vistas numerosas estátuas de santos de várias épocas e diferentes regiões. Acima da fachada encontram-se as estátuas dos apóstolos (excepto de São Pedro), incluindo São João Batista e, no centro, Cristo. Bernini foi também responsável pela realização dos desenhos e plantas das torres sineiras que deveriam completar a fachada projetada por Marderno. Porém, devido ao tamanho colossal das torres - seis vezes mais pesadas do que as torres originais - e uma vez assentadas sob terreno pantanoso, a primeira e única torre concluída sob a direcção de Bernini, entre 1638 e 1641, teve que ser demolida após evidentes sinais de instabilidade da estrutura. Isto porque dois meses depois da entrega da primeira torre de Bernini ao público, em julho de 1641, rachaduras começaram a aparecer espalhando-se pela fachada principal da igreja. Em 1644, o papa Urbano VIII, amigo de Bernini e defensor das suas torres, morre. A 23 de fevereiro de 1646, o Papa Inocêncio X toma a decisão de demolir a torre sul de Bernini. A demolição durou 11 meses com a obra entregue a Borromini. Em 1790, este problema foi sanado. As bases das torres sineiras permaneceram. Visto que Giuseppe Valadier estava determinado a não planear a construção de torres na fachada, após o insucesso de Bernini, os relógios que ocupam as extremidades da fachada foram por ele incluídos em finais do século XVIII.

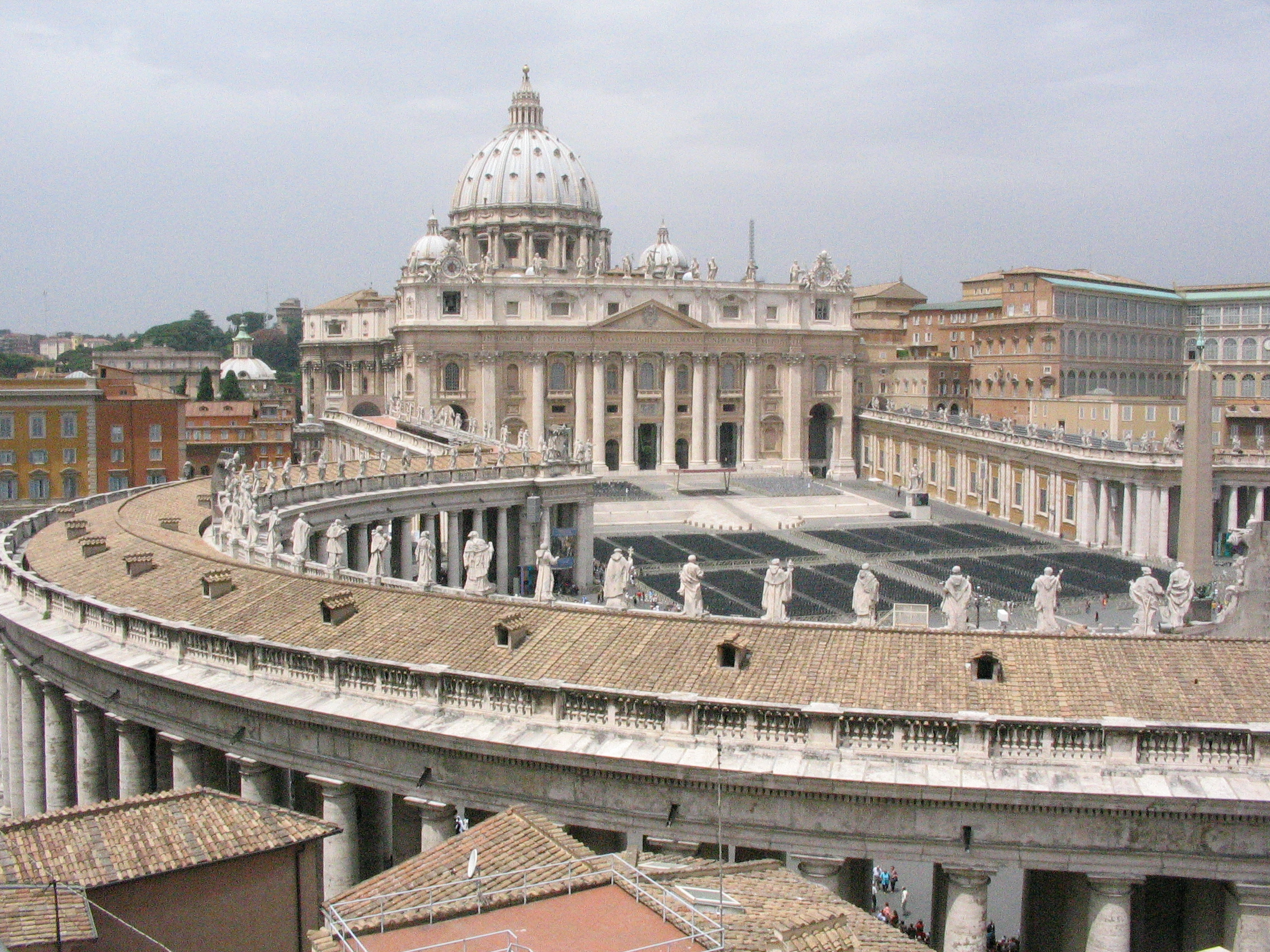
Vista da basílica além das colunatas de Bernini, mostra a cúpula que se ergue atrás da fachada de Maderno

Bernini ocupou-se também da decoração interior do templo. Aqui, o seu maior trabalho foi o espectacular baldaquino de bronze sólido acrescentado sobre o altar-mor. O bronze empregue na construção do dossel foi extraído dos cofres da cúpula do Panteão de Agripa, em Roma, o que deu origem à frase: "Quod non fecerunt barbari, fecerunt Barbarini", expressão latina que significa "O que não fizeram os bárbaros, fizeram os Barberini", referindo-se a Urbano VIII. O baldaquino é formado por quatro colunas torsas decoradas por volutas com motivos florais, anjos e texturas simuladas num fuste retorcido. Por todas elas estão representadas abelhas, símbolo heráldico dos Barberini e a cuja família pertencia o pontífice.
Bernini interveio também na decoração interior da abside, projetando a brilhante "Gloria" em trono de um óculo com a pomba representando o Espírito Santo. Abaixo, um relicário com a Basílica de São Pedro, suportado por gigantes esculturas de bronze dos Padres da Igreja. A decoração dos pilares da cúpula foi também desenvolvida por Bernini, que concebeu espécies de nichos para acalentar as relíquias mais famosas da basílica. Sob a sua orientação, foram colocadas quatro monumentais esculturas, representado a Santa Helena, Santo André, Santa Verónica e São Longino, tendo ele mesmo realizado esta última. O arquitecto foi definitivamente o favorito dos papas durante o século XVII, e a sua marca está presente em todo o interior do templo. Além das obras citadas, Bernini criou também a decoração da Capela do Santíssimo Sacramento, com um pavilhão ladeado por anjos; o monumento funerário da condessa Matilde de Canossa, protector do papado na Idade Média; assim como os túmulos dos papas Urbano VIII e Alexandre VII, duas peças-chave da escultura barroca. Muitos outros artistas trabalharam para a basílica ao longo dos séculos. Entre eles o escultor Alessandro Algardi, autor do famoso relevo A Expulsão de Átila, obra prima barroca, e o mestre do neoclassicismo Antonio Canova, que esculpiu um monumento ao papa Clemente XIII. Algumas obras anteriores à própria construção da basílica servem actualmente como parte do seu ornamento. Entre eles destacam-se o mosaico representando A tempestade do Lago de Tiberíades, mais conhecido por La Navicella, uma obra de Giotto (retocada posteriormente) situada no sopé do templo, ou o monumento funerário do Papa Inocêncio VIII, projetado por Antonio Pollaiuolo. Porém, a mais famosa obra de arte presente no interior da basílica é a Pietà de Miguel Ângelo, uma das grandes realizações, que é venerada na primeira capela à direita.
O revestimento em mármore das grandes pilastras do interior, até então tratadas em falso mármore branco, só foi realizado a partir do pontificado do Papa Pio IX, com a criação de algumas bases; obras foram retomadas sob o Papa Pio X, em 1913, e continuaram até à época do Papa Pio XII.

## Descrição

Planta da Basílica, projeto de conclusão de Carlo Maderno.

A Basílica de São Pedro é um dos maiores edifícios católicos do mundo. Possui aproximadamente 186.30 metros de comprimento interno (693,8 pés incluindo o átrio), 137.85 metros de transepto, e 136,57 m de altura (434,7 pés até o cume da cruz que supera a lanterna) e apresenta uma área coberta de 20.139 m² e uma área de superfície de 15.160 m² (163,182,2 pés quadrados). O edifício está ligado ao Palácio Apostólico por um corredor em direção à Scala Regia, construída por Sangallo, junto da fachada da Praça de São Pedro, e dois corredores que o ligam com a sacristia a ele adjacente. Esses viadutos foram projectados por Miguel Ângelo, por forma a que a sua presença não perturbe o perímetro da basílica, permitindo a existência de ramificações no templo. O exterior foi construído com travertino, e caracteriza-se pelo uso da ordem colossal a partir do qual se assenta o ático. Esta configuração foi idealizada por Miguel Ângelo e manteve-se no corpo longitudinal adicionado por Carlo Maderno.
O interior da basílica abriga 45 capelas e 11 altares que abarcam obras de arte bastante valiosas, entre as quais algumas da antiga basílica, como a estátua de bronze de São Pedro (nº 89), atribuída a Arnolfo di Lapo.

### Exterior
As paredes exteriores da basílica, com excepção da fachada principal são compostas por superfícies planas separadas por pilastras. A primeira seção apresenta enormes nichos onde esculturas de santos, encomendadas por João Paulo II foram colocadas, para homenagear os santos e fundadores do nosso tempo; sobre estas encontram-se as grandes janelas que iluminam o interior do templo. Sobre o entablamento abrem-se outras janelas de menor tamanho. Algumas das esculturas presentes no exterior são as da Santa Teresa dos Andes, da autoria de João Eduardo Fernandes Cox; Santa Teresa de Jesus Jornet, Santa Mariana de Jesus, São Josemaría Escrivá, trabalho de Romano Cosci, Santa Genoveva Torres Morales, de Alessandro Romano, Santa Maria Soledad Torres Acosta, Santa Brígida da Suécia; Santa Catarina de Siena; São Josep Manyanet i Vives; São Gregório, o Iluminador; Santa María Josefa Sancho de Guerra; São Marcelino Champagnat; Santa Rafaela Maria do Sagrado Coração, desenhada por Marco Augusto Dueñas; São Maron do Líbano, do mesmo autor, que ocupou em 2011 o último nicho deixado livre na basílica; e Santo André Kim Taegon, da autoria do escultor coreano Han Jin-Sub.

### Fachada principal
A fachada principal da basílica possui 114,69 m de largura e 45.44 m de altura. Foi construída pelo arquitecto Carlo Maderno entre 1607 e 1614. É articulada através do uso de colunas de ordem colossal que enquadram a entrada e a Varanda das bênçãos - lugar onde é anunciado aos fiéis a eleição do novo papa, e no qual este dá a bênção Urbi et Orbi. Atrás da lógia, existe um enorme salão usado pelo papa para algumas audiências e outros eventos, chamada de Sala das bênçãos. Em continuidade, existe um alto-relevo de Ambrogio Buonvicino feito em 1614, intitulado A entrega das chaves a São Pedro. A fachada é precedida por duas estátuas de São Pedro e São Paulo, esculpidas em 1847 por Giuseppe de Fabris e Adamo Tadolini, respectivamente, para substituir algumas anteriores feitas por Paolo Taccone e Mino del Reame em 1461. Na parte superior da fachada encontra-se o ático, onde abrem oito janelas decoradas com pilastras. Coroando o ático localiza-se uma balaustrada onde estão presentes estátuas de 5,7 metros: no centro está o Cristo Rei, João Batista à direita, acompanhados por onze dos doze apóstolos, excepto São Pedro. As esculturas são (da esquerda para a direita): Judas Tadeu, Mateus, Filipe, São Tomé, Santiago Maior, João Batista, Cristo Redentor, André, João Evangelista, Santiago Menor, Bartolomeu, Simão e Matias. Em cada lado existe dois relógios feitos em 1785 por Giuseppe Valadier, chamado Oltremontano, o relógio da esquerda, indica a hora real, baseado no fuso horário, enquanto o da direita, chamado italiano, indica a hora solar itálica com a contagem iniciando no pôr do sol de cada dia e a conclusão da vigésima quarta hora no pôr do sol seguinte; além disso, outra diferença é que o da esquerda tem os dois ponteiros clássicos de horas e minutos, enquanto o da direita tem um único ponteiro. Abaixo do relógio, à esquerda, está a torre sineira que abriga os 6 sinos: no centro da grande janela está o maior sino feito por Valadier em 1785 , nas laterais superiores estão os dois sinos menores; no interior, atrás do sino, o "Campanoncino" de 1725 e atrás da "Rota" do século XIII; acima destes o "Sermão" do século XIX. A fachada foi restaurada por ocasião do Jubileu do ano 2000, e repostas as cores originais elaboradas por Maderno. No centro do frontão, o tímpano da fachada da Basílica, onde se destaca um grande brasão papal, do pontífice Paulo V Borghese. No entablamento, sob o frontão central, está gravada a inscrição:
| “ | • IN HONOREM PRINCIPIS APOST PAVLVS V BVRGHESIVS ROMANVS PONT MAX AN MDCXII PONT VII Em honra do Príncipe dos Apóstolos, Paulo V Borghese, Pontífice Máximo Romano, no ano de 1612, sétimo do seu pontificado. | ” |

### Pórtico

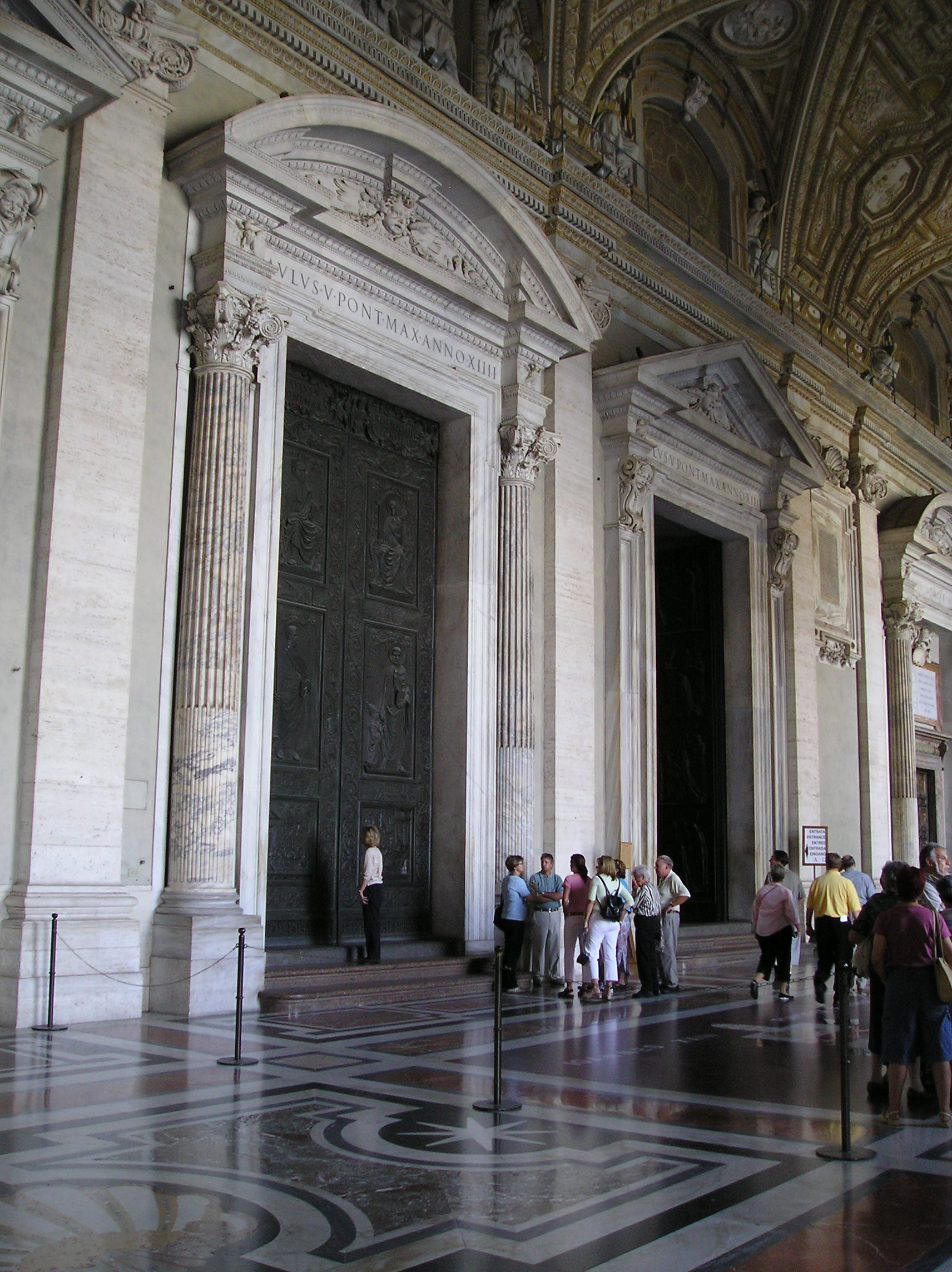
Pórtico da basílica

O pórtico (ou átrio) possui cinco grandes entradas da praça para o nártex, e cinco portas correspondentes que levam ao interior da basílica. Entre elas estão quatro placas de pedra com inscrições antigas e modernas, e no chão um revestimento com brasões dos vários papas. Nas extremidades do pórtico existem dois vestíbulos, que abrigam oito estátuas em nichos, e por fim as estátuas equestres de Constantino (norte) e Carlos Magno (sul). O tecto foi decorado com relevos em estuque de cenas da vida de São Pedro, e nas lunetas estão trinta e oito relevos dos Papas santificados. Acima da entrada central encontra-se o famoso mosaico Navicella de Giotto, e na parede oposta está o relevo Pasce Oves Meas de Bernini. As cinco portadas que compõem a entrada da basílica são: Porta da Morte, Porta do Bem e do Mal, Porta de Filarete, Porta dos Sacramentos e Porta Santa.

### Portadas
O acesso à basílica a partir do pórtico é feito através de cinco portas denominadas de "Porta da Morte", "Porta do Bem e do Mal", "Porta de Filarete", "Porta dos Sacramentos” e "Porta Santa".
Porta da Morte
A "Porta da Morte" (núm. 3) foi encomendada por João XXIII e adquire o seu nome por ser a porta de saída dos cortejos fúnebres dos papas. Esta apresenta quatro painéis: o primeiro é uma representação da Lamentação de Cristo e a Assunção de Maria. No segundo é representado os símbolos da Eucaristia, o pão e o vinho. No terceiro aparece o tema da morte, onde são representados o assassinato de Abel, a morte de José, o martírio de São Pedro, a morte de João XXIII (num canto surge o título da carta encíclica "Pacem in Terris"), a morte no exílio de Gregório VII e seis animais no acto da morte. No interior da porta foi marcada a mão do escultor e um momento do Vaticano II em que o primeiro cardeal africano, Laurean Rugambwa, presta homenagem ao papa.
Porta do Bem e do Mal
A "Porta do Bem e do Mal" (núm. 4) foi trabalho de Luciano Minguzzi, realizado entre 1970 e 1977. O artista doou o trabalho ao Papa Paulo VI (1963-1978) no seu 80º aniversário.
Porta Filarete
A "Porta Filarete" ou "Portão Central" (núm. 5) foi encomendada a Averulino Antonio Filarete pelo Papa Eugénio IV, e construída entre 1439 e 1445. Foi feita em bronze e dividida em duas folhas, cada uma das quais tem três quadros sobrepostos. Nas imagens no topo está representando à esquerda Cristo entronizado e à direita a Virgem entronizada. Nos painéis centrais estão representados São Pedro a entregar as chaves ao papa Eugénio IV, e São Paulo com uma espada e um jarro de flores. Os painéis abaixo apresentam o martírio dos dois santos: à esquerda, a decapitação de São Paulo, e no lado direito a Crucificação de São Pedro. Os painéis são emoldurados por medalhões com os perfis dos imperadores, e entre eles frisos com episódios do pontificado de Eugénio IV. No interior, existe uma incomum assinatura do autor.
Porta dos Sacramentos
A "Porta dos Sacramentos" (núm. 6) foi construída por Venanzo Crocetti e inaugurada pelo Papa Paulo VI a 12 de Setembro de 1965. Nela surge um anjo anunciando os sete sacramentos.

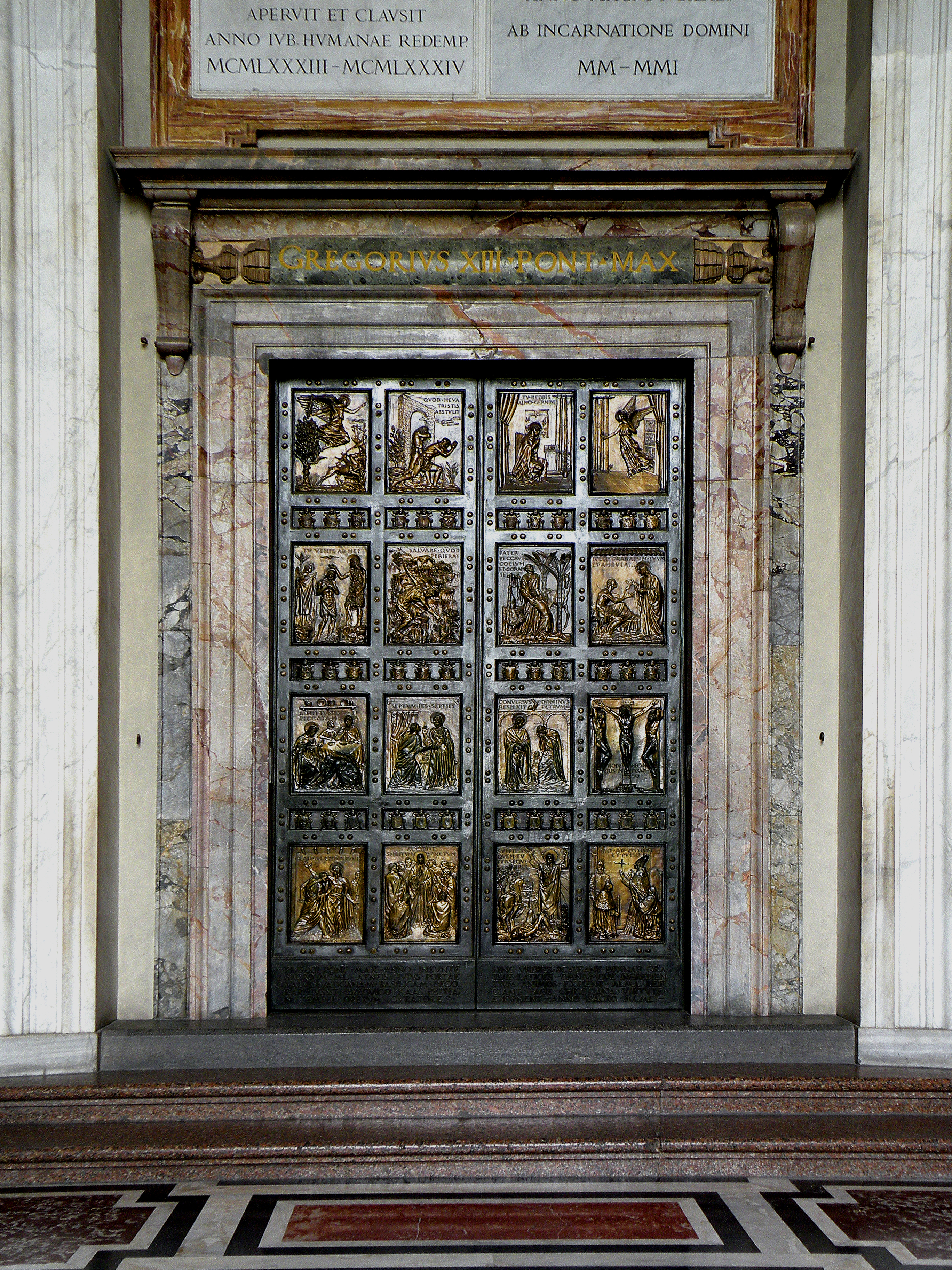
Porta Santa
A porta da direita é a "Porta Santa" (núm. 7), foi feita em bronze por Vico Consorti em 1950 e foi doada ao Papa Pio XII por católicos suíços para o jubileu daquele ano. Em duas placas existentes em ambos os lados da porta encontram-se o escudo de Pio XII e a bula de Bonifácio VIII, que convocou o primeiro jubileu em 1300. No entablamento do arco sobre a porta aparece a inscrição: PAVLVS V PONT MAX ANO XIII. Logo acima da porta está a inscrição: GREGORIVS XIII PONT MAX. Entre essas duas inscrições encontram-se as placas de reminiscência à sua recente abertura:
| IOANNES PAVLVS II P.M. PORTAM SANCTAM ANNO IVBILAEI MCMLXXVI A PAVLO PP VI RESERVATAM ET CLAVSAM APERVIT ET CLAVSIT ANNO IVB HVMANE REDEMP MCMLXXXIII – MCMLXXXIV | IOANNES PAVLVS II P.M. ITERVM PORTAM SANCTAM APERVIT ET CLAVSIT ANNO MAGNI IVBILAEI AB INCARNATIONE DOMINI MM-MMI                    | PAVLVS VI PONT MAX HVIVS PATRIARCALIS VATICANAE BASILICAE PORTAM SANCTAM APERVIT ET CLAVSIT ANNO IVBILAEI MCMLXXV      |
| No ano jubilar de 1983-1984 pela redenção humana, João Paulo II, Pontífice Máximo, abriu e fechou a Porta Santa, fechada e selada pelo Papa Paulo VI em 1976.     | João Paulo II, Pontífice Máximo, abriu e fechou novamente a Porta Santa no ano do Grande Jubileu da Encarnação do Senhor. 2000-2001. | Paulo VI, Pontífice Máximo, abriu e fechou a Porta Santa desta Basílica Patriarcal do Vaticano no ano jubilar de 1975. |

Esta porta permanece fechada e tapada com cimento pelo lado de dentro. Somente o papa tem permissão de abri-la e fechá-la nos Anos Santos, permanecendo aberto durante todo o ano para o acesso dos fiéis, que podem adquirir indulgências. Em novembro de 2015, o muro que a mantinha fechada foi derrubado cuidadosamente, e extraído do seu interior um cofre com as chaves da porta e outros documentos, como preparativo para o início do Jubileu da Misericórdia.

### Nave central

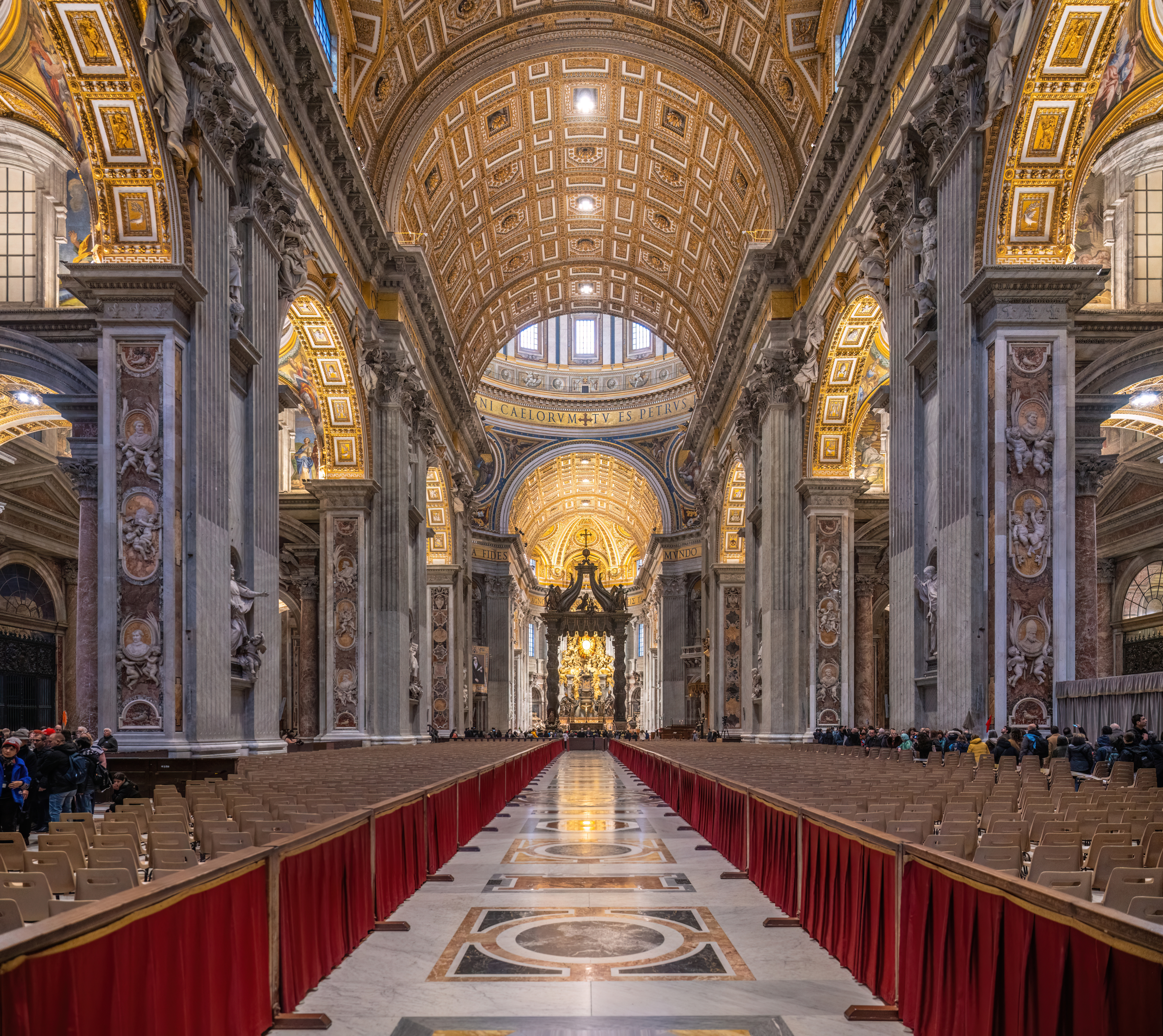
Nave central da basílica

O espaço interior está dividido em três naves separadas por pilares. A nave central, com 186,30 metros de comprimento (a inscrição na entrada relata 837 PR que significa palmeiras romanas) é dividida em três naves por meio de pilares robustos nos quais se abrem grandes arcos de volta perfeita, com 23 metros de altura e 13 metros de largura. A área do piso é de 15.160 metros quadrados. A nave central, da contrafachada até ao primeiro arco do transepto, tem 90 metros de comprimento, 26 metros de largura e 45 metros de altura, é coberta por abóbadas de berços, e abrange uma superfície de quase 2.500 metros quadrados. Entre 1962 e 1965 esta nave sediou as sessões do Concílio Vaticano II. É de destacar o notável trabalho do chão de mármore que apresenta elementos da antiga basílica, como o disco de pórfiro vermelho egípcio onde Carlos Magno se ajoelhou no dia da sua coroação (a chamada Rota Porphyretica). O piso de mármore substitui o anterior de tijolos (este último inicialmente presente apenas no corpo acrescentado por Maderno) e foi criado por Gian Lorenzo Bernini para o jubileu de 1650, juntamente com as decorações da nave. A nave central possui uma área de dez mil metros quadrados de mosaico, resultado do trabalho de inúmeros artistas dos séculos XVII e XVIII, como Pietro da Cortona, Giovanni de Vecchi, Cavalier D'Arpino e Francesco Trevisani. Nos arcos encontram-se as estátuas das virtudes. Nos pilares da esquerda, começando com a porta, a autoridade eclesiástica, a justiça divina, a virgindade, a obediência, a humildade, a paciência, a justiça e a fortaleza. À direita, a partir do altar, a caridade, a fé, a inocência, a paz, a constância, a misericórdia e a força. Nos pilares os nichos albergam as 39 esculturas dos principais santos. Nos pilares à direita, estão as estátuas de Santa Teresa de Jesus de 1754; Santa Madalena Sofia Barat de 1934; São Vicente de Paulo de 1754; São João Eudes de 1932; São Filipe Néri de 1737; São João Batista de La Salle de 1904; a antiga estátua de bronze de São Pedro de 1300; e São João Bosco de 1936. Nos pilares à esquerda: São Pedro de Alcântara de 1713; Santa Lúcia Filippini de 1949; São Camilo de Lellis de 1753; São Luís Maria Grignion de Montfort de 1948; Santo Inácio de Loyola 1733; Santo António Maria Zaccaria de 1909; São Francisco de Paula de 1732; São Pedro Fourier de 1899. No perímetro da nave está anunciado no entablamento sob a abóbada, em letras de dois metros, a inscrição:
| “ | • QVODCVMQVE LIGAVERIS SUPER TERRAM, ERIT LIGATVM ET IN COELIS, ET QVODCVMQVE SOLVERIS SVPER TERRAM, ERIT SOLVTVM ET IN COELIS • EGO ROGAVI PRO TE, O PETRE VT NON DEFICIAT FIDES TVA, ET TV ALIQVANDO CONVERSVS, CONFIRMA FRATRES TVOS Tudo o que ligares na terra será ligado nos céus, e tudo o que tu desligares na terra será desligado no céu. • Eu roguei por ti, para que tua fé não desfaleça, e tu, quando te converteres, confirma teus irmãos | ” |

As pias de água benta na nave da Basílica de São Pedro, com os cupidos, que parecem pequenos, mas que, na verdade, têm dois metros de altura, foram construídas com base num projecto de Francesco Moderati (1680-1721) e A. Cornacchini (1685-1740). As duas bacias em amarelo de Siena, são obra de Giuseppe Lironi, e dois pares de querubins de Francesco Moderati e Giovanni Battista de Rossi.

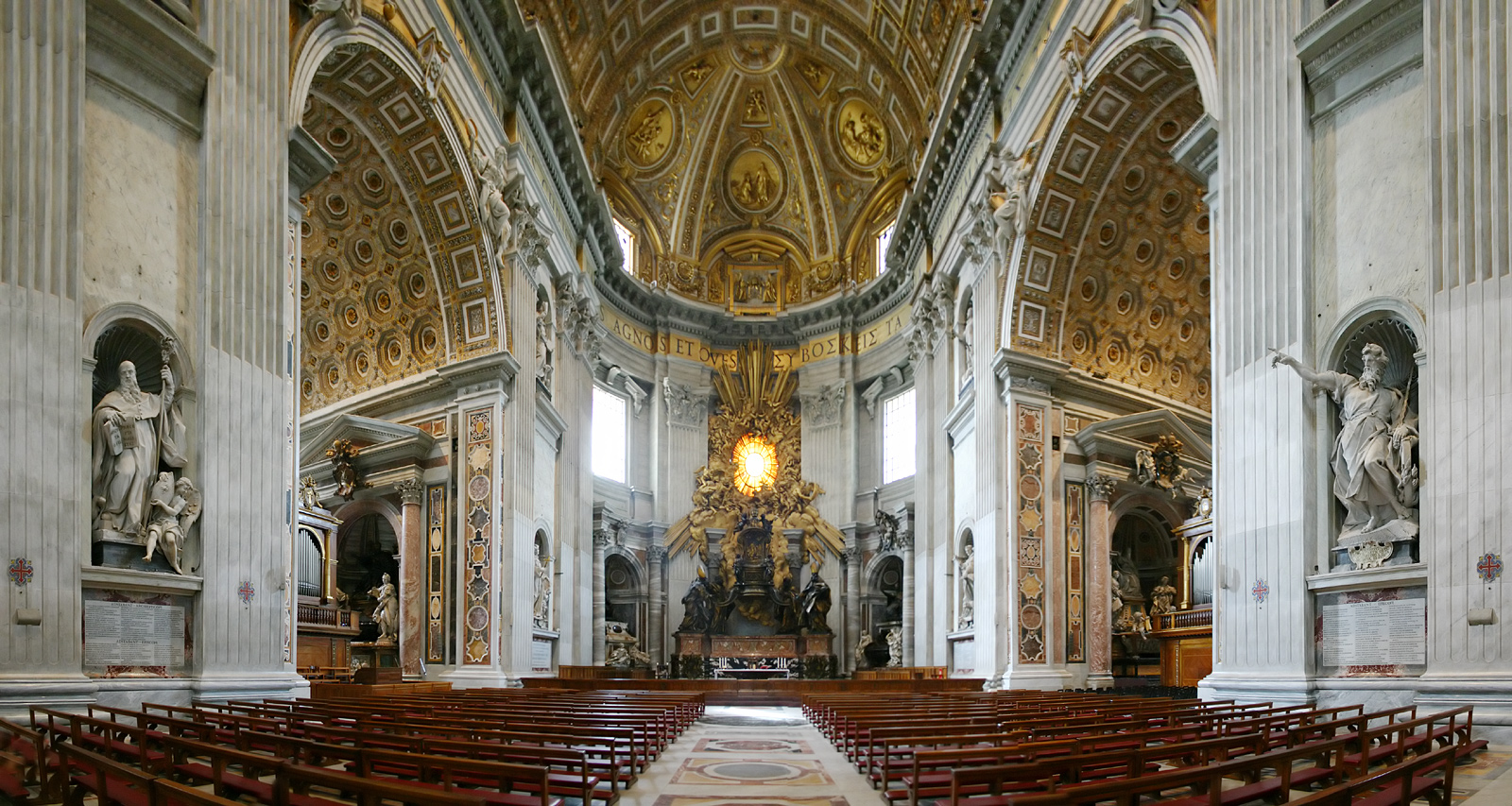
Vista para o coro de São Pedro, Roma

### Nave da Epístola

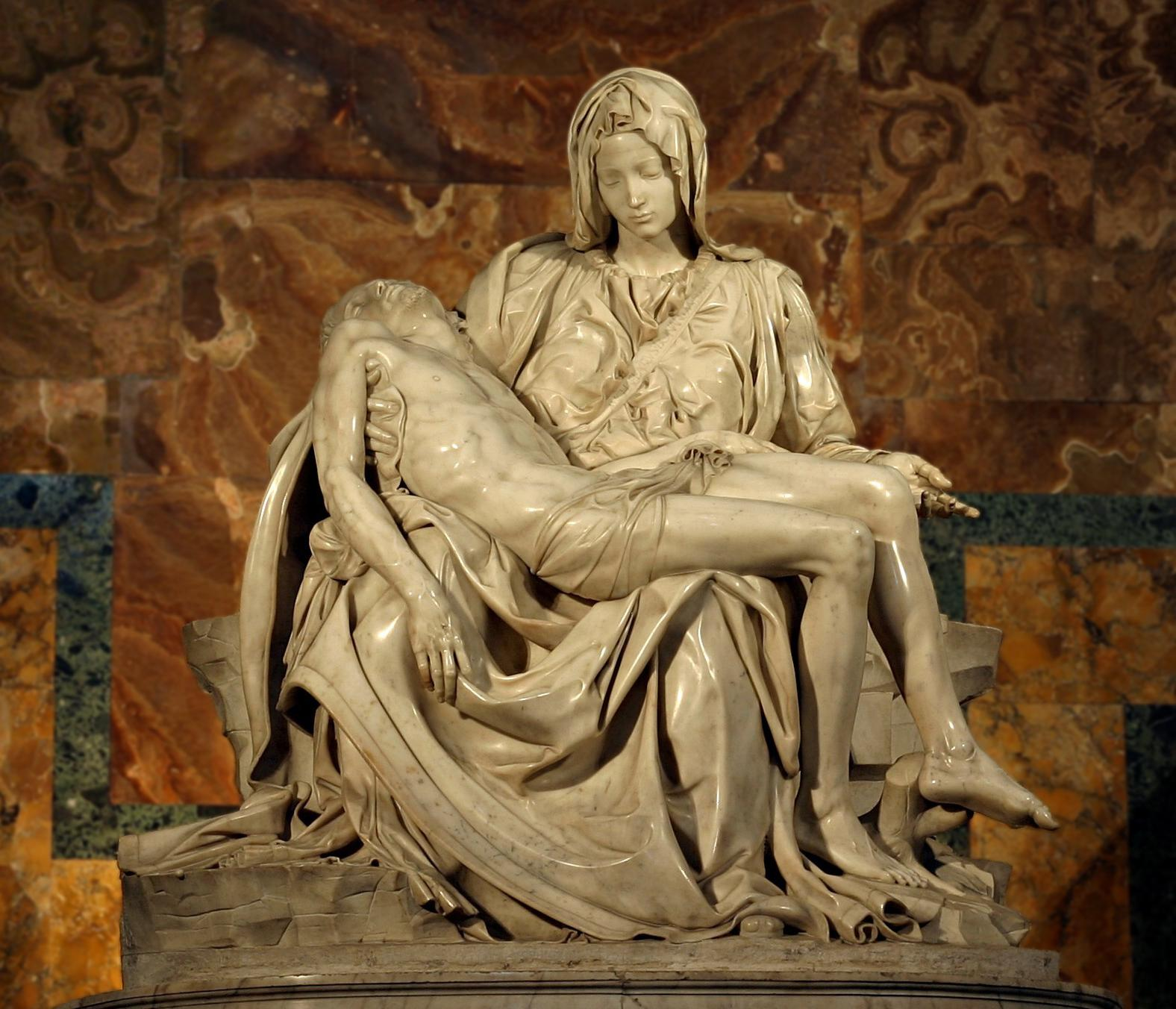
Pietà de Miguel Ângelo.

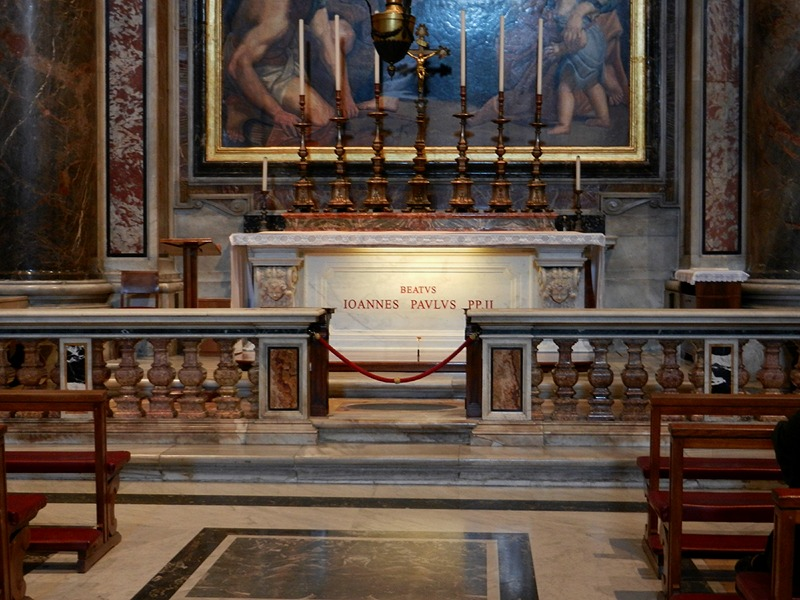
Tumba de João Paulo II.

A nave da Epístola situa-se no lado direito. A primeira capela abriga a Pietà de Miguel Ângelo (núm. 9) e que impressiona pela harmonia e candura das suas superfícies. A escultura está protegida por uma caixa de vidro após os danos que sofreu em 1972, quando um homem desfigurou a golpes de martelo a escultura. Ao longo da nave encontram-se os monumentos funerários de Leão XII (núm. 10), obra de Giuseppe de Fabris; e a rainha Cristina da Suécia (núm. 11), de Carlo Fontana. Abaixo encontra-se a capela de São Sebastião (núm. 13), presidido por um mosaico alusivo ao martírio do santo, obra de Pietro Paolo Cristofari que se baseou numa pintura de Domenico Zampieri; o tecto é decorado com mosaicos de Pietro da Cortona. Sob o altar, estão preservados os restos mortais do Papa João Paulo II atrás de uma laje de mármore com a inscrição "SANCTVS IOANNES PAVLVS PP. II", desde a sua beatificação ocorrida em 2 de maio de 2011.

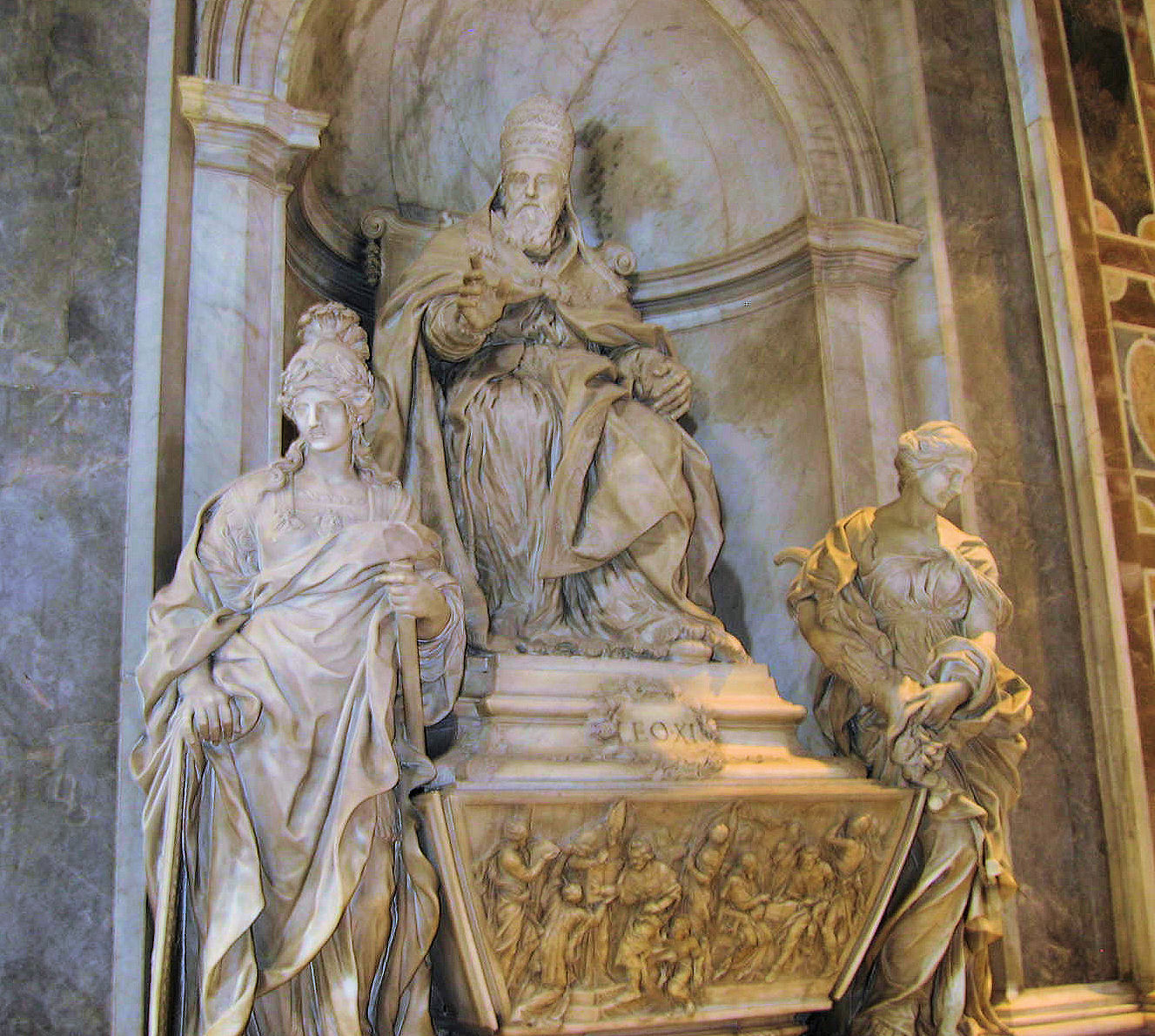
Tumba de Leão XI.

Na capela foram também preservados monumentos funerários de Pio XI (núm. 12) e Pio XII (núm. 14), feitos durante o século XX. Abaixo estão as lembranças dirigidas a Inocêncio XII (núm. 15), de Filippo della Valle (1746), e a Matilde de Canossa (núm. 16), de Gian Lorenzo Bernini (1633). A seguir encontra-se a Capela do Santíssimo Sacramento (núm. 17), protegida por uma porta projetada por Francesco Borromini. Nesta capela está preservado o Santíssimo Sacramento. Ao lado do cibório de bronze e do lápis-lazúli onde preside o altar, existem duas estátuas de anjos, iluminados por enormes lâmpadas a óleo que ardem continuamente. A capela foi projetada por Carlo Maderno para conectar a basílica atual com o corpo da antiga. É caracterizada por um telhado mais baixo do que o corpo da basílica, de modo a que se feche com uma plataforma que oculta a diferente elevação da cobertura. Nela estão presentes dois monumentos: Gregório XIII (núm. 18), de Camillo Rusconi em 1723, e o Gregório XIV(núm. 19). A partir daqui começa o deambulatório que circunda o espaço ao redor da cúpula.

### Nave do Evangelho

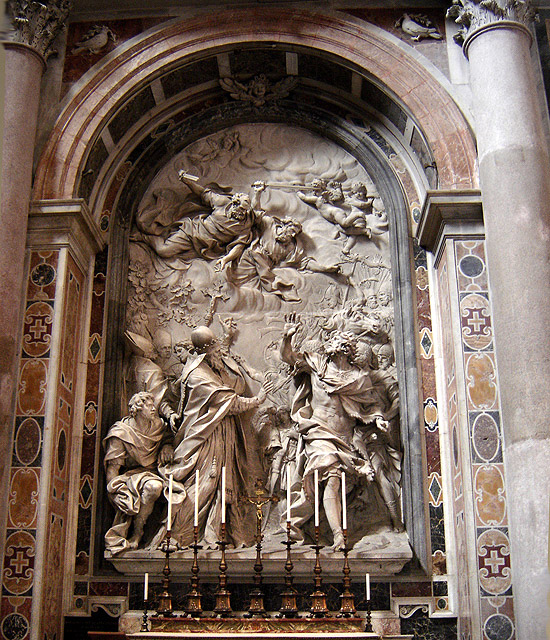
Relevo do Papa Leão I expulsando Átila.

A nave do Evangelho está localizada à esquerda. A primeira capela é a "Capela do Baptismo" (núm. 71), desenhada por Carlo Fontana e decorada com mosaicos de Baciccio realizados mais tarde por Francesco Trevisani. O mosaico atrás do altar é uma reprodução da pintura de Carlo Maratta presente na basílica Santa Maria degli Angeli e dei Martiri. Por trás desta capela estão as tumbas funerárias que contêm os túmulos de Maria Clementina Sobieskia (núm. 70), obra de Pietro Bracci de 1742, e a obra da família Stuart (núm. 69), de Antonio Canova em 1829, com os túmulos do rei Jaime Francisco Eduardo Stuart e dos seus filhos Carlos Eduardo Stuart e o cardeal Henrique Benedito Stuart. Segue-se a "Capela da Apresentação" (núm. 67), cujo no altar se encontra o corpo de São Pio X. Nas paredes estão os monumentos de João XXIII (núm. 66)e Bento XV (núm. 68), realizados no século XX. A seguir o túmulo de São Pio X (núm. 65), de 1923, e a tumba de Inocêncio VIII (núm. 64), realizado por Antonio Pollaiuolo no século XV. Por último está a Capela do Coro (núm. 63), presidida pelo "Altar da Imaculada Conceição" (núm. 62). A Imaculada do altar foi coroada por Pio IX e novamente por Pio X. Sobre o altar estão os restos mortais de São João Crisóstomo, que João Paulo II compartilhou com a Igreja Ortodoxa, e as relíquias de São Francisco e São Antonio. A capela é idêntica à "Capela do Santíssimo Sacramento", localizada ao lado da epístola, tendo portanto a mesma configuração. Na última coluna antes de passar para o deambulatório estão os monumentos de Leão XI (núm. 61), e de Inocêncio XI, obra de Alessandro Algardi em 1644 (núm. 60).

### Deambulatório
O deambulatório é o espaço em torno dos quatro pilares de sustentação da cúpula e é o coração da igreja tal como Miguel Ângelo tinha projetado. Na coluna correspondente à nave da Epístola está o altar de São Jerónimo (núm. 20), com o túmulo do Papa João XXIII, sobre o qual se encontra um grande mosaico com pintura de Domenichino. O espaço entre a Capela do Sacramento e o cruzeiro, abriga a Capela Gregoriana (núm. 21), coberta por uma abóbada que forma uma das duas cúpulas menores. Aqui está o monumento de Gregório XVI,(núm. 22), obra de Luis Amici em 1848-1857. Ao lado deste, na parede norte, situa-se o "Altar de Nossa Senhora do Perpétuo Socorro" (núm. 23), onde se encontram as relíquias de São Gregório de Nazianzo. Ao lado fica o Altar de São Basílio,(núm. 24), decorado por um mosaico do século XVIII, onde repousam os restos mortais de Josafá Kuntsevytch e, de frente para ele, a tumba do Papa Bento XIV (núm. 25).
Uma vez atravessado o transepto surge-nos o Altar de Navicella (núm. 32), e em frente o monumento de Clemente XIII (núm. 31), obra de Antonio Canova em 1787-1792. Seguido dos altares de São Miguel Arcanjo (núm. 33), de Santa Petronila (núm. 34) e de "São Pedro e ressurreição de Tabitha" (núm. 36). Na parede oeste está o Monumento de Clemente X (núm. 35), obra de Mattia de Rossi, no final do século XVII.
A sul do Deambulatório encontra-se, na coluna da cúpula, um altar presidido por um mosaico com o famoso quadro da Transfiguração de Rafael (núm. 59), cujo altar onde se encontra o corpo do Beato Inocêncio XI. A capela adjacente, similar à Gregoriana, é a Capela Clementina (núm. 58); nela se encontram os monumentos funerários de São Gregório Magno (núm. 56) e de Pio VII (núm. 57), obra de Bertel Thorvaldsen em 1831, o único artista não-católico que trabalhou na basílica. Em seguida localiza-se o Altar da Mentira (núm. 55) decorado com um mosaico do século XVIII. De frente para o mesmo, a estátua de Pio VIII, obra de Pietro Tenerani em 1866, com uma porta que leva à Sacristia Maior da Basílica. Do outro lado do transepto está o monumento funerário do Papa Alexandre VII (núm. 47), uma obra notável de Gian Lorenzo Bernini representando o Papa em profunda oração, onde a morte é representada por um esqueleto que segura uma ampulheta acima de uma porta que simboliza a entrada para a vida após a morte. Em frente está o "Altar do Sagrado Coração de Jesus" (núm. 48), com mosaicos de 1930. Posteriormente, a "Capela de Nossa Senhora do Pilar" (núm. 44), onde se encontram os altares dedicados à Virgem do Pilar (núm. 46) e o Papa Leão I (Leão Magno) (núm. 45), com um magnífico altar em mármore por Alessandro Algardi depois da expulsão de Átila feita entre 1645-1653. Finalmente, antes do presbitério, está o "Altar de São Pedro curando um paralítico" (núm. 43), do século XVIII, e o túmulo do Papa Alexandre VIII (núm. 42).

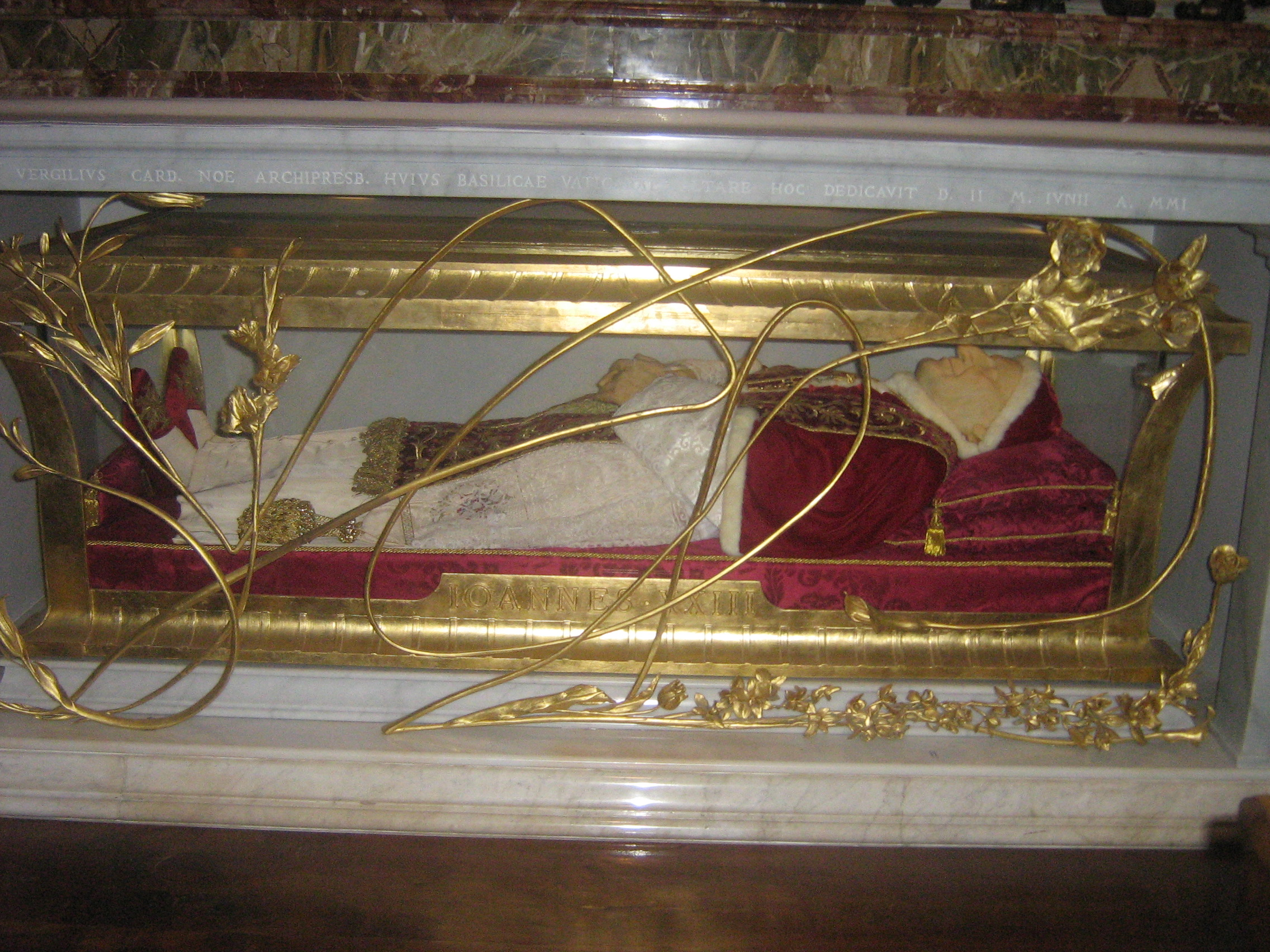
Tumba de João XXIII.
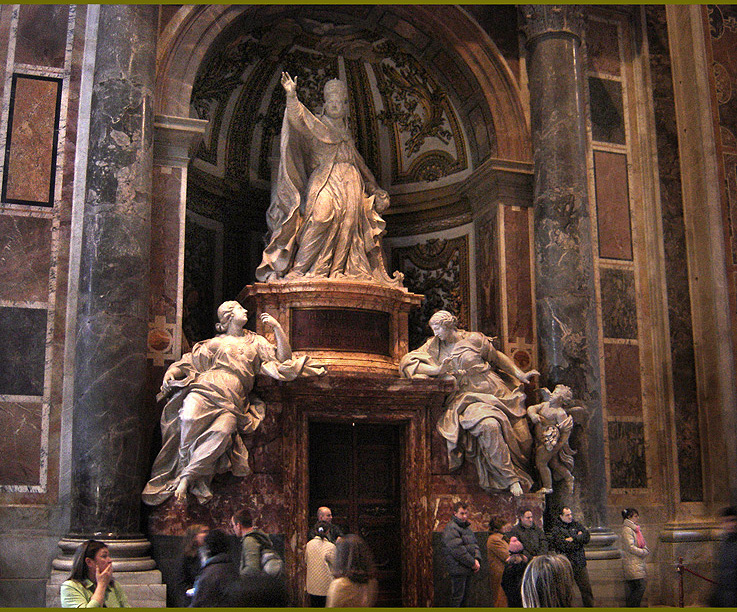
Tumba de Bento XIV.
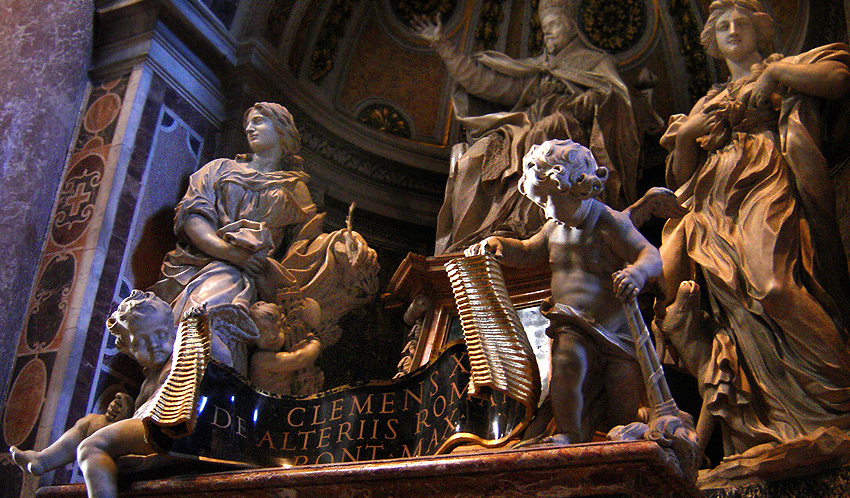
Tumba de Clemente X.
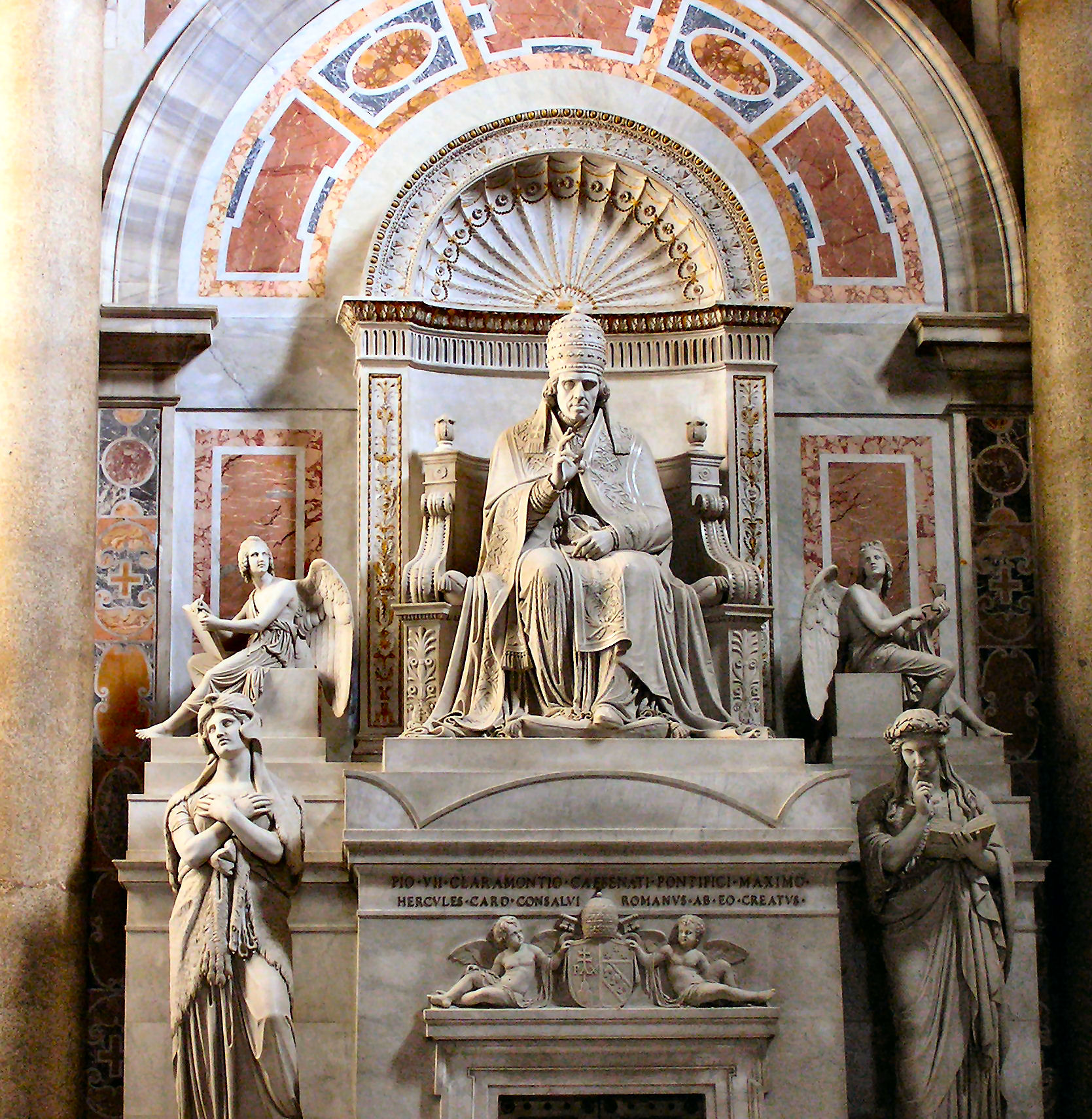
Tumba de Pio VII criado por Bertel Thorvaldsen na Capela Clementina, Basílica de São Pedro. Um monumento esculpido por um protestante, membro da Igreja Luterana.
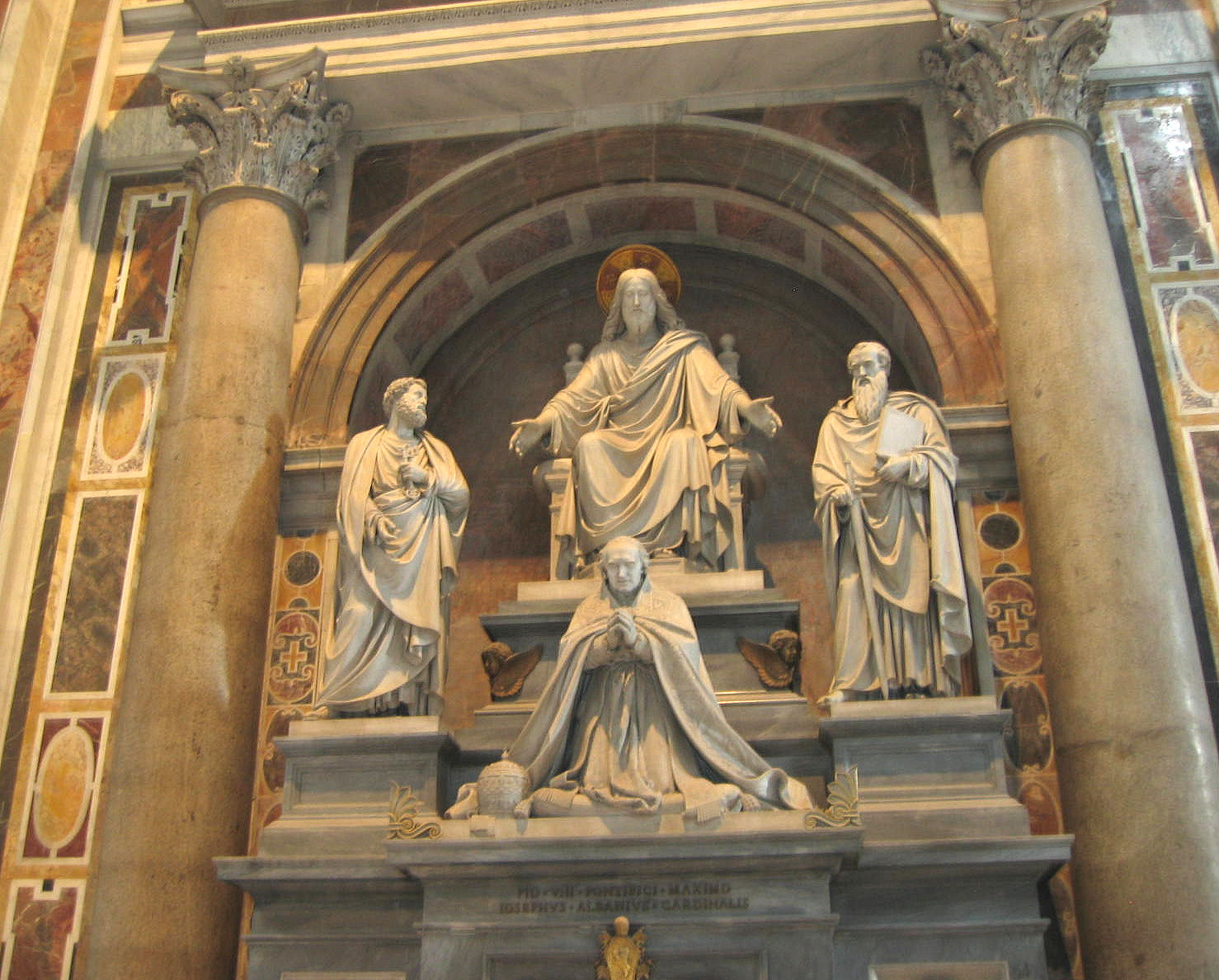
Monumento a Pio VIII.
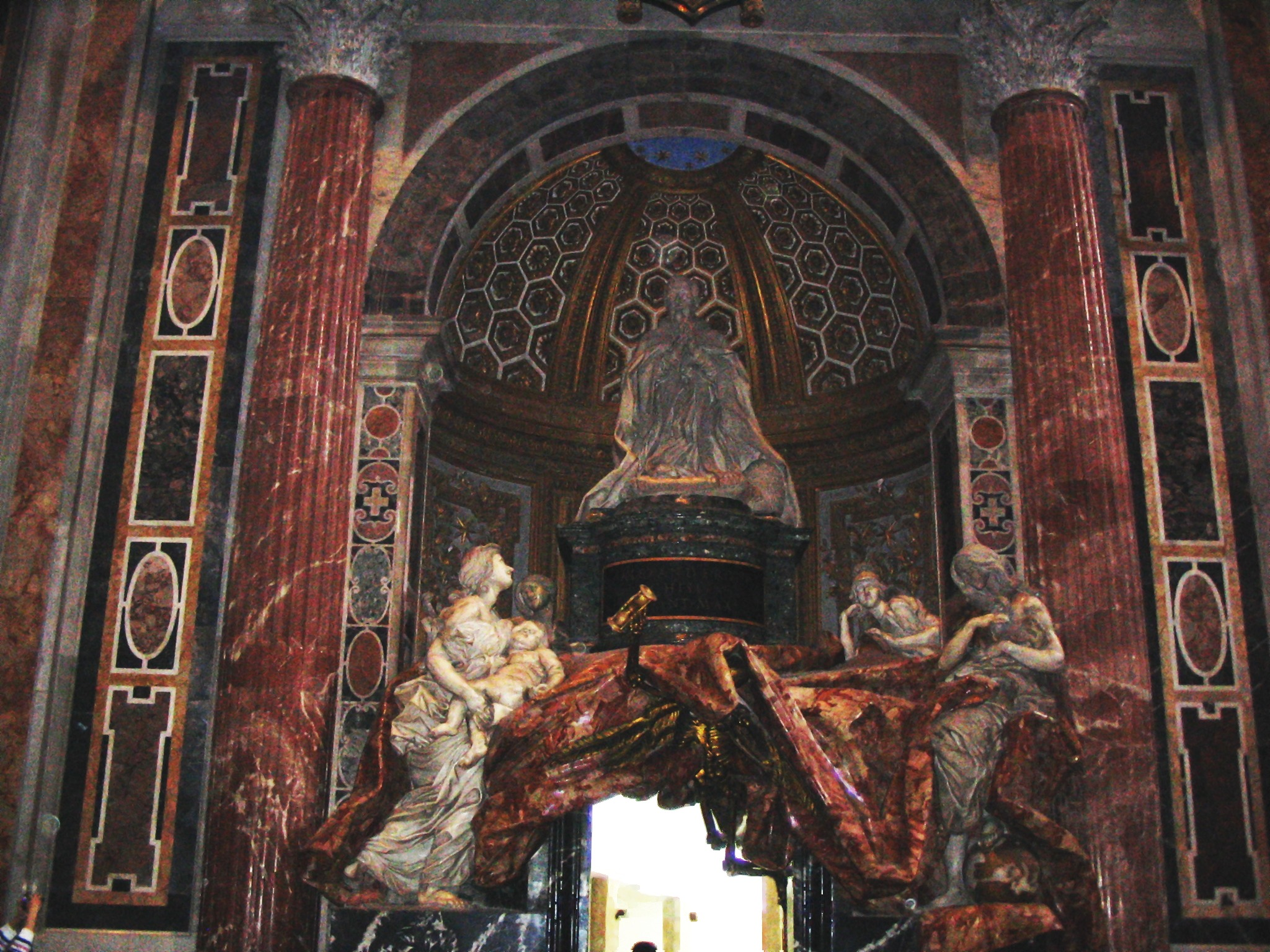
Monumento a Alexandre VII. É conhecida pelo esqueleto que segura uma ampulheta dourada, logo acima das portas, por Gian Lorenzo Bernini.
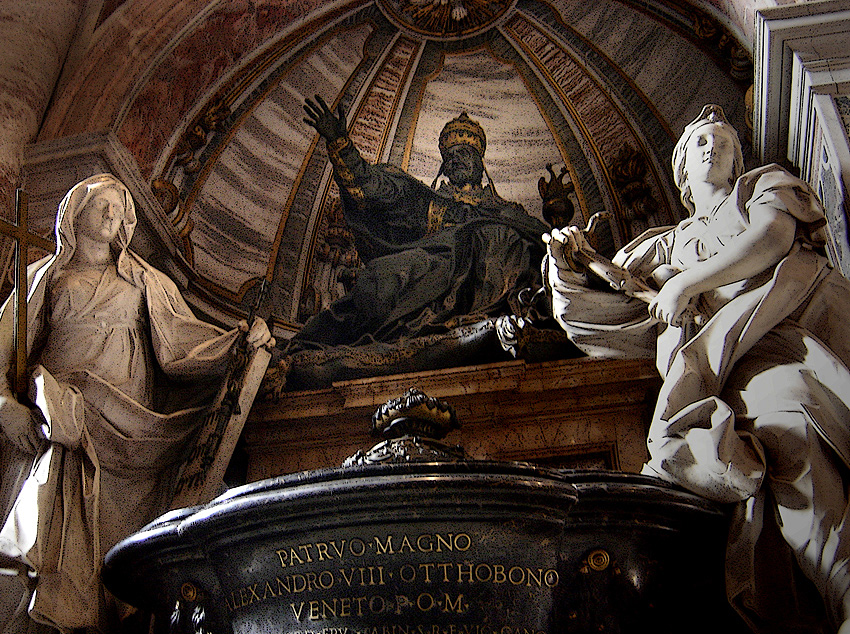
Tumba de Alexandre VIII.

### Órgão

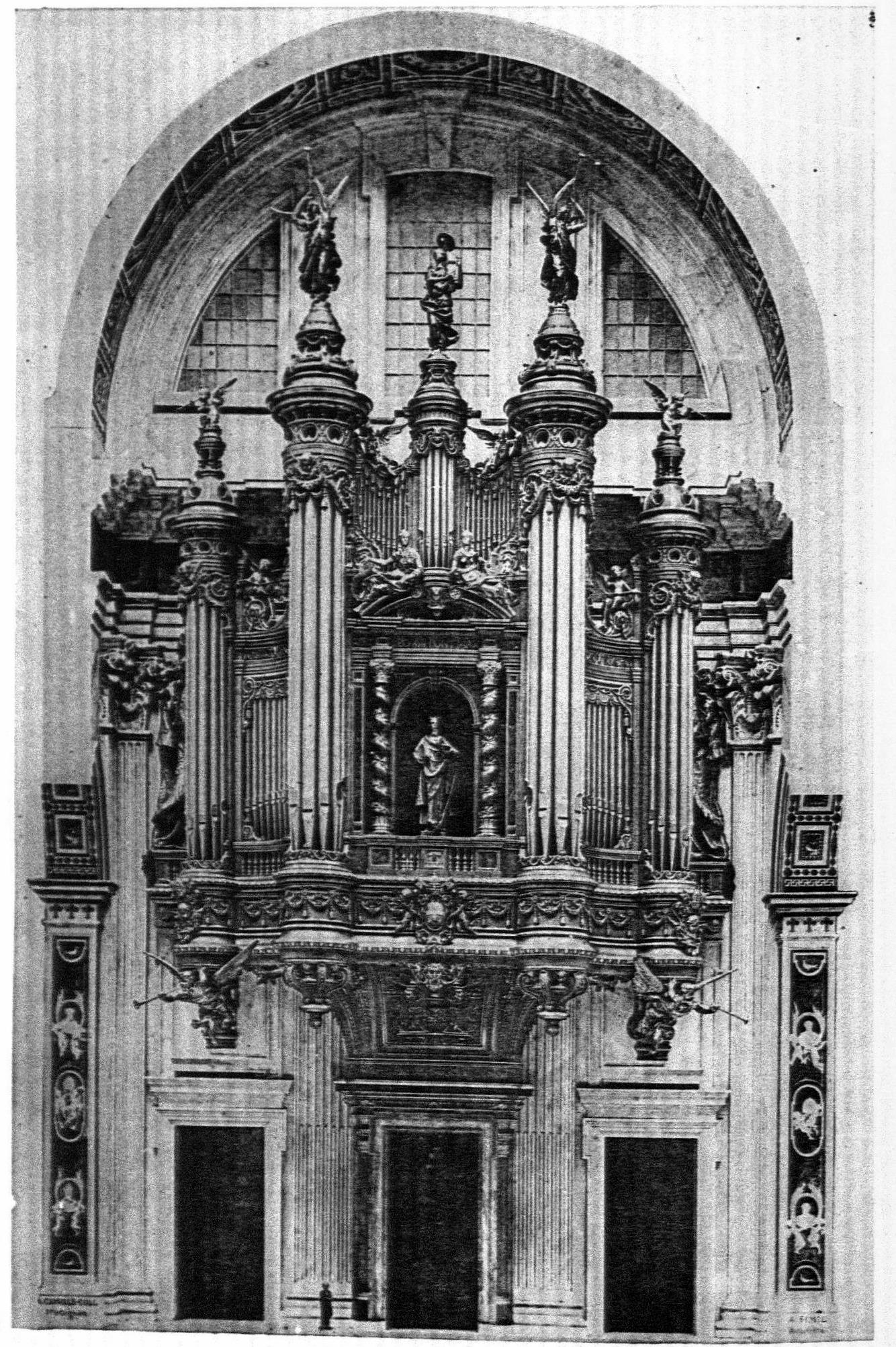
Projecto do órgão para a basílica oferecido a Leão XIII em 1888, de Aristide Cavaillé-Coll.

O órgão da basílica está localizado entre o deambulatório e o presbitério que foi construído por Antonio Tamburini em 1962. Tem dois corpos que estão localizados nos braços do deambulatório partindo do presbitério, respectivamente apelidado de "Cornu Epistolae" e "Cornu Evangelii". Estes dois corpos correspondem a dois órgãos construídos no início do século XX por Vegezzi-Carlo Bossi e Walker. O órgão do primeiro corpo inclui os registos do segundo e terceiro teclado, enquanto que ao segundo corpo corresponde ao primeiro e o quarto teclados. Os registos de pedais estão divididos em duas partes, de acordo com a necessidade do organista. Este faz uso de duas consolas de transmissão elétrica, uma situa-se entre os bancos do canto coral durante as celebrações no interior, enquanto que a outra está localizada na praça para celebrações ao ar livre. Foram construídos pelo fabricante Mascioni em 1999. Em 1875, Aristide Cavaillé-Coll ofereceu ao Papa Pio IX o projecto de um grande órgão que nunca chegara a ser construído, à semelhança de tantos outros provenientes de França.

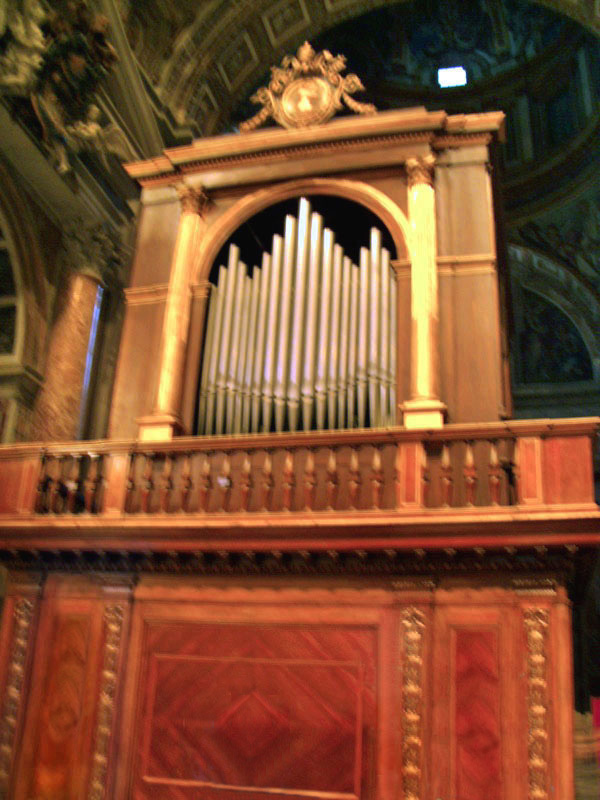
«Cornu Evangelii».
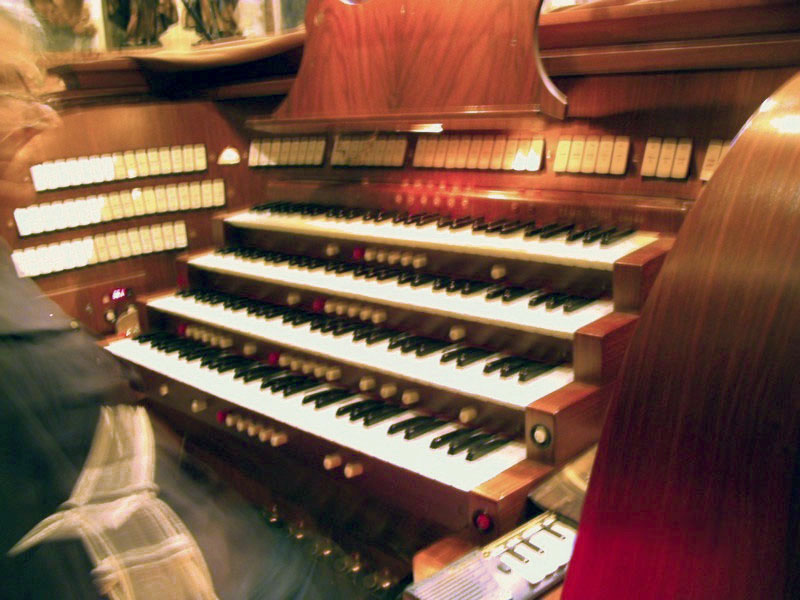
Teclado do órgão.
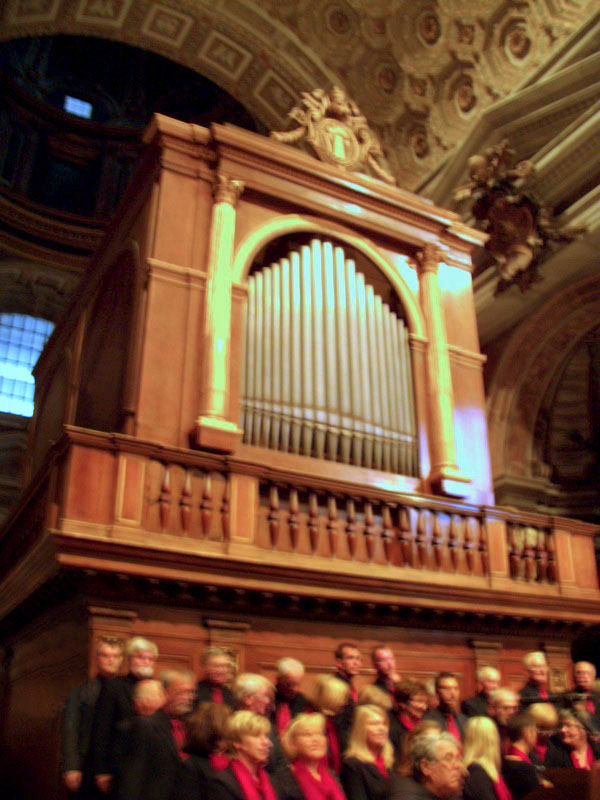
«Cornu Epistulae».
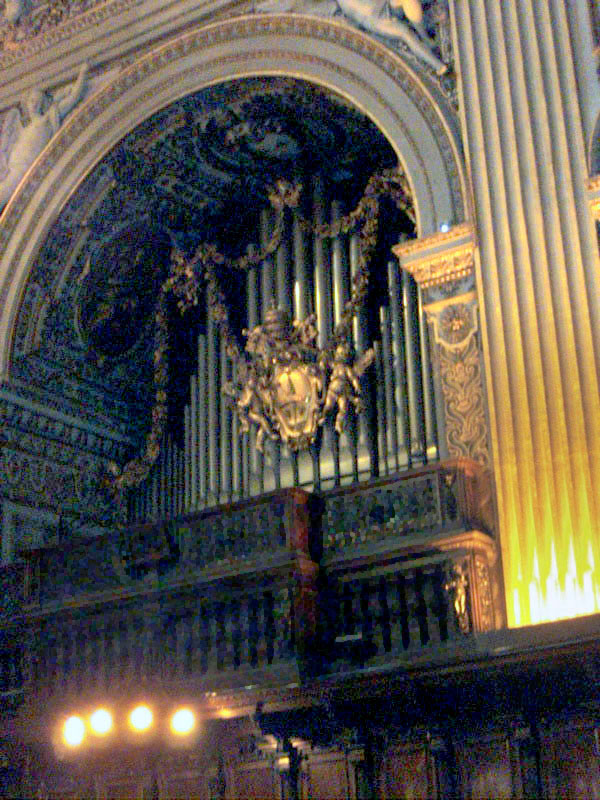
Órgão do coro.

### Transepto
O transepto norte estende-se até ao Palácio Apostólico e foi projetado e construído por Miguel Ângelo, que ampliou o deambulatório que os seus antecessores haviam projectado, acrescentando alguns altares constituídos por grandes janelas. No transepto a norte, existem três altares dedicados a São Venceslau (núm. 27), São Erasmo (núm. 29), e no centro o dos santos mártires Processo e Martiniano (núm. 28). O transepto sul é semelhante ao anterior, onde se encontram os altares dedicados a São José (núm. 51), no centro, e os da Crucificação de São Pedro (núm. 52) e São Tomé. (núm. 50). O transepto, com um interior revestido de mármore, tem um comprimento de 137.85 metros.
Ao longo do transepto, nos recantos das colunas são colocadas estátuas de santos e santas fundadores de ordens religiosas e congregações. No transepto direito: São Bonfiglio Monaldi (núm. 30, 1906); São José Calasanz (núm. 30, 1755); São Paulo da Cruz (núm. 85, 1876); São Bruno (núm. 85, 1744); Santa Luísa de Marillac (núm. 26, 1954); São Pedro Nolasco (núm. 26, 1742); Santa Maria Eufrásia Pellettier (núm. 86, 1942); e São João de Deus (núm. 86, 1745). No transepto esquerdo: São Guilherme de Vercelli (núm. 49, 1878); São Norberto de Xanten (núm. 49, 1767); Santa Ângela de Merici (núm. 79, 1866); Santa Juliana Falconieri (núm. 79, 1740); Santa Joana Antida Thouret (núm. 53, 1949); São Jerónimo Emiliano (núm. 53, 1757); Santa Francisca Cabrini (núm. 77, 1947); São Caetano de Thiene (núm. 77, 1738).
No perímetro do transepto esquerdo surge-nos no entablamento sob a abóbada e em letras de dois metros, a inscrição:
| “ | • DICIT TER TIBI PETRE IESUS DILIGIS ME? CUI TER O ELECTE RESPONDENS AIS: O DOMINE TU QUI OMNIA NOSTI TU SCIS QUIA DILIGO TE Ele disse pela terceira vez: Simão, filho de Jonas, tu me amas? Pedro entristeceu-se porque Jesus lhe perguntou pela terceira vez: 'Amas-me? E ele disse: Senhor, tu sabes tudo, tu sabes que eu te amo. Disse-lhe Jesus: Pastoreia as minhas ovelhas. | ” |
|   | — Bíblia, João 21:17. |   |

Por sua vez, no transepto direito, é-nos possível observar a inscrição:
| “ | • O PETRE, DIXISTI TU ES CHRISTUS FILIUS DEI VIVI, AIT IESUS: BEATUS ES SIMON BAR IONA QUIA CARO ET SANGUIS NON REVELAVIT TIBI Simão Pedro respondeu: Tu és o Cristo, o Filho do Deus vivo. Jesus respondeu: Bendito és tu, Simão, filho de Jonas, Porque isto não lhe foi revelado por carne ou sangue | ” |
|   | — Bíblia, Mateus 16:16-17. |   |

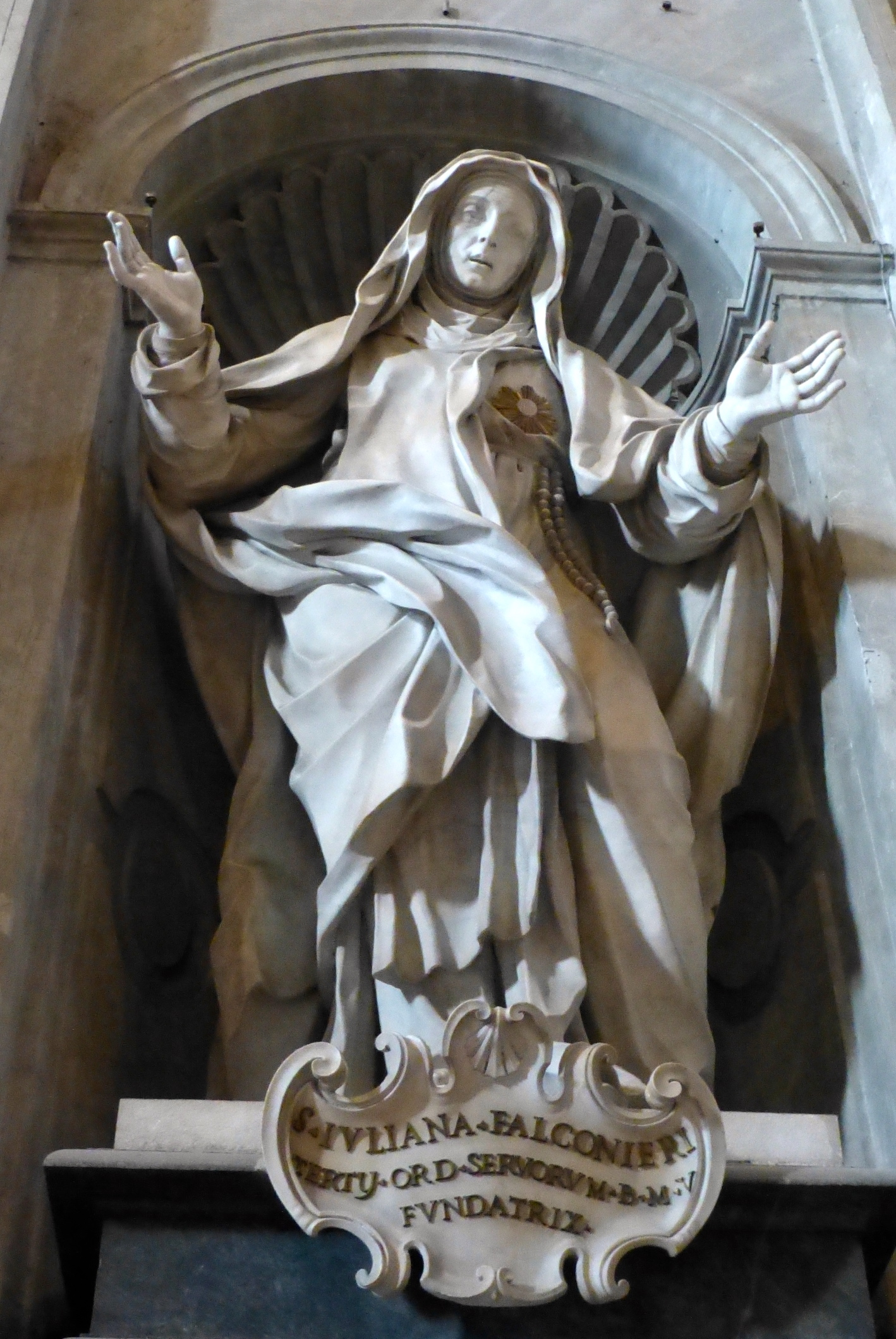
Santa Juliana Falconieri.
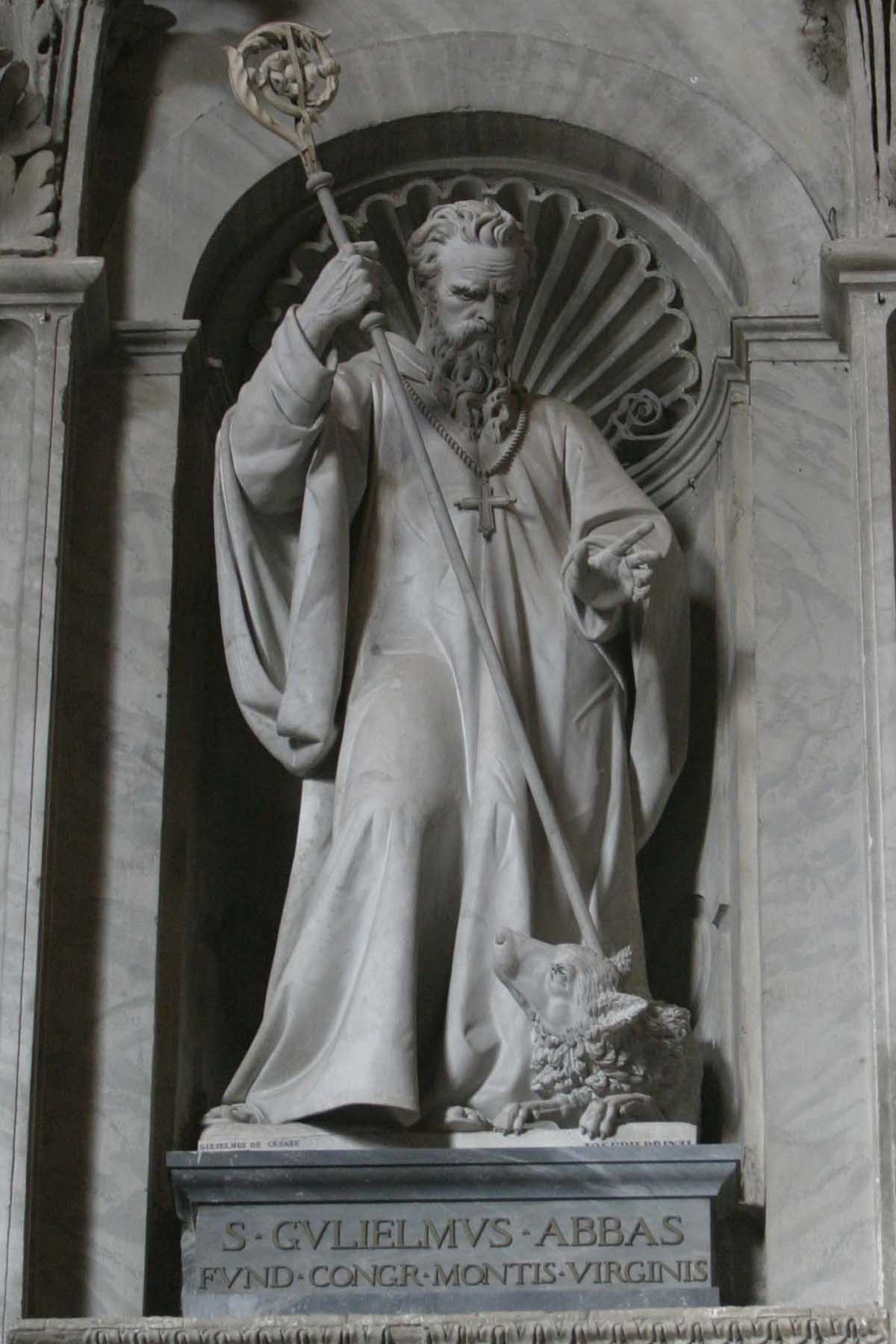
São Guilherme de Vercelli.
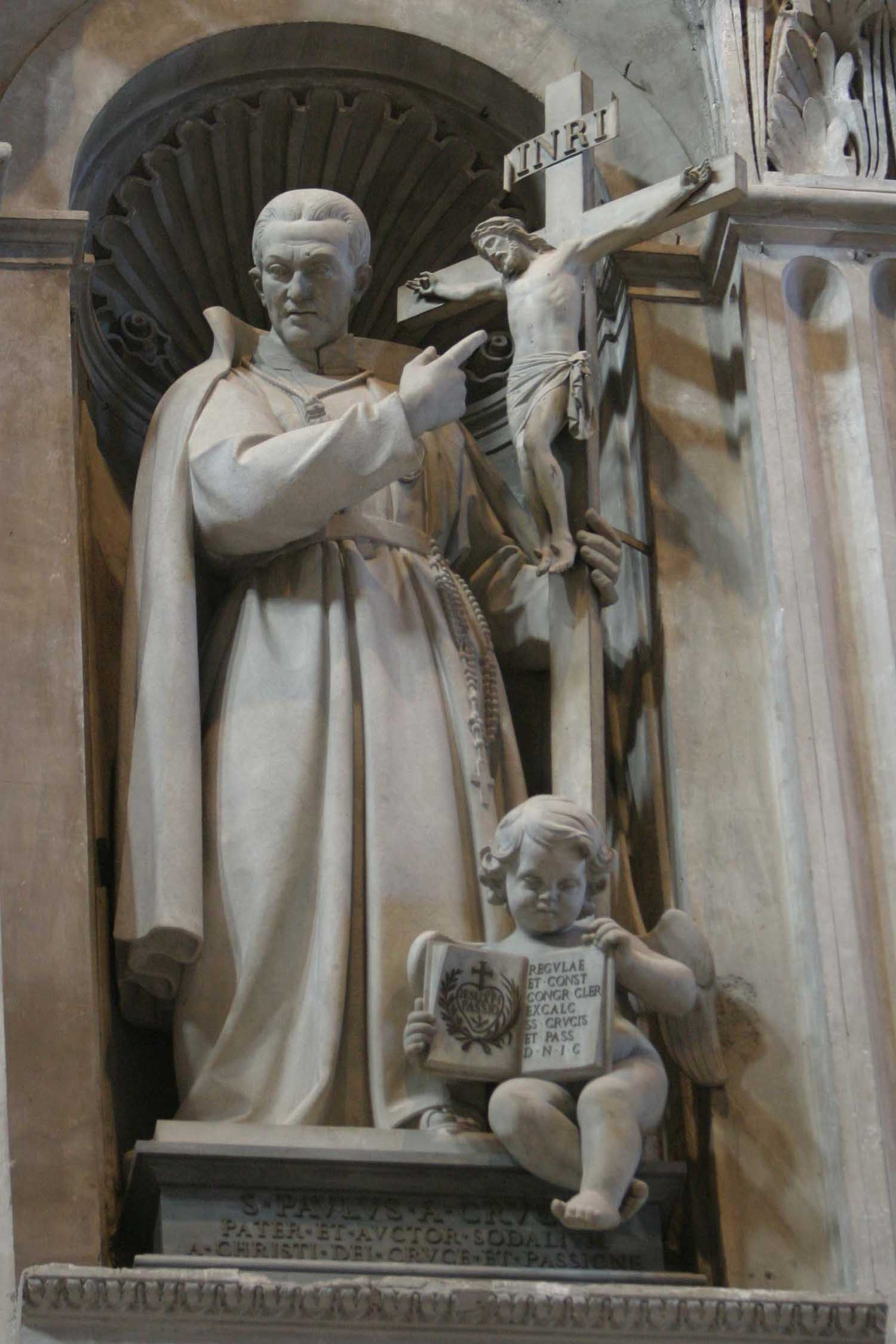
São Paulo da Cruz.
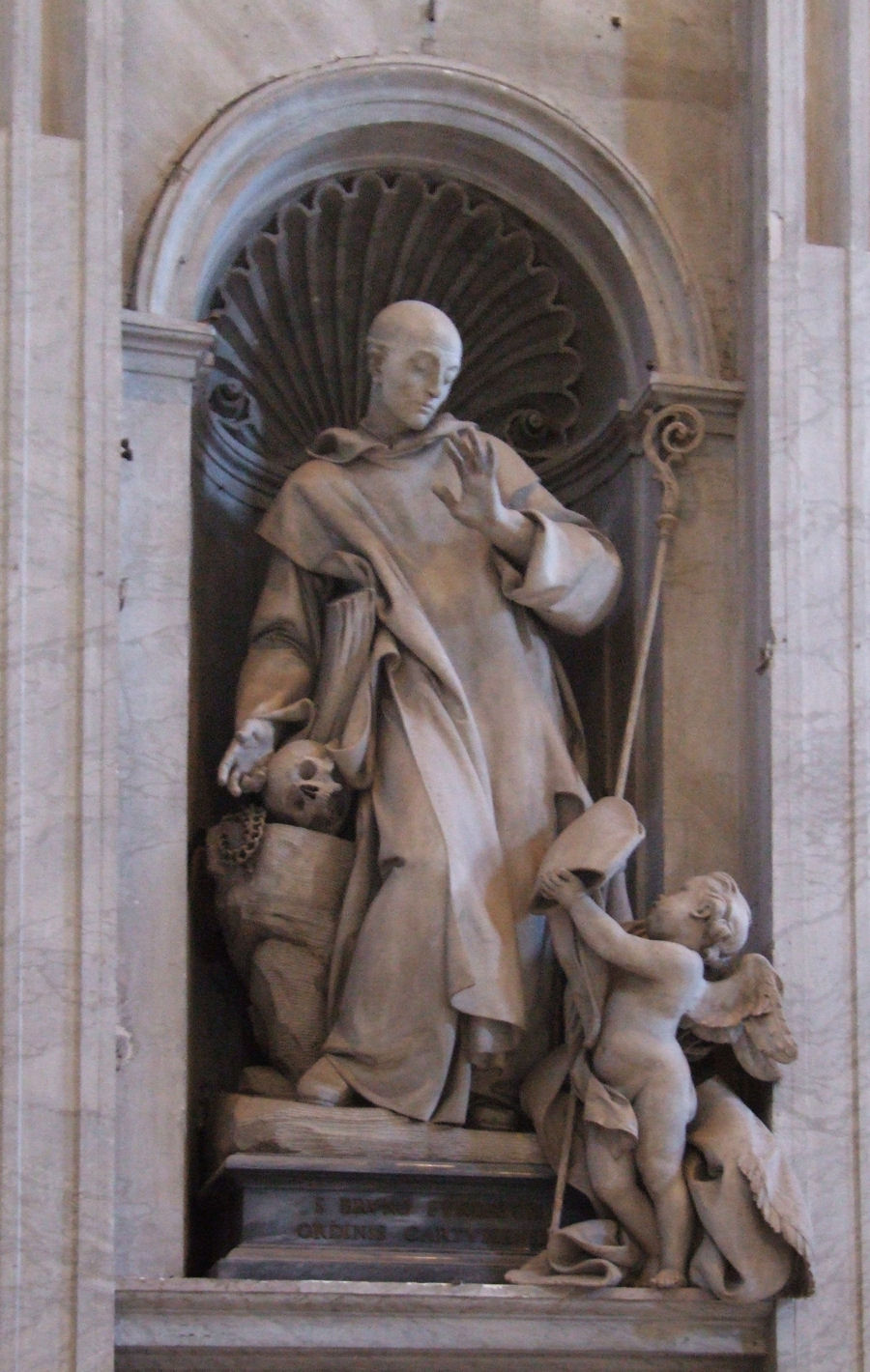
São Bruno.
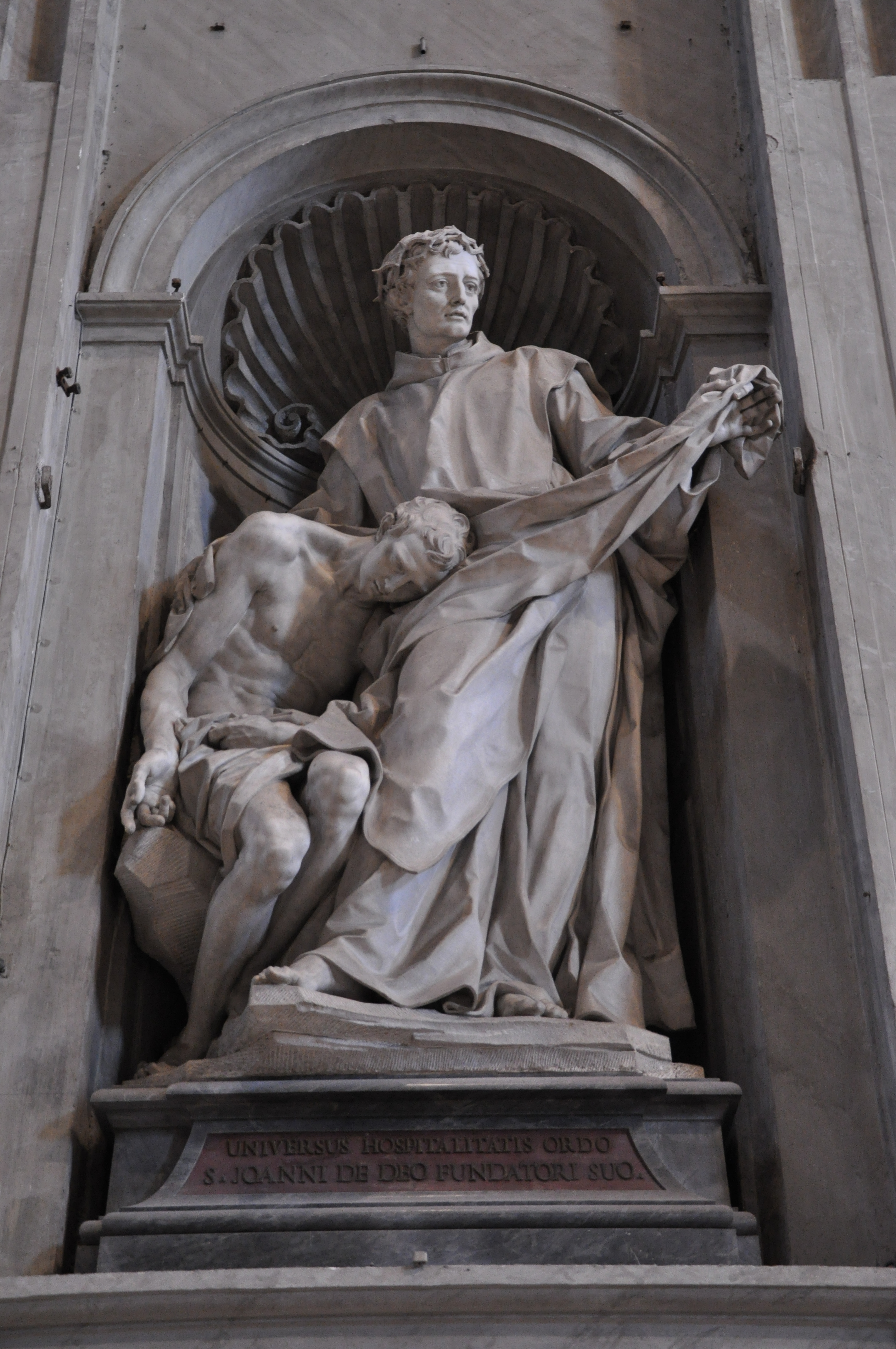
São João de Deus.

### Presbitério

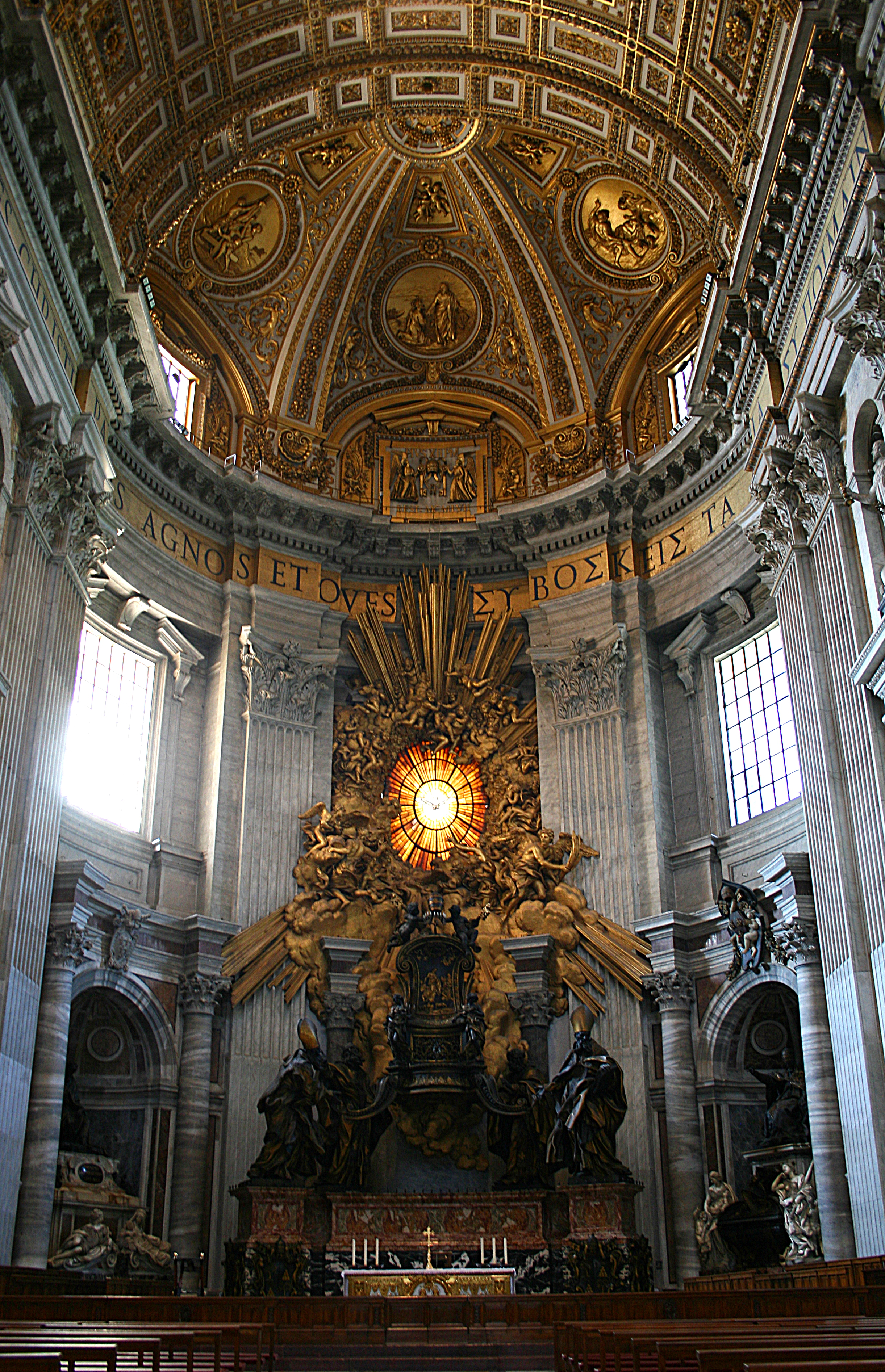
Presbitério da basílica

Por ordem do Papa Alexandre VII, entre 1656 e 1666, Gian Lorenzo Bernini criou uma extensão de bronze na abside, a chamada Cathedra Petri, que contém a relíquia mais preciosa guardada na igreja: o trono episcopal de São Pedro (na verdade, o trono de madeira da coroação do Imperador Carlos, o Santo, de 875, decorado com placas de marfim representando os Trabalhos de Hércules). O presbitério apresenta uma estrutura semelhante à das extremidades do transepto. No seu centro encontra-se a Cátedra de São Pedro (núm. 39). É uma obra monumental, um relicário concebido por Gian Lorenzo Bernini, contendo uma cadeira que remonta da época paleocristã, que segundo consta foi usada por São Pedro; a cadeira foi baseada nas esculturas dos quatro Padres da Igreja (Santo Ambrósio e Santo Agostinho, representando o Ocidente cristão, e Santo Atanásio e São João Crisóstomo, simbolizando a Igreja Oriental). Este conjunto está iluminado por um vitral com uma pomba que simboliza o Espírito Santo. À esquerda da cadeira encontra-se a estátua de Paulo III (núm. 40), projetado por Giacomo Della Porta. Enquanto isso, no lado direito está o túmulo de Urbano VIII (núm. 38), por Bernini em 1627, o monumento baseia-se numa representação de uma estátua do papa no ato da bênção; a flanquear o sarcófago estão as figuras da Caridade e da Justiça e no centro, um esqueleto inscreve o epitáfio. Nas colunas encontram se as esculturas de São Domingos de Gusmão (núm. 37, 1706); São Francisco Caracciolo (núm. 37, 1834); São Francisco de Assis (núm. 41, 1727); e São Afonso Maria de Ligório (núm. 41, 1839). Por sua vez, nos pilares da cúpula encontram-se as esculturas de São Bento de Núrsia (núm. 81, 1735); Santa Francisca romana (núm. 81, 1850); São Francisco de Sales (núm. 83, 1845); e São Elias (núm. 83, 1727). Ao longo do perímetro do presbitério salienta-se uma inscrição em latim e grego:
| “ | • O PASTOR ECCLESIAE TU OMNES CHRISTI PASCIS AGNOS ET OVES • ΣΥ ΒΟΣΚΕΙΣ ΤΑ ΑΡΝΙΑ, ΣΥ ΠΟΙΜΑΙΝΕΙΣ ΤΑ ΠΡΟΒΑΤIΑ XΡΙΣΤΟΥ Oh pastor da Igreja, alimenta todos os cordeiros e as ovelhas de Cristo | ” |
|   | — Bíblia João 21:15-19. |   |

### Altar Papal

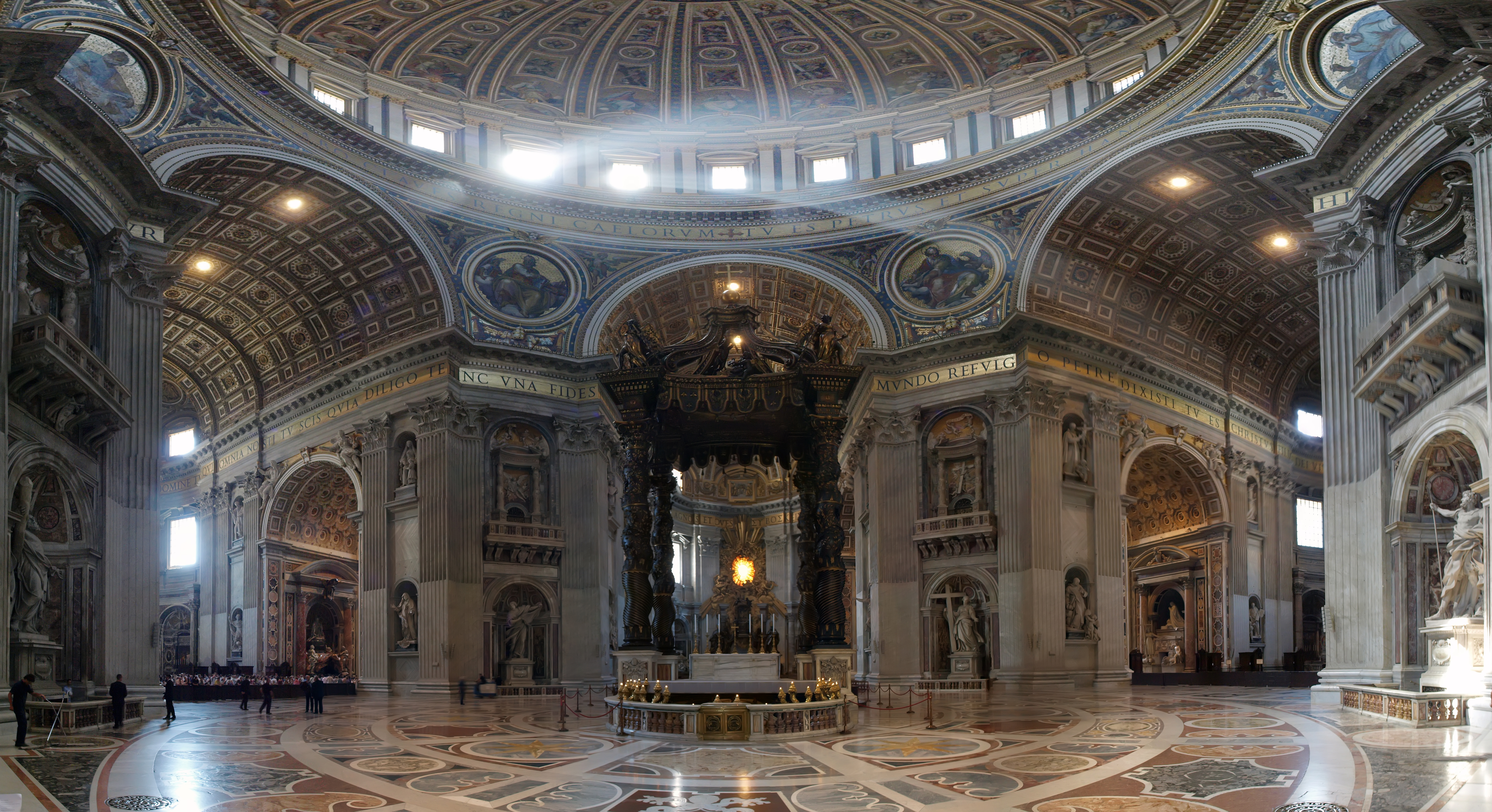
Vista interna da basílica mostrando o transepto e o coro além do baldaquino

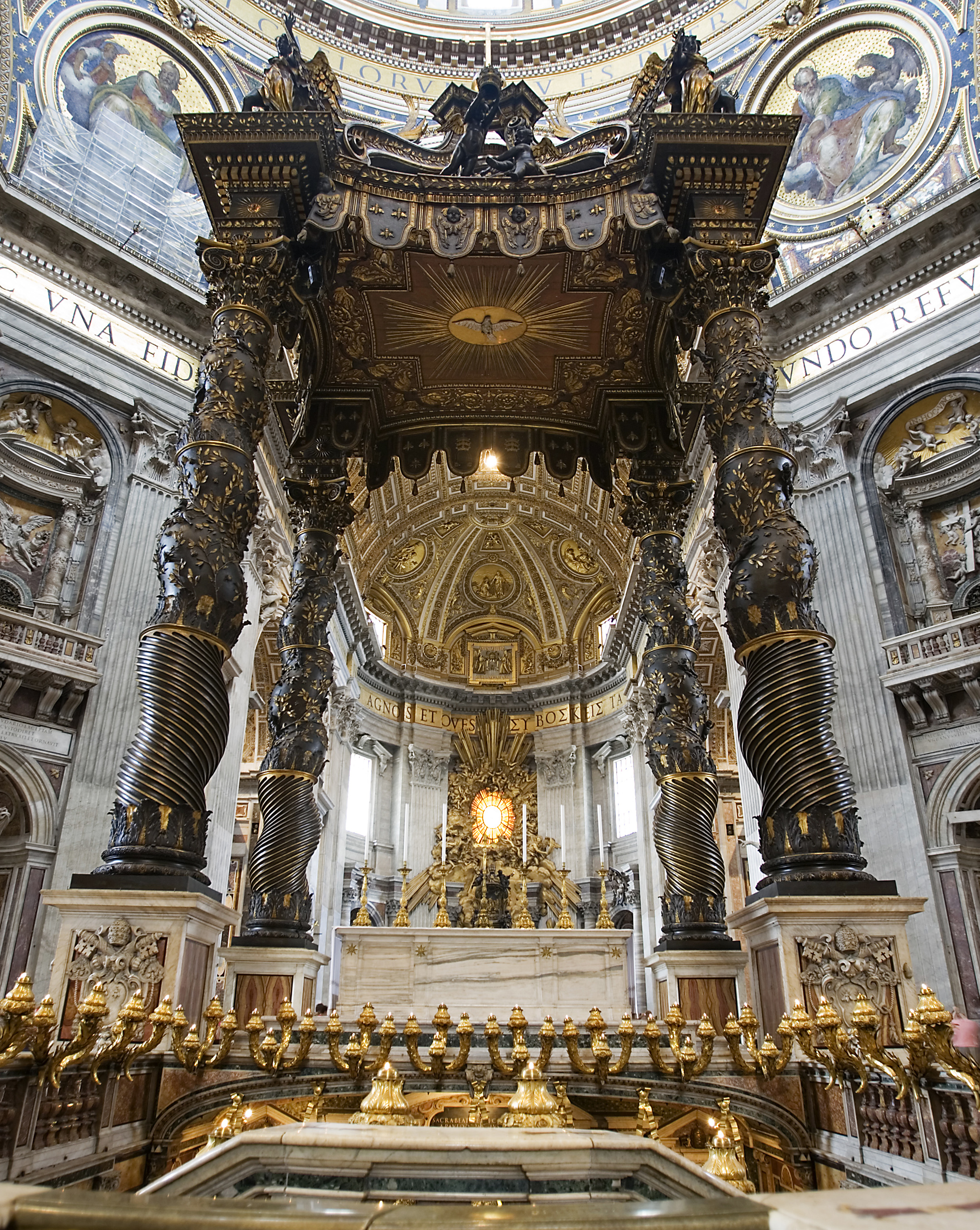
Altar Papal

O Altar Papal situa-se no cruzeiro sob a cúpula, enquadrado pelo monumental baldaquino de São Pedro (núm. 82), trabalho de Gian Lorenzo Bernini, construído entre 1624 e 1633. O altar foi feito de bronze retirado do Panteão e possui uma altura de 30 m. É suportado por quatro colunas salomónicas (em homenagem ao Templo de Salomão) e do tabernáculo da antiga basílica, cujas colunas foram recuperadas e colocadas como adornos nos pilares da cúpula de Miguel Ângelo. No centro, sob o baldaquino, encontra-se um bloco paralelepípedo de mármore branco, rodeado por um enorme espaço sob a cúpula (o altar papal), e sobre ele um crucifixo feito de bronze e um conjunto de sete castiçais, onde apenas o papa pode celebrar a Eucaristia em ocasiões solenes no altar papal. Foi colocado verticalmente sobre o túmulo de São Pedro e consagrado a 5 de junho de 1594 pelo Papa Clemente VIII. Este altar é conhecido por "Altar da Confissão", estando situado no lugar conhecido como Confessio, o túmulo do apóstolo que com o seu martírio confessou sua fé.
Ao longo dos quatro imensos pilares que sustentam a cúpula estão quatro esculturas que encaram o altar, encomendadas por Urbano VIII, são elas: São Longuinho (núm. 88), de Gian Lorenzo Bernini em 1639; Santa Helena (núm. 84) de Andrea Bolgi, em 1646; Santa Verônica(núm. 80); de Francesco Mochi em 1632; Santo André (núm. 76); de François Duquesnoy em 1640. Sobre cada uma das estátuas existe uma varanda fechada atrás da qual estão presentes diversos relicários: na de São Longino, a relíquia da Lança Sagrada; na Santa Helena encontra-se parte da Vera Cruz; na Santa Verónica é preservado o tecido com o rosto impresso de Cristo; em Santo André, irmão de São Pedro, foi preservado o crânio do apóstolo que, no entanto, Paulo VI ofereceu-o aos ortodoxos como um gesto de boa vontade. Uma relíquia da Lança Sagrada está preservada na lógia esculpida no pilar acima da estátua de São Longuinho. Na parte superior de cada pilar existem quatro mosaicos que representam os evangelistas com a sua respectiva representação iconográfica. No entablamento, onde foram colocados quatro santos acima do baldaquino, está a inscrição:
| “ | • HINC VNA FIDES • MVNDO REFULGET • HINC SACERDOTTI • VNITAS EXORITVR • Aqui se espalha por todo o mundo a única e verdadeira fé, aqui nasce a unidade do sacerdócio | ” |
|   | — São Cipriano. |   |

Estátuas dos pilares da cúpula
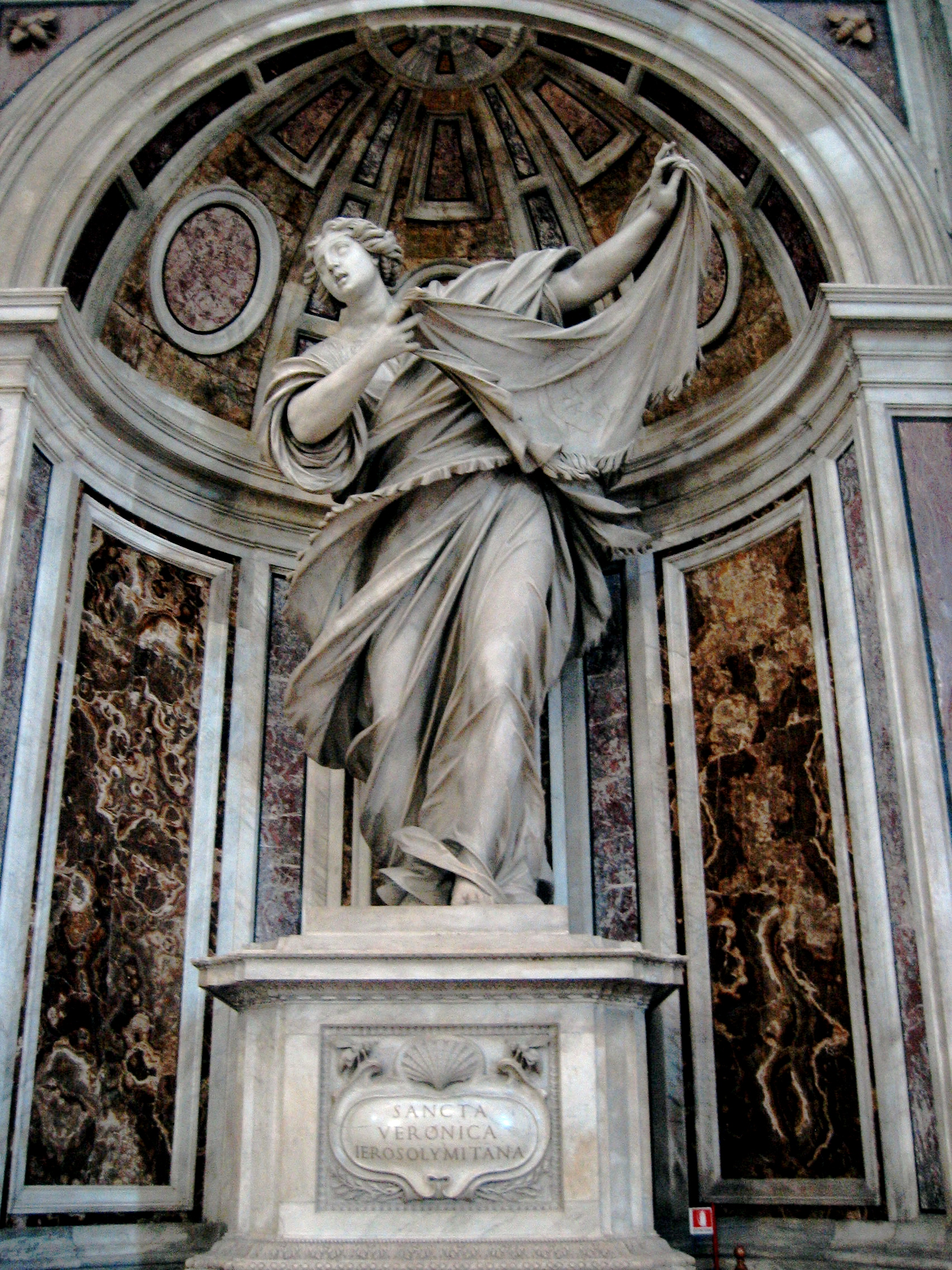
Santa Verónica
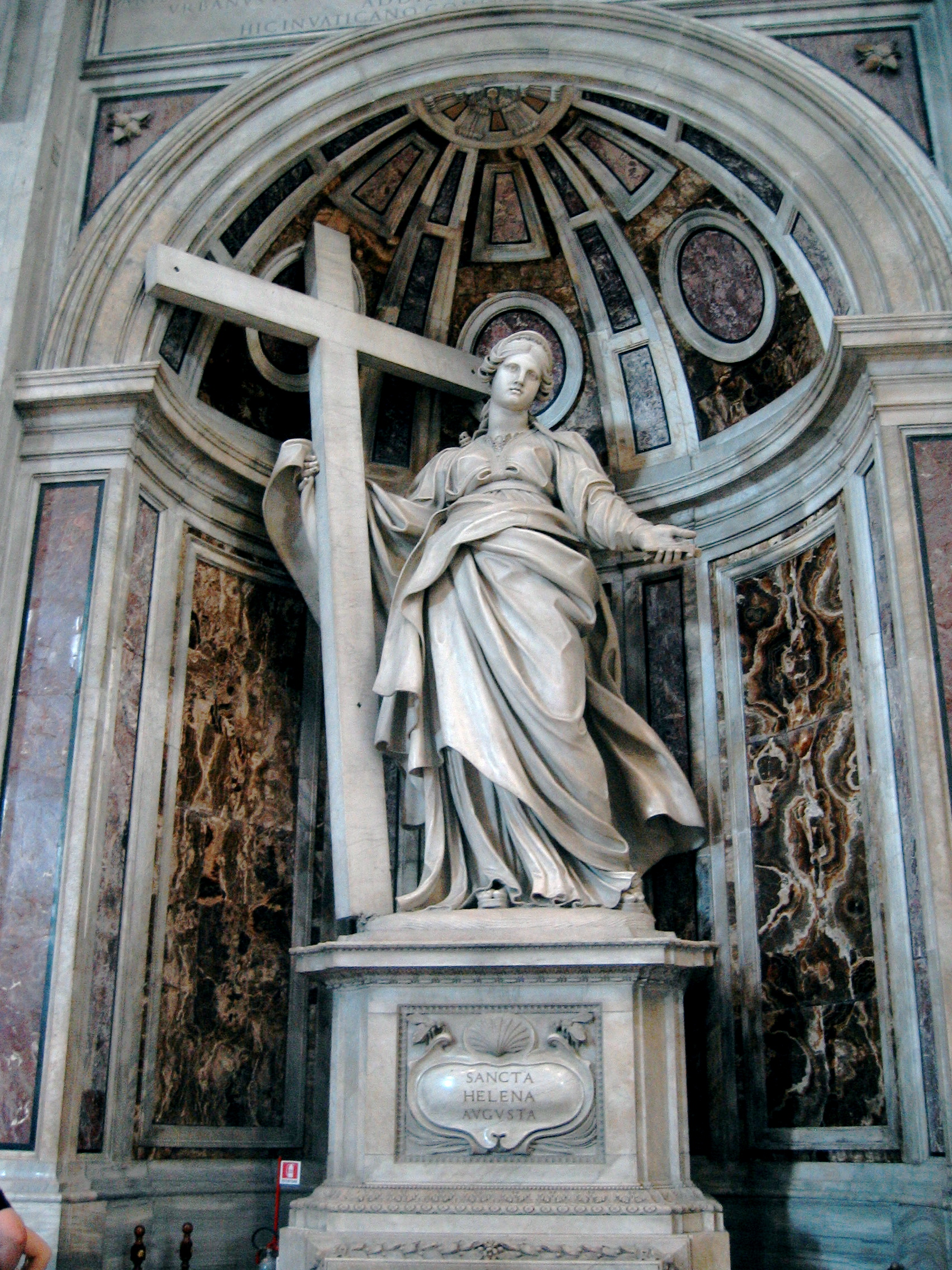
Santa Helena
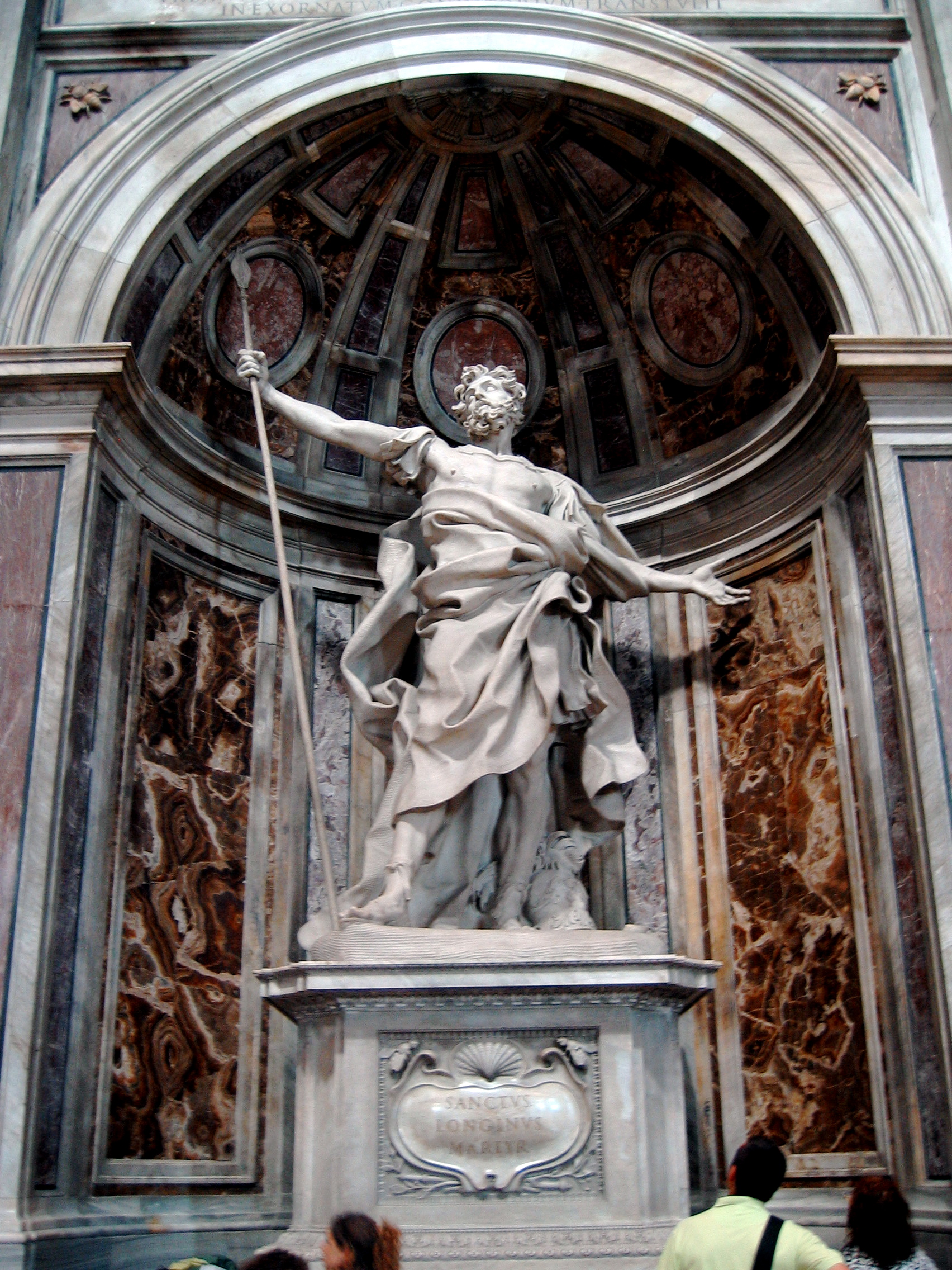
Santo Longinos
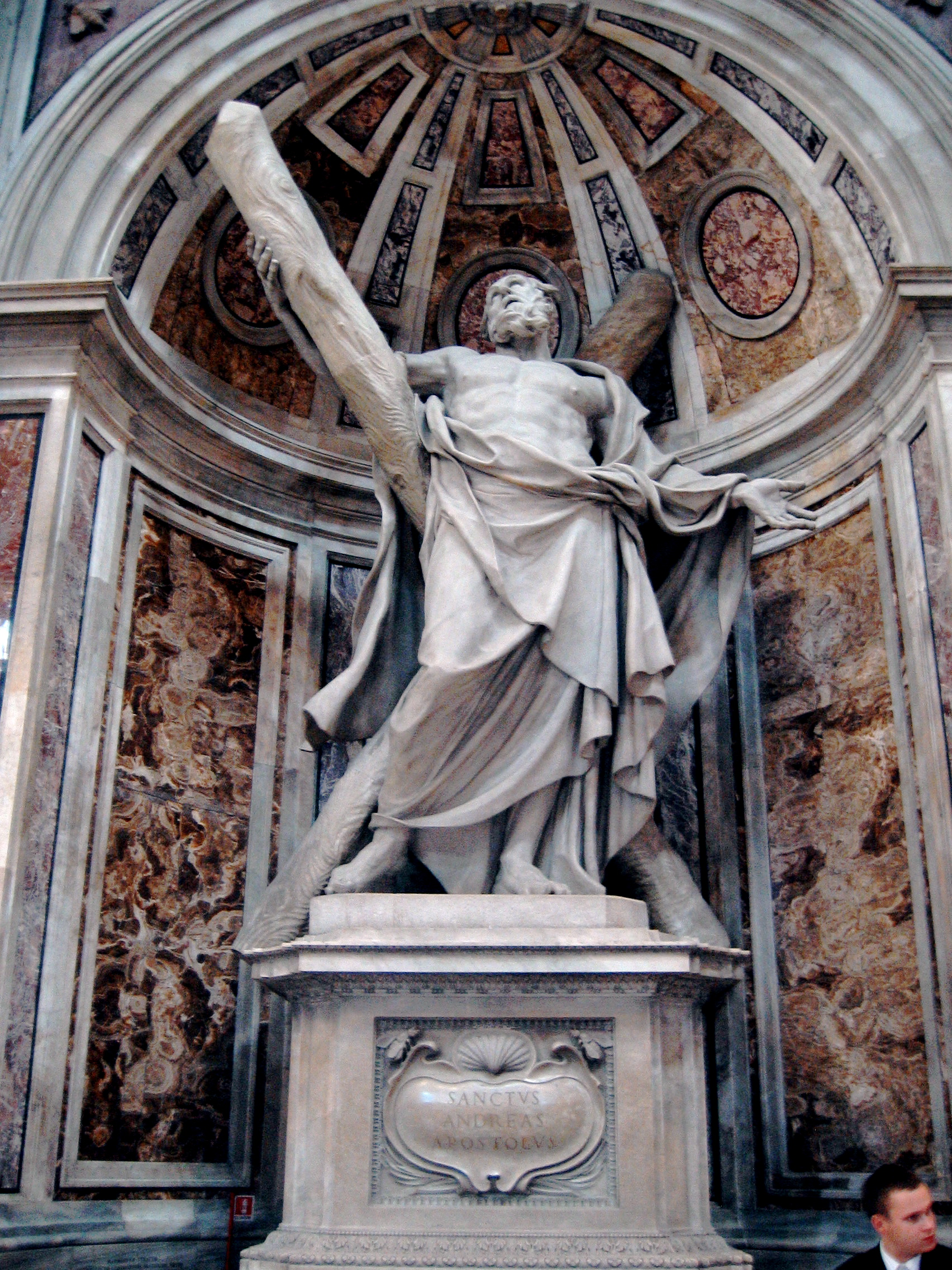
Santo André

## Restauros e o incidente da cúpula

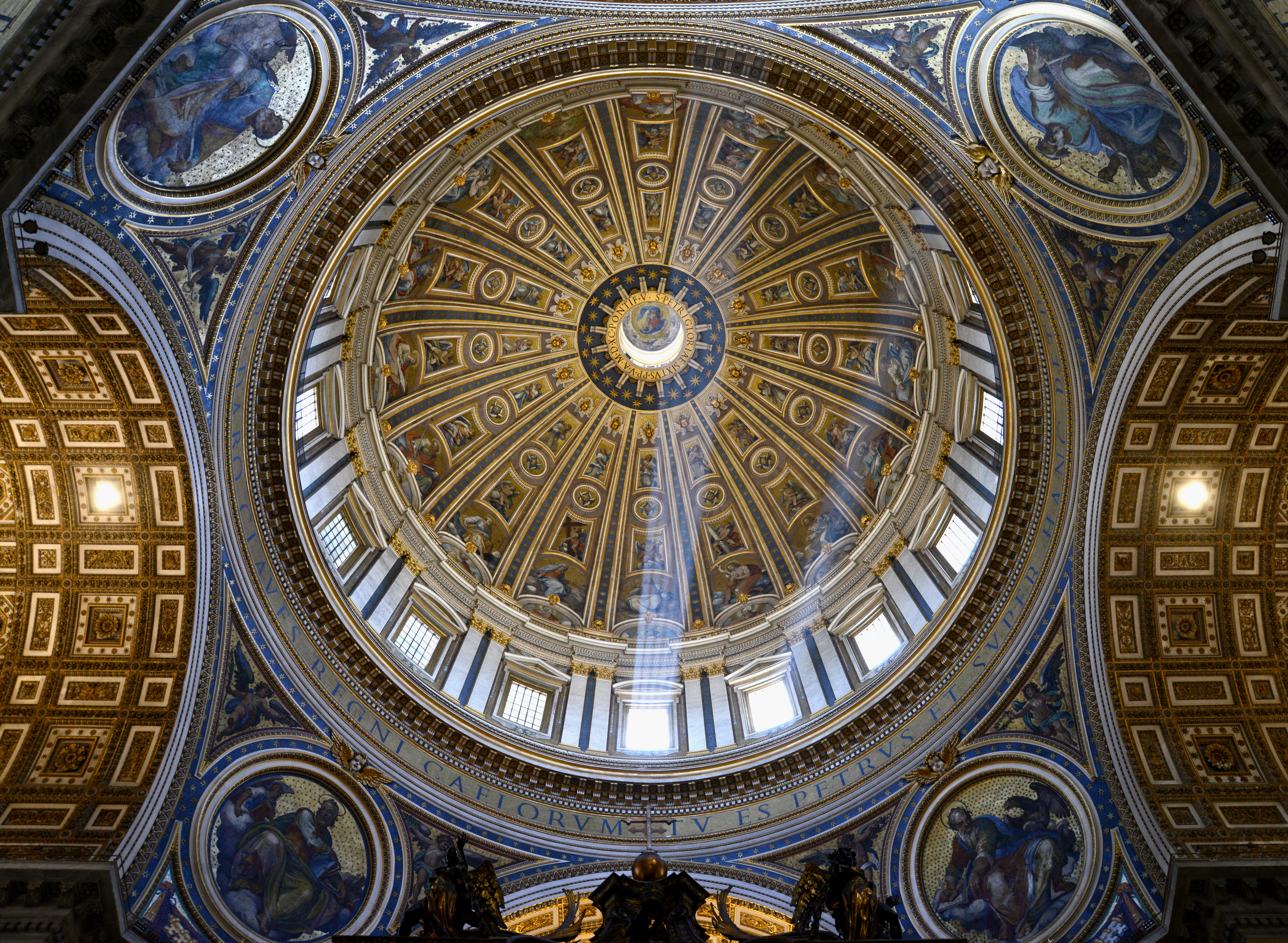
Interior da cúpula da Basílica

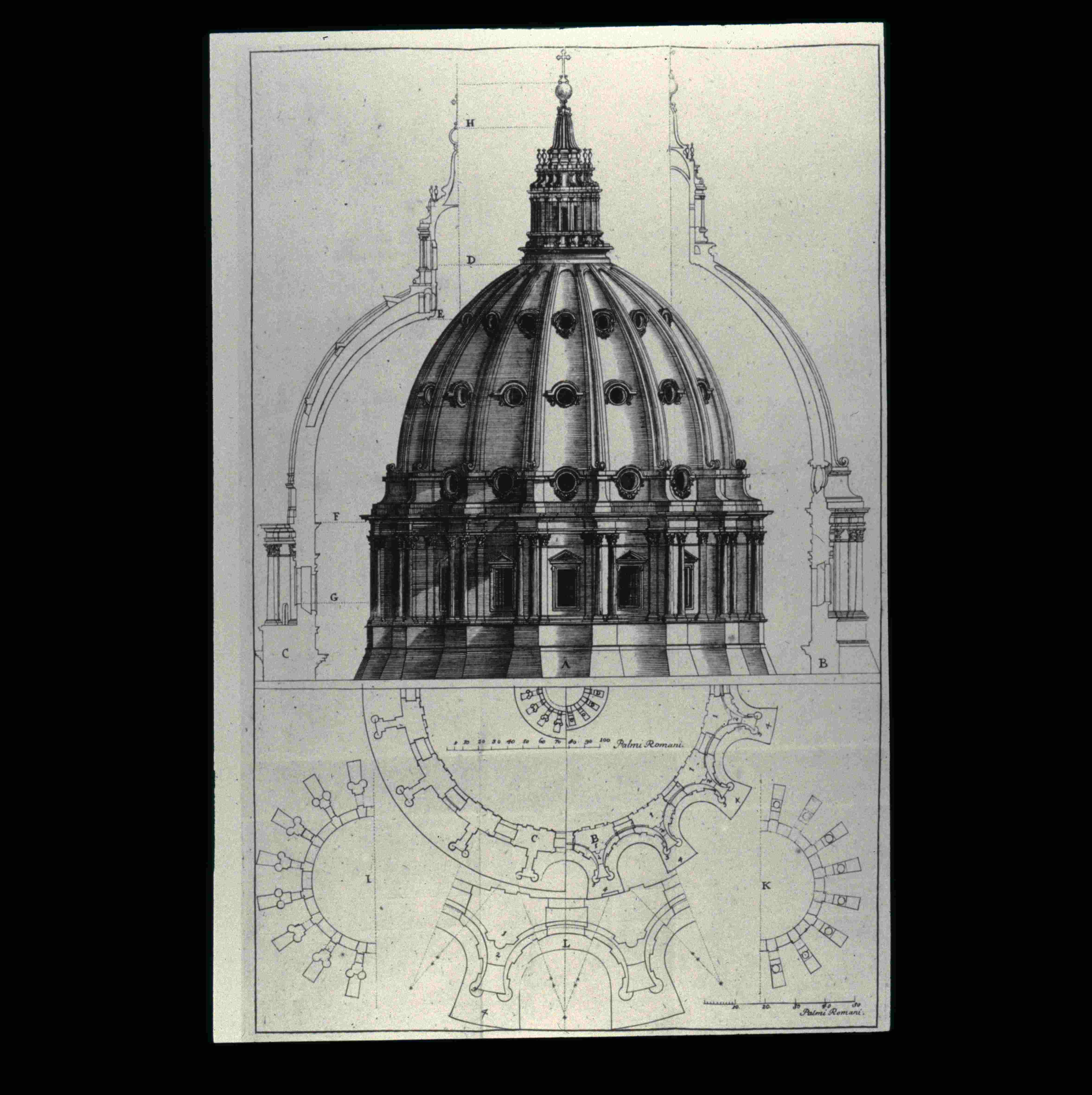
Planta, perspectivas e cortes para o tambor e a cúpula de São Pedro em Roma, 1744 - Arquivo da Academia de Ciências em Turim, Milão

A cúpula da basílica tornou-se um marco no estudo de engenharia de estruturas. A cúpula apresentava uma concepção conservadora. Com forma hemisférica, seria formada por quatro grandes arcos de 26 metros de vão e 46 metros de altura, sustentados por quatro grandes pilares ainda hoje existentes. A cúpula da Basílica de São Pedro eleva-se a uma altura total de 136,57 m do chão até ao topo da cruz no exterior. A mais alta cúpula do mundo, o seu diâmetro interno é de 41,47 m, um pouco menor que duas das três grandes cúpulas que a precederam – a do Panteão de 43,3 m, e a da Catedral de Florença com 44 m (os arquitectos da Basílica de São Pedro usaram como base essas duas cúpulas para encontrar formas de conceber aquela que se tornou a maior cúpula da cristandade.) – 58,90 de diâmetro máximo externo e 551 degraus da base da obra até ao topo da lanterna, a cúpula é o emblema da própria basílica e um dos símbolos de toda a cidade de Roma.
O primeiro a realizar alguma modificação foi Sangallo, quem reprojectou a cúpula mudando-a de hemisférica para a forma obtida com a revolução de um arco segmentar e aumentando a altura da cúpula em nove metros. Após Sangallo, Miguel Ângelo assume-se como responsável pela grande maioria dos detalhes e esquemas estruturais existentes até hoje. Adoptou novamente a cúpula na forma hemisférica, porém projetada com duas camadas estruturais que a tornavam mais sólida. Além disso, os pilares sofreram novos reforços. A construção da cúpula foi concluída vinte e quatro anos após a morte de Miguel Ângelo, por Giacomo della Porta e Domenico Fontana, que mal modificaram os planos do mestre. Tendo em conta as questionadas capacidades de Giacomo Della Porta e Domenico Fontana, que se revelaram os melhores na época. As teorias científicas atuais que visam analisar o comportamento mecânico das construções começaram a ser desenvolvidas na segunda metade do século XVII. Só então a mecânica dos materiais começou a ganhar forma e deu os seus primeiros passos com a investigação de Edme Mariotte e Robert Hooke.

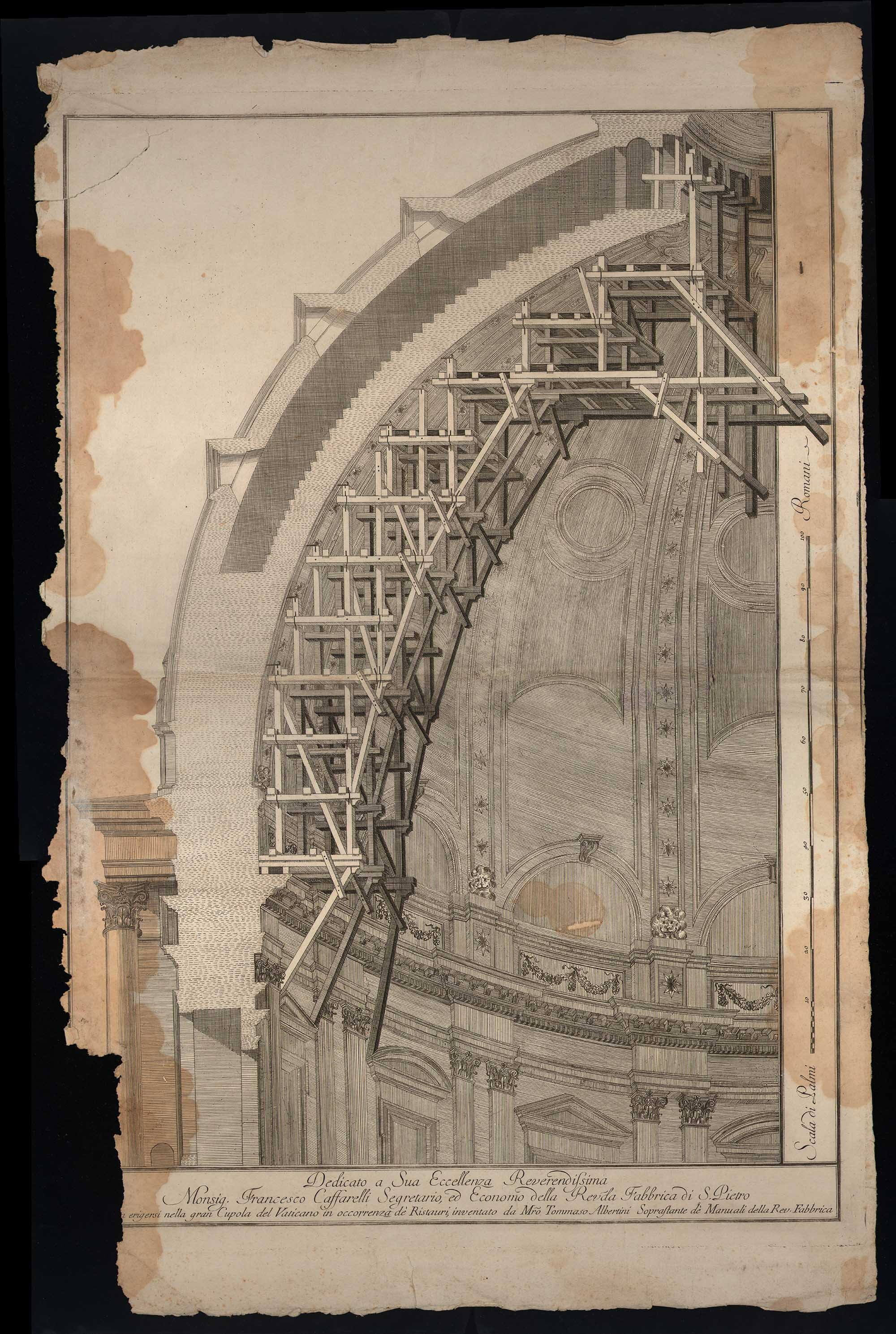
Corte da cúpula, antes de 1830

Dando continuidade ao que Galileu tinha começado, indicando a observação experimental como base de conhecimento científico. Na sua última obra, o próprio Galileu apresentou as primeiras observações sobre a “nova ciência relacionada com a "mecânica" das estruturas" em 1638).
As primeiras aplicações dos novos métodos científicos a problemas estruturais começaram a ser enunciadas entre o final do século XVII e o início do século XVIII. Foi então, em 1741, que Bento XIV encomendou três matemáticos Ruđer Bošković, François Jacquier e Thomas Le Seur da "Repubblica Romana dei Dotti" para realizar uma avaliação histórica.
 Os primeiros desastres documentados datam de 1603, mas na década de 1630 os problemas intensificaram-se. O estudo dos três matemáticos destacou-se pela sua importante inovação. Continha uma avaliação assenta inteiramente, talvez pela primeira vez, num critério científico destinado a interpretar a mecânica do comportamento de uma construção arquitetónica. A sua importância histórica reside no facto de, ao contrário das práticas anteriores que se baseavam em regras empíricas, geralmente de natureza geométrica (ver por exemplo os estudos de Giovanni Poleni sobre a estática dos arcos), as concepções teóricas, desta vez de natureza científica, foram utilizas e aplicadas ao estudo de um problema estrutural. Embora não seja totalmente correto, o PVW (princípio dos trabalhos virtuais) foi adotado na avaliação e utilizado como instrumento de medição para os anéis metálicos a aplicar no tambor da cúpula. Para avaliar os pesos das estruturas, os matemáticos pesaram uma massa de travertino e uma de alvenaria. Graças também aos dados geométricos das partes individuais investigadas, conseguem provar que o peso total da cúpula é igual a aproximadamente 56.000 toneladas.
Só na primeira metade do século XVIII, perante os rumores de um possível desabamento da cúpula, o Papa Bento XIV encarregou o engenheiro Giovanni Poleni de estudar o estado de degradação da cúpula e como remediá-lo. Poleni conduziu extensas inspeções e estudos em 1743, publicando um tratado sobre o assunto em Pádua em 1748, sobre a cúpula, ático, tambor e contrafortes (Memorie istoriche della Gran Cupola del Tempio Vaticano publicado em Padua em 1748) e, acompanhado por uma análise das opiniões anteriores de outros matemáticos e cientistas, incluindo Lelio Cosatti.
Entre 1743 e 1748, Poleni inseriu diversas correntes de ferro, especialmente no tambor e na parte inferior da cúpula, determinando a secção e o posicionamento ideal através de cálculos teóricos e de uma série de experiências. A solução de projeto indicada aplicando um processo científico dos matemáticos permitiu propor um trabalho não invasivo, que respeitava a obra de Miguel Ângelo e as suas decorações e estéticas.
A avaliação dos três matemâticos gerou grande controvérsia entre estudiosos de renome, incluindo Giovanni Poleni, contratado também para fazer uma análise do mesmo problema
As obras foram conduzidas sob a direção do arquiteto Luigi Vanvitelli, que na altura ocupava o cargo de "Arquiteto da Reverenda Fabbrica". À vista disso, vasto número de especialistas foram consultados, inclusive Giovanni Poleni, que, com o auxílio da literatura da época e com experimentos, conseguiu determinar as forças horizontais geradas pela cúpula e, de acordo com esses estudos, ratificou a segurança da estrutura. O trabalho de Ruđer Bošković foi posteriormente elogiado por C.L. Navier (1829) que reconheceu a sua
originalidade. Os trabalhos de reforço foram realizados sob a supervisão de Luigi Vanvitelli que aplicou a proposta dos três Matemáticos, e o Mestre Nicola Zagaglia foi
responsável pela organização do local de intervenção. A avaliação descrita deste memorial está ilustrada detalhadamente no livro Dall’ingegneria empirica verso l’ingegneria della scienza. Assim, os anéis — seis no total — foram fixados na cúpula entre 1743 e 1748, num total de cinco anos de trabalho. A importância deste evento foi que, ao contrário da tradição, a avaliação da estabilidade da estrutura não se baseou em regras e opiniões empíricas, mas num levantamento detalhado e análise matemática. O incidente que envolveu a Catedral de São Pedro teve repercussões noutras situações, como são
exemplo as intervenções realizadas na torre da Catedral de Milão.
Isto marcou o início de um debate sobre a relação entre a Arquitetura e a Mecânica, entre
conhecimento humanístico consolidado e uma nova ciência, que estava destinada a revolucionar o futuro das práticas construtivas.
Os restauros subsequentes, realizados entre os séculos XIX e XX, consistiram essencialmente na reconstrução da cobertura de chapa de chumbo da cúpula e da lanterna (1870-1875); mesmo no topo da lanterna, já tinha sido erguido um pára-raios em 1809. Depois de 1929, os contrafortes radiais da cúpula, que apresentavam várias fissuras, foram parcialmente demolidos e reconstruídos sob a direção do arquiteto Luca Beltrami. Na década de 1940, a quebra da arquitrave de uma grande janela do tambor obrigou o engenheiro Nicolosi a inserir uma estrutura de aço capaz de descarregar os esforços na parte mais exterior do vão da janela; a operação foi depois alargada a todas as aberturas do tambor.
O perímetro interior da cúpula apresenta a inscrição em latim com letras de 2 m de altura:
TV ES PETRVS ET SVPER HANC PETRAM AEDIFICABO ECCLESIAM MEAM ET TIBI DABO CLAVES REGNI CAELORVM 
Tu és Pedro, e sobre esta pedra edificarei a minha igreja. Eu dar-lhe-ei as chaves do reino dos céus. Vulgata Mateus 16:18-19:.
Abaixo da lanterna está a inscrição:
S. PETRI GLORIAE SIXTVS PP. V. A. M. D. XC. PONTIF. V. 
 "Para glória de São Pedro, Sisto V, Papa, no ano de 1590 e quinto ano do seu pontificado."

Vista a partir da cúpula de São Pedro.

Do ponto de vista arquitetónico, a cúpula de São Pedro é uma revisão, sob formas muito pessoais de arquitetura renascentista, do projeto essencialmente gótico de Brunelleschi para a cúpula de Santa Maria del Fiore.
No entanto, o seu poderoso ímpeto não é maneirista, e abrange já o barroco. O projecto de Michelangelo para a basílica do Vaticano criou uma massa única, compacta e orgânica.
| “                                                         | A fachada em si é bonita, mas não tem qualquer relação com a cúpula. O verdadeiro propósito do edifício era a cúpula: essa ficou escondida! A cúpula tinha uma relação coerente com as absides: que ficaram ocultas. | ” |
| — Le Corbusier, Vers une Architecture, Paris 1958, p. 137 | |   |

No entanto, a cúpula de São Pedro tornou-se modelo para outras construções semelhantes. A tipologia das colunas germinadas do tambor foi retomada durante o século XVII, na cúpula da basílica romana de Sant'Andrea della Valle.

## Sacristia

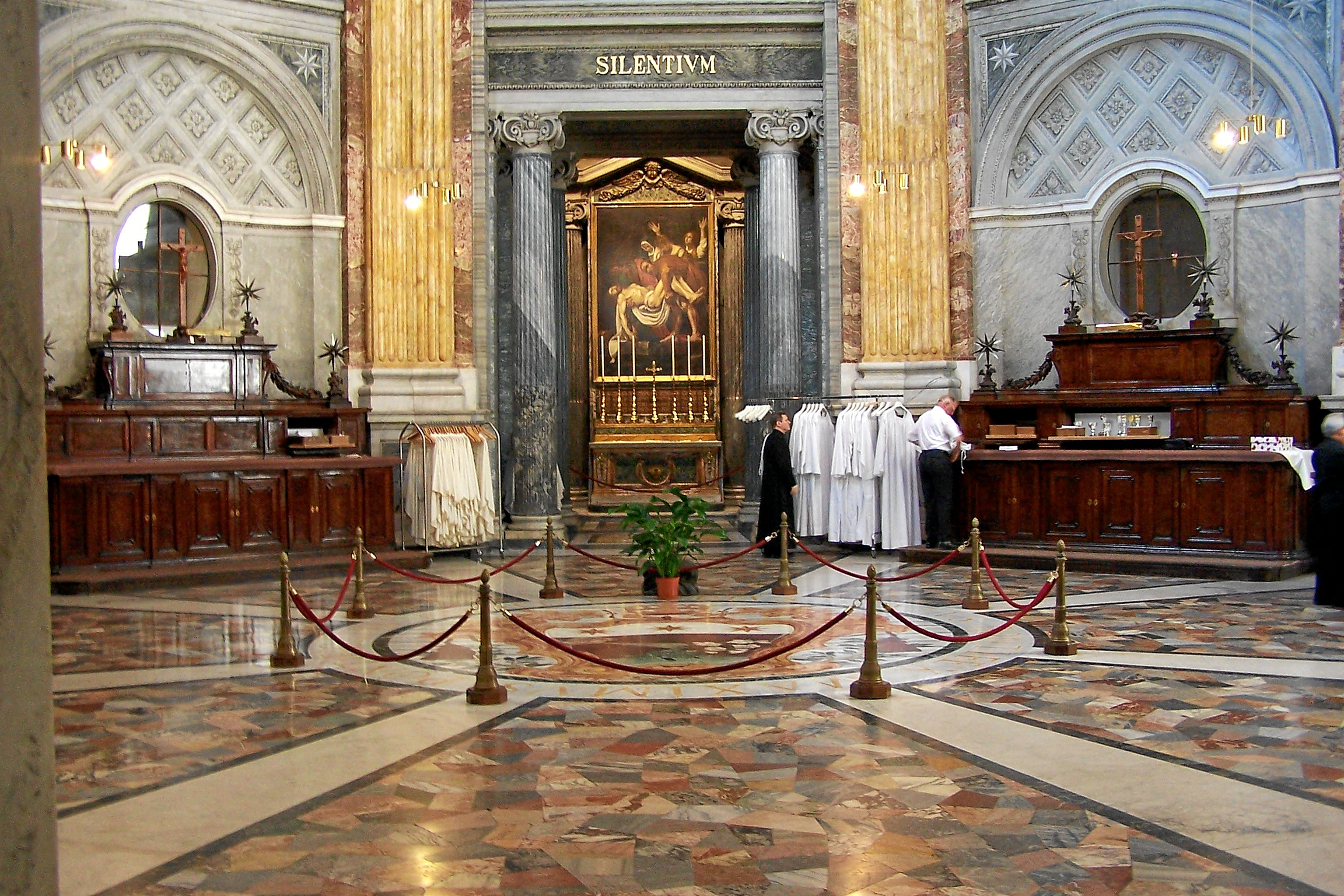
Sacristia da basílica

A sacristia maior refere-se a um edifício externo à basílica, localizado na parte sul, que se conecta com o templo através de dois corredores sobre arcos que acedem a basílica atravessando o túmulo de Pio VIII e a Capela do Coro. Em 1715, foi realizado um concurso para a construção da sacristia, onde o vencedor foi o projecto de Filippo Juvarra, cuja maquete de madeira está ainda preservada nas arrecadações da basílica. Porém, devido ao seu elevado custo a execução desse complexo foi impossibilitada. Em 1776, o Papa Pio VI encomendou a Carlo Marchionni a realização do actual edifício, concluído em 1784. O trabalho final foi bastante criticado, especialmente pelo estudioso Francesco Milizia, que inclusive forçou Marchionni a deixar a cidade. A sacristia apresenta uma planta octogonal e é coberta por uma cúpula. É ladeada por vários edifícios entre os quais a Sacristia dos Cânones e dos Beneficiários, a Casa do Capítulo e do Tesouro.

## Praça de São Pedro

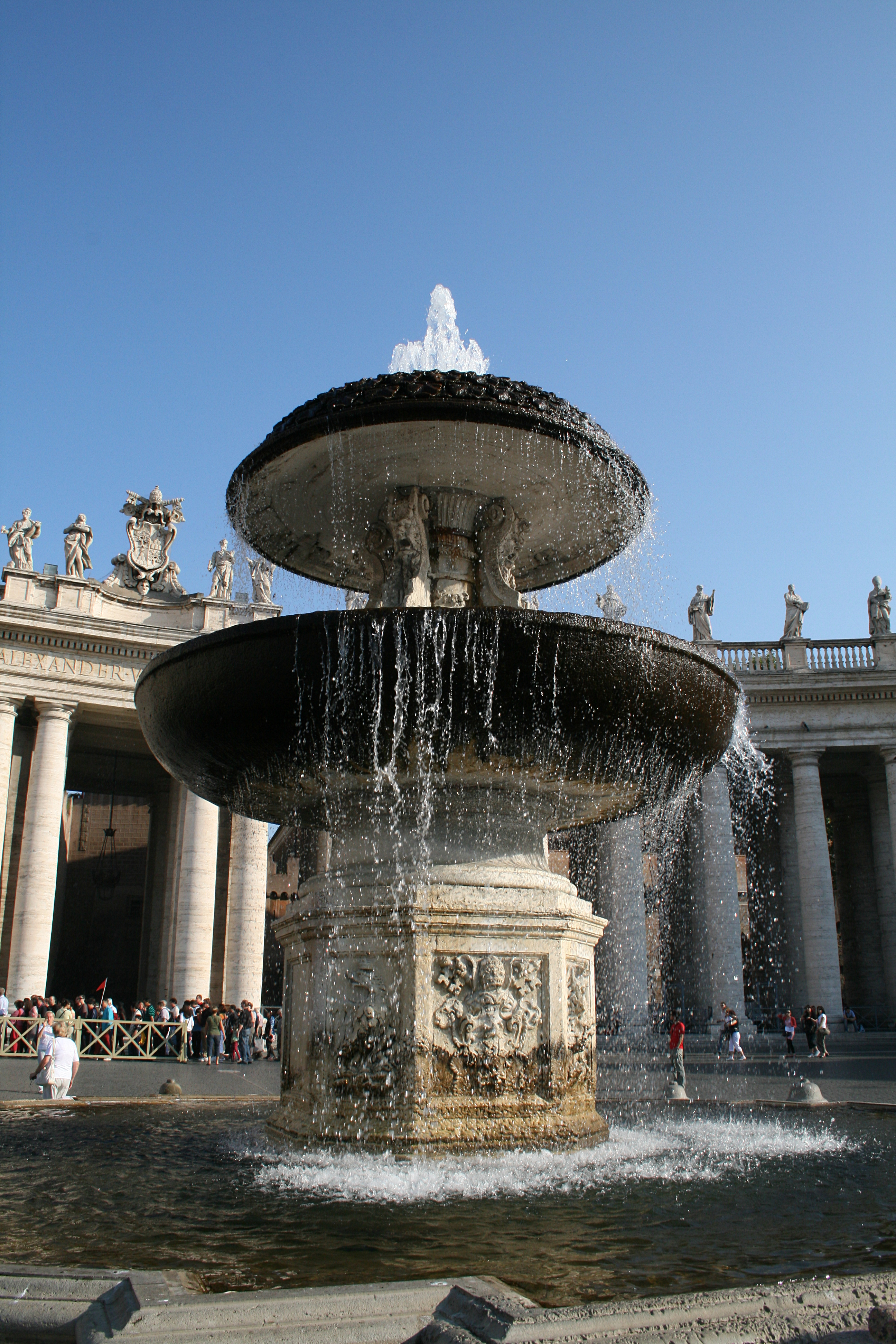
Uma das duas fontes no centro da praça

A leste da basílica situa-se a Piazza di San Pietro (Praça de São Pedro). A mais importante praça da cristandade é um exemplo das intervenções barrocas no espaço construído, tomado pelo casario medieval, em Roma. Este espaço de inspiração barroca, construído entre 1656 e 1667 por Bernini, segue contudo um estilo clássico. No seu centro foi erguido o obelisco do Vaticano que remonta do século XIII, de Heliópolis, Antigo Egito. A peça foi assentada frente à fachada de Maderno. Este obelisco, conhecido como A Testemunha, possui 25 metros de altura, e todo o conjunto, incluindo a base e a cruz no topo, alcança os 40 metros, sendo o segundo maior obelisco existente, e o único a permanecer em pé, desde a transferência do Egito e recolocação no Circo de Nero em 37 AD, onde se pensa testemunhar a outrora crucificação de São Pedro. Esta alternância de sítios foi ordenada pelo Papa Sisto V e projetada por Domenico Fontana a 28 de setembro de 1586. Esta foi uma difícil operação, perto de terminar em desastre quando as cordas que seguravam o obelisco começaram a fumegar devido à fricção. Felizmente esse problema foi notado por um marinheiro, que pela sua rápida intervenção, foram-lhes outorgadas palmas como agradecimento, habitualmente realizadas na basílica a cada Domingo de Ramos.
Outro conjunto característico da praça com o qual Bernini teve que lidar, foi a utilização das fontes projetadas por Maderno em 1613 e acrescentadas a cada um dos lados do obelisco, em paralelo com a fachada. O projecto de Bernini fez uso deste eixo horizontal como uma das principais características com o seu único, dinâmico e altamente simbólico design. As soluções a considerar seriam efetivamente, ou uma praça rectangular de grandes proporções projetada com relação ao obelisco no centro e a fonte a ele próximo, o que poderiam ser incluídos, ou uma praça trapezoidal que se desdobra-se a partir da fachada principal tal como a frente do Palazzo Pubblico localizado em Siena. Os problemas da planta quadrada seriam causados pelo facto da largura necessária ao seu cumprimento, implicaria a demolição de várias construções, incluindo algumas do Vaticano, minimizando contudo o efeito da fachada. Por outro lado, planta trapezoidal iria aumentar a aparência da fachada, sendo, portanto, percebida como um erro a desconsiderar.
A engenhosa solução de Bernini foi criar uma praça com duas secções. A parte mais próxima da basílica é trapezoidal, porém, ao invés de abrir a partir da fachada do edifício, esta se fecha, contrariando assim a perspectiva visual. O que significa que através da segunda parte da praça, a construção parece mais próxima do que o é, na verdade. Assim, a largura da fachada é minimizada transmitindo a sensação de uma maior altura e proporção com a sua largura. O segundo lado da praça é composto por um enorme círculo elíptico que estreita delicadamente para o centro, do obelisco. Estas duas distintas áreas estão ladeadas por uma imponente colunata formada por dois pares de colunas que suportam o entablamento da subtil Ordem toscana.
A colunata que delimita a elipse não a circunda por completo, estendendo-se em duas curvas, que simboliza os braços da "Igreja Católica Romana, que acolhem os seus seguidores". Com isto, Bernini equilibra o espaço com outra fonte em 1675. A abordagem à praça costumava ser através de um aglomerado de prédios antigos, o que acrescenta um elemento surpresa para a vista que se abre na passagem pela colunata. Hoje em dia, uma longa e larga rua, a Via della Conciliazione, construída por Mussolini após a conclusão dos Tratados de Latrão, estende-se desde o rio Tibre até à praça, proporcionando aos visitantes uma ampla e distante visão da Catedral de São Pedro.
As alterações de Bernini foram concebidas totalmente ao estilo barroco. Enquanto que Bramante e Miguel Ângelo conceberam uma obra "auto-suficientemente isolada", Bernini fez com que todo o complexo "se relaciona-se entusiasticamente com o seu meio ambiente. Banister Fletcher afirma: "Nenhuma outra cidade tem proporcionado uma abordagem tão ampla na aproximação da sua catedral, nenhum outro arquitecto poderia ter concebido um projecto de maior nobreza… (é) o maior de todos os átrios ante da maior de todas as igrejas da cristandade".

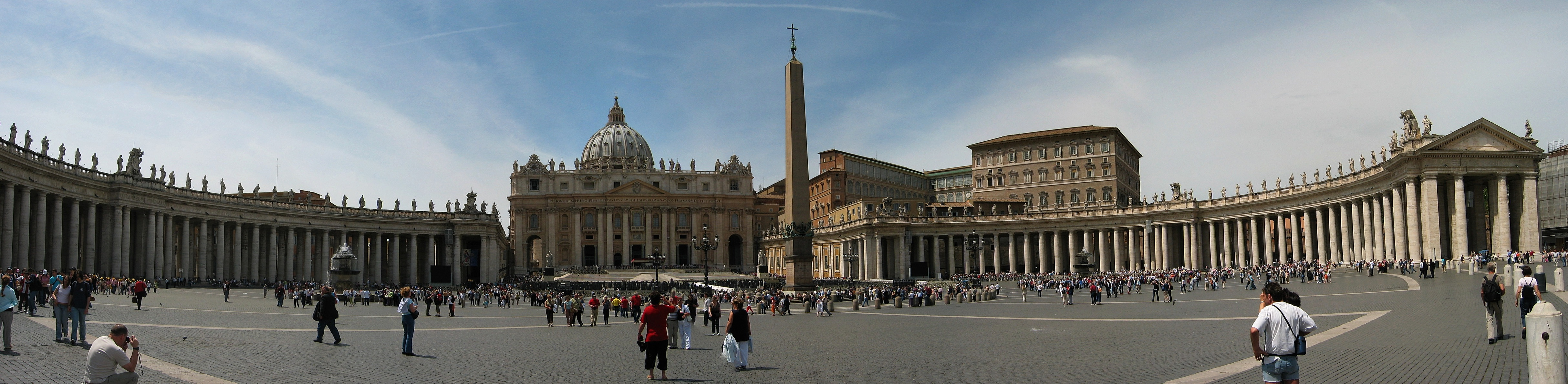
Praça de São Pedro, a basílica e o obelisco, da Piazza Pio XII.

### Grutas do Vaticano

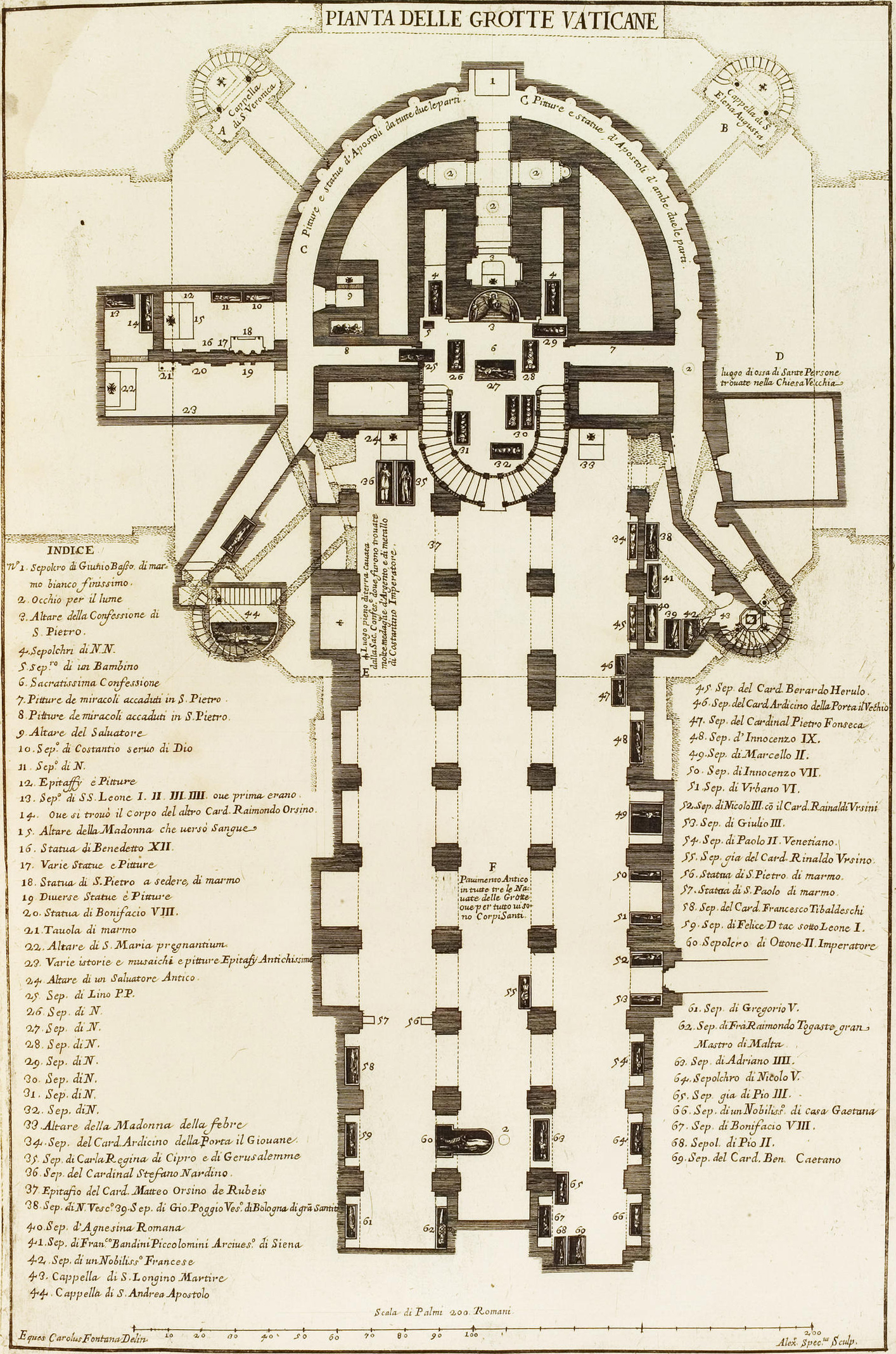
Planta das grutas do Vaticano

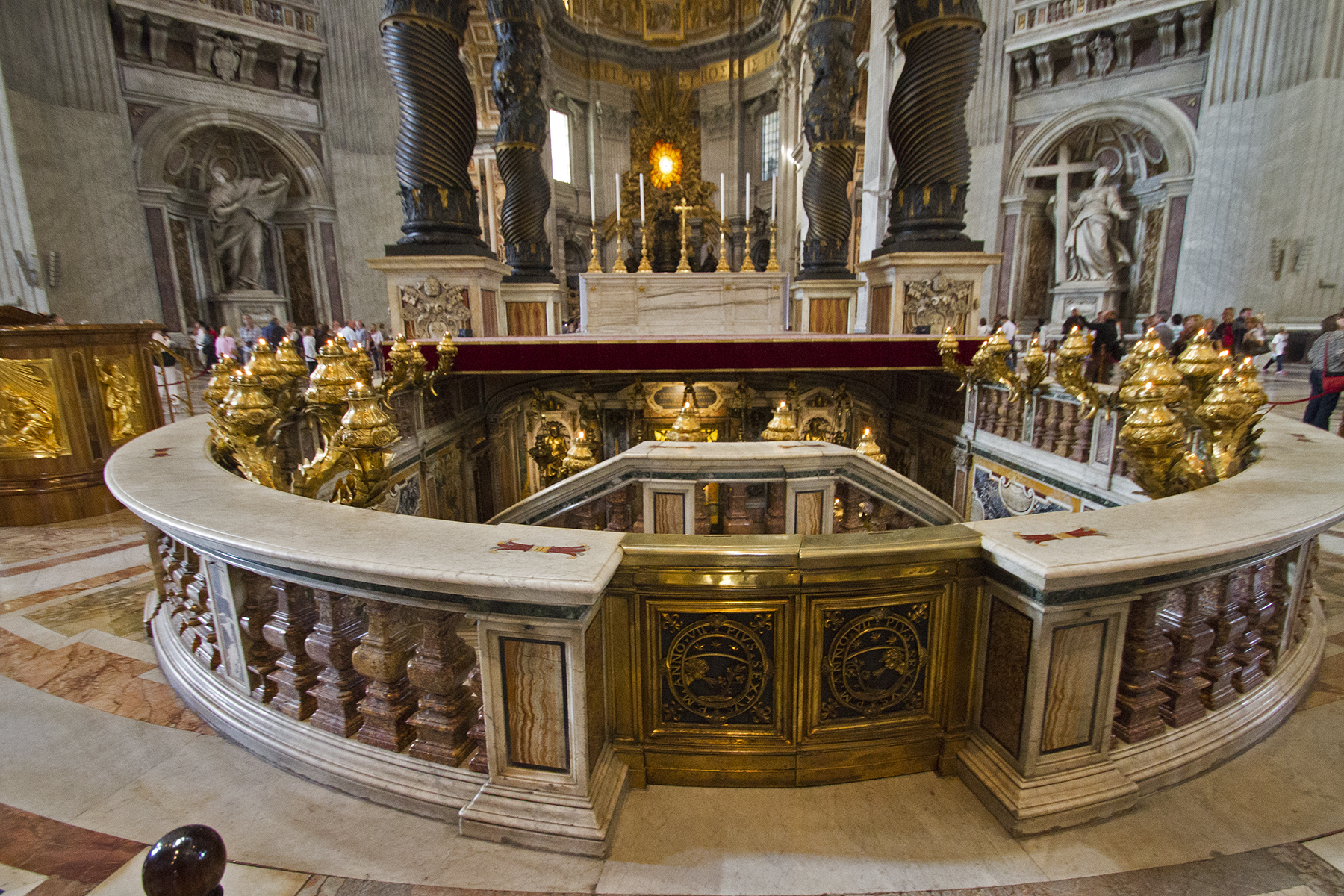
Escada de acesso às Grutas do Vaticano pela frente do Altar Papal, rodeada de lâmpadas votivas.

As Grutas do Vaticano foram criadas a partir da elevação entre a nova e a velha basílica. Possui a forma da igreja subterrânea com três naves e têm sido usadas como local para sepultar vários papas. O acesso realiza-se através de uma escadaria dupla cercada por uma elegante balaustrada sobre a qual ardem 99 velas. A escada parte da frente do altar papal e termina atrás da Confessório de São Pedro - obra de Carlo Maderno. Antes do mosaico de Cristo Pantocrator encontra-se o cofre que reúne os pálios. Depois do cofre estão os restos da tumba de mármore de São Pedro construída pelo imperador Constantino. Na parte inferior encontra-se a bola de bronze, com o nome "catarata" ou "billicus confessionis" que era a entrada a partir da construção da primeira basílica para o túmulo de São Pedro.
O Papa Pio XII, recém-eleito em 1939, concedeu a pesquisa arqueológica que em dez anos trouxe à luz o primeiro andar da Basílica de Constantino e mais tarde, os restos de uma necrópole romana que ocupava a encosta da Colina do Vaticano, tendo sido enterrada pelos construtores da primeira basílica. A existência desta área subterrânea confirma a crença de que o local do sepultamento de São Pedro está localizado no sítio onde foi erguido um monumento em memória do apóstolo, e em seguida a basílica.
Durante a escavação, entre 1953 e 1957, foi encontrado um nicho onde foi possível reconhecer uma gravação incompleta em grego com o nome de Pedro, dentro estavam alguns ossos embrulhados num pano roxo e fios de ouro. Esta descoberta foi anunciada por Pio XII convencido que os restos mortais eram do corpo de São Pedro. Estes restos mortais foram colocados no porão, na posição original, que se localizam exatamente sob Altar Papal, o baldaquino e a cúpula.
Algumas tumbas de papas nas Grutas do Vaticano
- Tumba de Paulo II
- Tumba de Bento XV
- Tumba de Urbano VI
- Tumba de Paulo VI
- Tumba de João Paulo I
- Tumba de Bento XVI

## Arciprestes da basílica desde 1053
O arcipreste da Basílica de São Pedro é um chefe executivo do culto e cuidado pastoral da basílica, e é sempre um cardeal. Alguns dos mais proeminentes arciprestes da basílica foram os cardeais Giovanni Gaetano Orsini (1276-1277) e Pietro Barbo (1445-1464) que mais tarde se tornaram papas, Nicolau III e Paulo II, respectivamente. Actualmente, o cardeal Mauro Gambetti, O.F.M.Conv. é quem ocupa o cargo desde 20 de fevereiro de 2021.

## Cópias digitais
Na década de 2020, o Vaticano investiu no uso de recriações digitais da Basílica para aprimorar a educação e permitir que as pessoas a vivenciassem sem a necessidade de uma visita presencial. Em 2024, o Vaticano firmou uma parceria com a Microsoft para criar um modelo 3D interativo da Basílica. O modelo foi gerado com inteligência artificial, utilizando mais de 400.000 fotografias de alta resolução tiradas por drones. O presidente da Microsoft, Brad Smith, descreveu o projeto como "um dos projetos tecnologicamente mais avançados e sofisticados desse tipo alguma vez realizados". O Vaticano colaborou ainda mais com a Microsoft em 2025 por meio da criação de outra versão interativa da Basílica, desta vez recriada no videogame Minecraft. O mapa Minecraft, intitulado "Peter is Here" (Pedro está aqui), foi desenvolvido como parte do Jubileu de 2025 com o objetivo de envolver o público jovem.